# Novak Đoković
Novak Đoković (grafie chirilică: Новак Ђоковић, pronunțat /ˈnɔvaːk 'ʥɔːkɔviʨ/ ascultăⓘ, n. 22 mai 1987, Belgrad, RS Serbia, RSF Iugoslavia) este un jucător profesionist sârb de tenis. Đoković a ocupat locul 1 timp de 483 de săptămâni într-un număr record de 12 ani diferiți și a terminat pe locul 1 la sfârșitul anului de șapte ori, un record. A câștigat 24 de titluri de Grand Slam la simplu masculin. În total, a câștigat 100 de titluri ATP la simplu, inclusiv un record de 10 titluri la Australian Open și un record de 40 de turnee de nivel ATP 1000. Đoković este singurul jucător din era deschisă care a realizat un Career Grand Slam de trei ori  și a încheiat un Grand Slam non-calendaristic. De asemenea, este singurul jucător care a realizat Career Golden Masters în ATP Tour, lucru pe care l-a făcut de două ori.
Đoković și-a început cariera profesionistă în 2003. La vârsta de 20 de ani, el a întrerupt seria de 11 majore consecutive a lui Roger Federer și Rafael Nadal câștigând primul său titlu de Grand Slam la Australian Open 2008. În 2010, Đoković s-a alăturat lui Federer și Nadal în Big Three, grupul de trei jucători care au dominat tenisul masculin mai bine de un deceniu. În 2011, Đoković s-a clasat pentru prima dată pe locul 1, câștigând trei din patru competiții majore și un record de cinci evenimente Masters în sezonul de atunci. El a rămas cel mai bun jucător din tenisul masculin pentru restul deceniului, câștigând cele mai multe titluri majore și Masters, și câștigând patru din cele cinci titluri ale sale la finalele ATP consecutiv, din 2012 până în 2015. Đoković a terminat anul ATP pe locul 1 timp de șapte ani și pe locul 2 timp de trei ani în următorul deceniu.
În 2015, el a jucat cincisprezece finale consecutive, inclusiv toate cele patru finale majore și opt finale de Masters, câștigând trei competiții majore și un record de sezon de șase evenimente Masters, precum și Finala ATP. În anul următor, el a câștigat Openul Francez din 2016 pentru a finaliza primul și singurul Grand Slam în afara anului calendaristic din Era Open și primul său Grand Slam din carieră (toate cele patru turnee de Grand Slam). A devenit primul om de la Rod Laver în 1969 care a deținut toate cele patru titluri majore simultan și singurul din istorie care a făcut acest lucru pe trei suprafețe diferite. În 2021, Đoković a câștigat Openul Francez și a devenit primul om din Era Open care a realizat de două ori Career Grand Slam.
Reprezentând Serbia, Đoković a condus echipa națională a Serbiei la primul lor titlu de Cupa Davis în 2010 și la titlul inaugural de Cupa ATP în 2020. Mai mult, a câștigat medalia de bronz pentru Serbia la Jocurile Olimpice de la Beijing 2008. Đoković a câștigat de patru ori premiul Laureus pentru Sportivul Mondial al Anului și a primit Ordinul Sf. Sava, Ordinul Steaua lui Karađorđe și Ordinul Republicii Srpska. Dincolo de competiție, Đoković a fost președinte al consiliului jucătorilor ATP  și este un filantrop activ. În august 2020, Đoković și Vasek Pospisil au anunțat formarea Asociației Jucătorilor de Tenis Profesioniști ca prima asociație exclusivă de jucători de tenis, invocând necesitatea ca jucătorii să aibă mai multă influență asupra turneului și pledând pentru o mai bună structură a premiilor în bani pentru jucătorii cu un rang inferior.

## Date personale

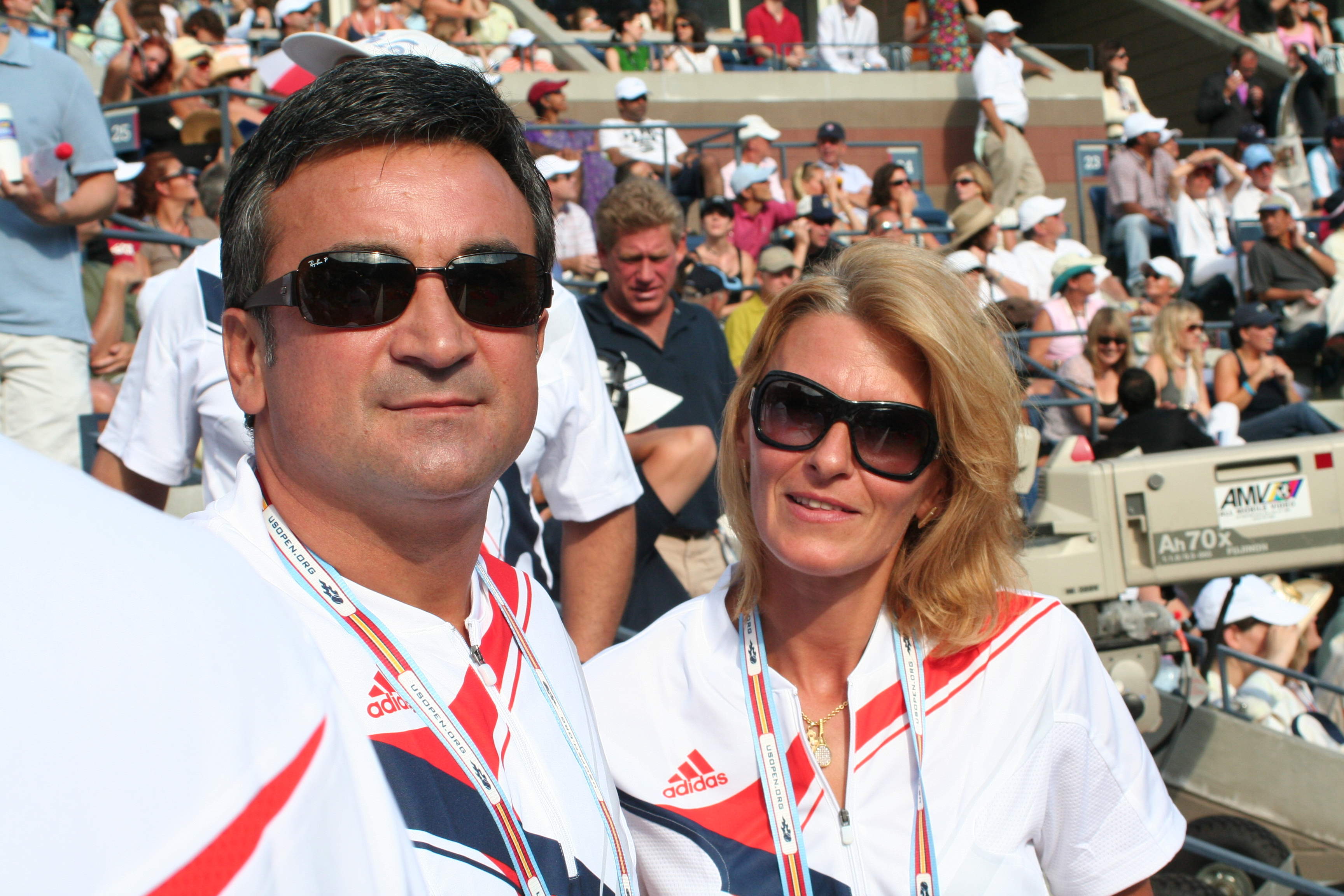
Părinții lui Đoković, Srđan și Dijana, în 2007.

Novak Đoković s-a născut la 22 mai 1987 la Belgrad, Republica Socialistă Serbia. El este de origine sârbă din partea tatălui și de origine croată din partea maternă. Cei doi frați ai săi mai mici, Marko și Djordje, au jucat de asemenea tenis profesionist.
În copilărie, Đoković a primit de la părinții săi o mini-rachetă și o minge de spumă moale, despre care tatăl său a afirmat că a devenit „cea mai iubită jucărie din viața lui”.
Đoković a început să joace tenis la vârsta de patru ani, când părinții lui l-au trimis într-o tabără de tenis din Novi Sad.  În 1993, la vârsta de șase ani, a fost descoperit ca un copil talentat de legenda sârbă a tenisului Jelena Genčićová  la Kopaonik, unde părinții lui aveau un fast-food  și o afacere cu echipamente sportive. După ce l-a văzut jucând pe teren, ea a declarat: „Este cel mai mare talent pe care l-am văzut de la Monica Seleș”.
Genčić a lucrat cu micul Đoković în următorii șase ani. În 1999, ea l-a contactat pe Nikola Pilić, care a admis un jucător de tenis de 12 ani la academia sa de tenis din Oberschleißheim, Germania; Đoković s-a antrenat acolo patru ani. La vârsta de 14 ani și-a început cariera internațională, câștigând campionate europene la simplu, dublu și competiții pe echipe. Locuitor al Monte Carlo, Đoković a fost antrenat de fostul tenismen slovac Marián Vajda din vara lui 2006, până când Boris Becker a preluat rolul de antrenor principal, în decembrie 2013. Becker și Đoković și-au încheiat oficial cooperarea în decembrie 2016.
El se descrie ca un iubitor de limbi străine atunci când afirmă că, cu excepția sârbei natale, vorbește engleza, germana și italiana.
Și-a cunoscut viitoarea soție, Jelena Ristić, în liceu și a început să se întâlnească cu ea în 2005. Cei doi s-au logodit în septembrie 2013, iar la 10 iulie 2014 cuplul s-a căsătorit în stațiunea muntenegreană Sveti Stefan, în timp ce în același loc a avut loc o nuntă la biserică, pe 12 iulie 2014. În aprilie 2014, Đoković a anunțat că el și Ristić așteaptă primul lor copil. Fiul lor s-a născut în octombrie 2014. Fiica lor s-a născut în 2017.

## Carieră
Novak Đoković a avut, în turneele de juniori, un raport victorii-înfrângeri de 35-11, în competiția de simplu, și 20-5 în cea de dublu. În 2004, a atins semifinalele turneului Australian Open de juniori, atât în competiția individuală, cât și în cea de dublu.

### 2003, 2004
În 2003, a câștigat primul turneu din seria Futures, la doar a treia încercare. Au urmat alte 2 semifinale în turnee din aceeași categorie, terminând sezonul cu 10-5 raportul victorii-înfrângeri. În 2004, a mai urmat o semifinală de turneu Futures și o victorie într-un meci de Cupa Davis. A câștigat un turneu Futures la Szolnok, în Ungaria, și după două săptămâni, pe 17 mai 2004, a câștigat primul său turneu Challenger, la Budapesta. S-a calificat în primul turneu ATP la Umag, în iunie, dar a fost învins de Filippo Volandri în primul tur. A câștigat un turneu Futures la Belgrad, apoi a urmat prima sa victorie în circuitul ATP, la Open România, unde l-a învins pe Arnaud Clement, pierzând în turul următor, în 3 seturi, cu David Ferrer. La sfârșitul sezonului, în noiembrie, a câștigat turneul Challenger de la Aachen.

### 2005
Și-a început sezonul 2005 prin debutul în turneele de Mare Șlem, la Australian Open, unde a pierdut însă în fața lui Marat Safin. Au urmat, în martie, două meciuri de Cupa Davis, câștigate împotriva țării Zimbabwe. Apoi, în aprilie, a pierdut două meciuri de Cupa Davis, cu Belgia: a fost învins de Christophe Rochus în 5 seturi și de Kristof Vliegen în 4. S-a calificat la Roland Garros și a câștigat primul său meci într-un turneu de Mare Șlem, învingându-l pe Robby Ginepri 6-0, 6-0, 6-3, luând apoi primul set în meciul cu Guillermo Coria, înainte de a fi nevoit să abandoneze din cauza unor probleme respiratorii. După ce a trecut de calificări, a ajuns în turul al 3-lea la Wimbledon, învingându-l pe Juan Mónaco în numărul minim seturi și pe Guillermo García-López în 5 seturi, fiind învins de Sébastien Grosjean. A debutat în turneele de Masters la Cincinnati, trecând de calificări, însă a fost învins de Fernando González în primul tur. A ajuns în turul al 3-lea la U.S. Open, învingându-i pe Gaël Monfils (în 5 seturi) și pe Mario Ančić (în 4 seturi), pierzând în fața lui Fernando Verdasco în 5 seturi. S-a calificat apoi pentru turneul de Masters de la Paris și a ajuns, de asemenea, în turul al 3-lea, cu victorii în fața lui Victor Hănescu și a lui Mariano Puerta, fiind înfrânt de Tommy Robredo. A încheiat sezonul ca numărul 1 din Serbia și cel mai tânăr jucător din top 100, la 18 ani și 5 luni (terminând pe locul 78).

### 2006: Primele titluri ATP

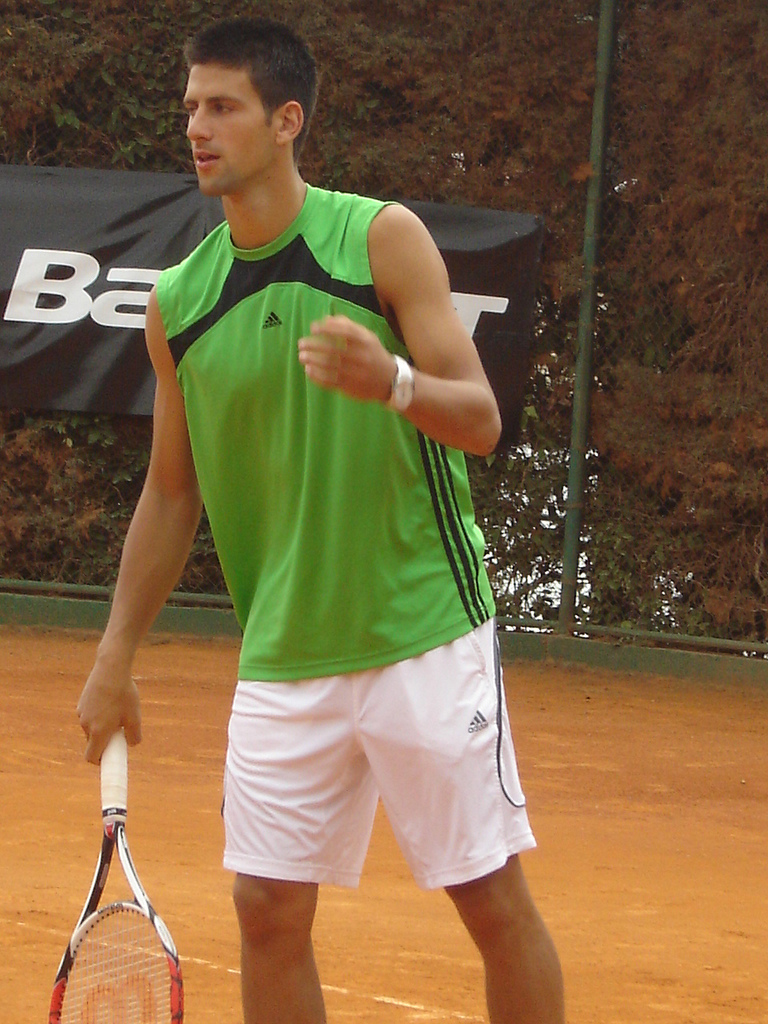
Novak Đoković în Umag.

În 2006, și-a continuat ascensiunea, câștigând două turnee ATP, din 3 finale disputate și terminând sezonul ca fiind cel mai tânăr jucător din top 20. În plus, a făcut un pas important în turneele de Mare Șlem, ajungând în sferturi la Roland Garros.

În februarie, după ce a pierdut în primul tur la Australian Open, a ajuns în semifinalele turneului de la Zagreb (pierzând la Ivan Ljubičić) și în sferturile turneului de la Rotterdam (pierzând la Radek Štěpánek), cedând la ambele turnee în fața celor care aveau să ajungă campioni. A avut în următoarele 3 luni un raport victorii-înfrângeri de 2-5, până când i s-a schimbat soarta sezonului la Roland Garros, obținând în următoarele 5 turnee un raport victorii-înfrângeri de 17-4: A atins primul sfert de finală într-un turneu de Mare Șlem (unde a abandonat în meciul cu Rafael Nadal), a continuat cu turul al 4-lea în turneul de la Wimbledon (pierzând la Mario Ančić), a câștigat următorul turneu pe care l-a jucat (Amersfoort, unde l-a învins pe Nicolas Massu), la prima sa finală de turneu din circuitul ATP; a obținut o serie de 9 victorii consecutive, prin apariția sa în a doua finală la rând, la Umag, fiind nevoit să abandoneze, din cauza unor probleme respiratorii, în timp ce conducea cu 3-1 în tiebreakul primului set, în fața lui Stanislas Wawrinka; a ajuns în turul 3 la U.S. Open, pierzând la Lleyton Hewitt. A obținut un raport 5-1 (victorii-înfrângeri) în meciurile de Cupa Davis, singura înfrângere venind în meciul cu Roger Federer. A câștigat apoi, în octombrie, al doilea său titlu, la Metz, învingându-l în finală pe Jürgen Melzer și a ajuns în primul său sfert de finală într-un turneu de Masters, la Madrid, cu victorii la Richard Gasquet și Andy Murray, fiind învins de Fernando González.

A obținut raporturi victorii-înfrângeri de 17-9 pe ciment, 14-5 pe zgură, 5-2 pe sintetic și 4-2 pe iarbă. A fost lider în circuit, ca raport al tiebreakurilor câștigate, cu 19-5 și a avut un raport de 2-7 în meciurile disputate cu jucătorii din top 10, cu victorii în fața numărului 9, Fernando Gonzalez (la Roland Garros) și a numărului 8, Tommy Robredo (la Wimbledon). A câștigat pe parcursul sezonului 645 de mii de dolari.

### 2007: Top 3, finala US Open și primele titluri de master

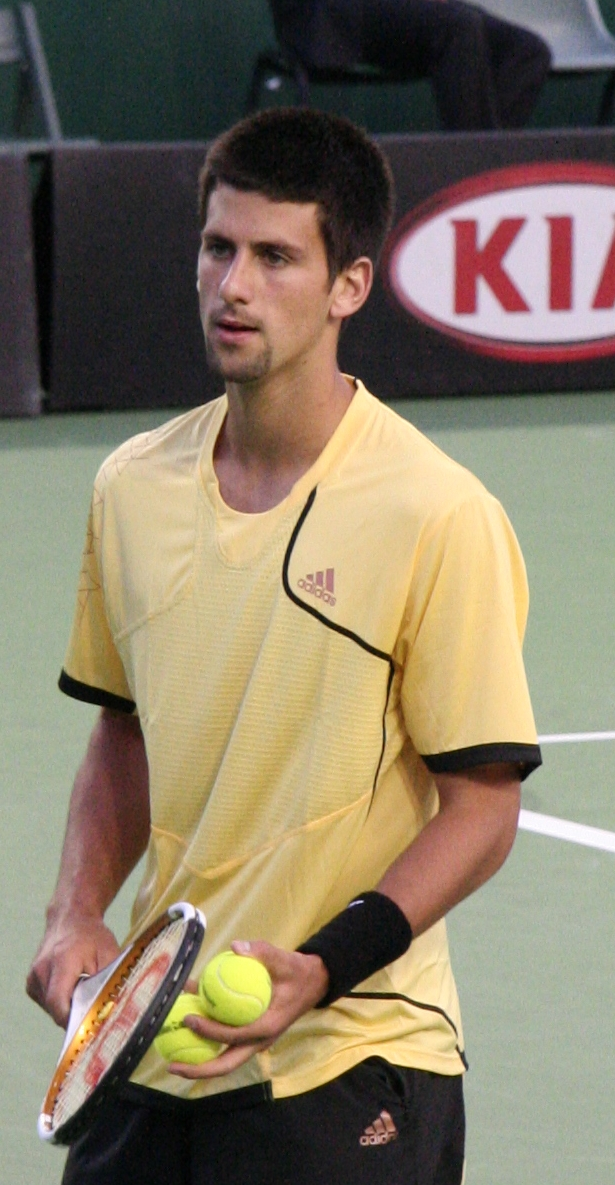
Novak Đoković la Australian Open

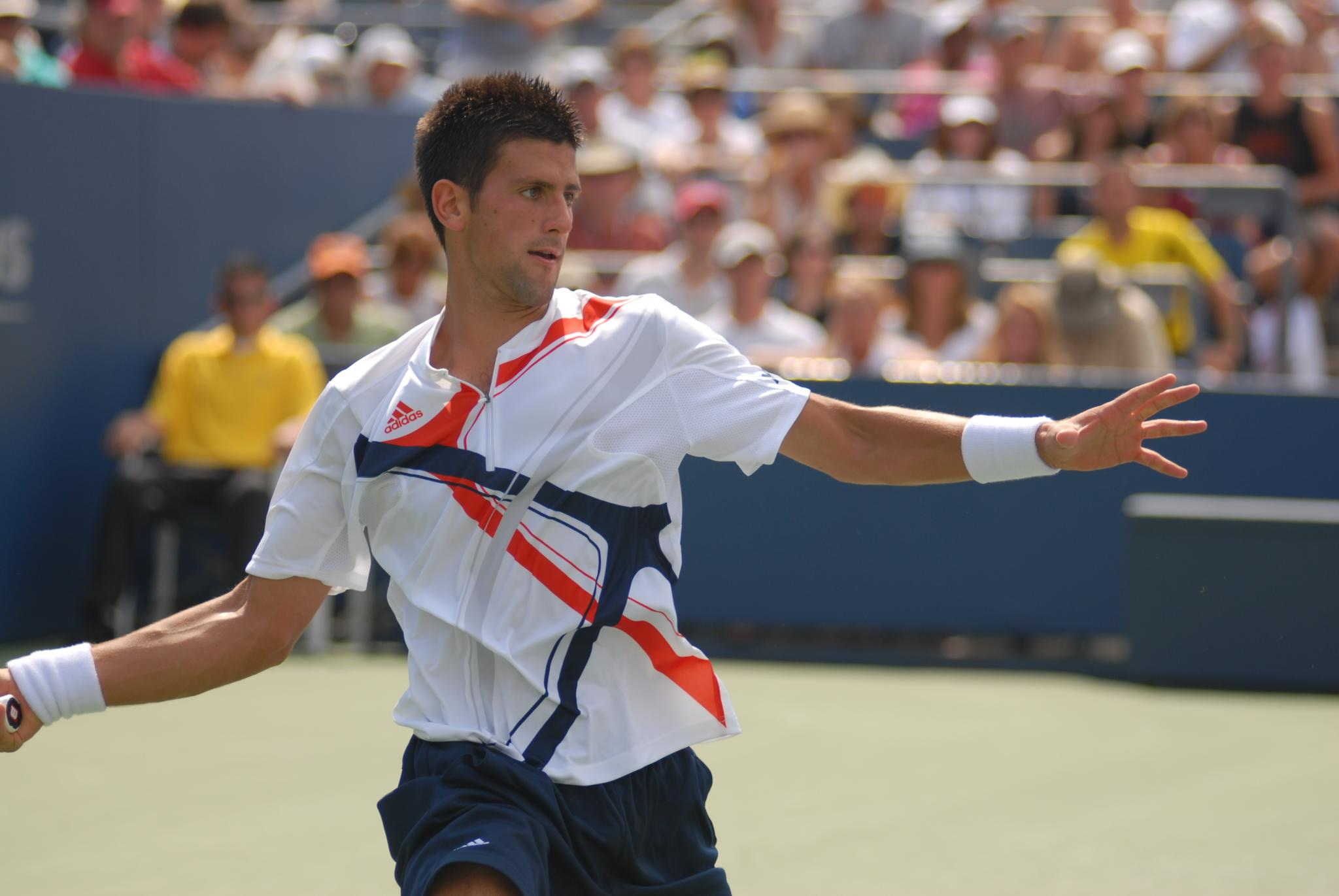
Novak Đoković la US Open 2007

Đoković a început 2007 învingându-l pe australianul Chris Guccione în finala turneului de la Adelaide, înainte de a pierde în runda a patra de la Australian Open în fața lui Roger Federer. Performanțele sale la evenimentele Masters Series de la Indian Wells și Miami, unde a fost finalist și, respectiv, campion, l-au împins în top 10 jucători din lume.  Đoković a pierdut finala de la Indian Wells în fața lui Rafael Nadal, dar l-a învins pe Nadal la Key Biscayne în sferturi de finală înainte de a-l învinge pe Guillermo Cañas pentru titlu în finală.
După ce a câștigat primul său titlu de Master Series, Đoković s-a întors în Serbia pentru a-și ajuta țara să intre în Grupa Mondială a Cupei Davis într-un meci împotriva Georgiei. El a câștigat un punct învingându-l pe George Chanturia din Georgia. Mai târziu, a jucat la Monte Carlo Masters, unde a fost învins de David Ferrer în turul al treilea, și la Estoril Open, unde l-a învins în finală pe Richard Gasquet. Đoković a ajuns apoi în sferturile de finală atât la Internazionali d'Italia la Roma, unde a pierdut în fața lui Nadal, cât și la Hamburg Masters, unde a fost învins de Carlos Moyà. La French Open, Đoković a ajuns în prima sa semifinală majoră, pierzând în fața viitorului campion Nadal.
La Wimbledon, Đoković a câștigat meciul din sferturi de finală împotriva lui Marcos Baghdatis, un meci care a durat cinci ore. În meciul din semifinală împotriva lui Nadal, s-a retras cu probleme la cot în al treilea set, după ce a câștigat primul și a pierdut al doilea set.
Următorul turneu al lui Đoković a fost Cupa Rogers de la Montreal unde l-a învins pe numărul 3 Andy Roddick în sferturi, pe numărul 2 Nadal în semifinale și pe numărul 1 Federer în finală. Aceasta a fost prima dată când un jucător a învins primii trei jucători clasați într-un singur turneu de la Boris Becker în 1994. Đoković a fost al doilea jucător, după Tomáš Berdych, care l-a învins atât pe Federer, cât și pe Nadal, de când au devenit primii doi jucători din lume. După acest turneu, Björn Borg a declarat că Đoković „este cu siguranță un candidat la câștigarea unui Grand Slam”. Săptămâna următoare, la Cincinnati Masters, Đoković a pierdut în turul doi în fața lui Moyà. Cu toate acestea, a ajuns în finala US Open, unde a avut cinci puncte de set în primul set și două în al doilea set, dar le-a pierdut pe toate înainte de a pierde meciul în fața capului de serie nr.1, Federer.
Đoković a câștigat al cincilea titlu al anului la BA-CA TennisTrophy de la Viena, învingându-l în finală pe Stanislas Wawrinka. Următorul său turneu a fost Madrid Masters, unde a pierdut în semifinale în fața lui David Nalbandian. Đoković, asigurat că va încheia anul pe locul 3, s-a calificat pentru Cupa Masters de Tenis (ATP Finals) de sfârșit de an, dar nu a avansat dincolo de meciurile round robin. A primit premiul Insigna de Aur pentru cel mai bun sportiv din Serbia, iar Comitetul Olimpic al Serbiei l-a declarat cel mai bun sportiv din țară.
Đoković a jucat un rol cheie în victoria din play-off în 2007 împotriva Australiei, câștigând toate meciurile sale și ajutând la promovarea echipei Serbiei în Grupa Mondială a Cupei Davis 2008. În meciul Serbiei împotriva Rusiei de la Moscova la începutul lui 2008, Đoković a fost exclus din cauza gripei și a ratat primul său meci de simplu. S-a întors pentru a câștiga meciul de dublu, făcând echipă cu Nenad Zimonjić, înainte de a se retrage în timpul meciului său de simplu cu Nikolai Davidenko.

### 2008: Primul titlu major, două Masters și primul titlu de campionat de final de an
Đoković a început anul jucând în Cupa Hopman cu colega sa sârbă, numărul 3 mondial, Jelena Janković. În timp ce el a câștigat toate meciurile lui round-robin, echipa a pierdut cu 1–2 în finală în fața echipei americane, cap de serie nr.2, formată din Serena Williams și Mardy Fish. La Australian Open, Đoković a ajuns la a doua sa finală consecutivă de Grand Slam, de data aceasta fără să piardă un set, inclusiv o victorie în semifinale în fața campionului en-titre, Federer. Ajungând în semifinale, Đoković a devenit cel mai tânăr jucător care a ajuns în semifinale în toate cele patru evenimente de Grand Slam. În finală, Đoković l-a învins pe francezul Jo-Wilfried Tsonga în patru seturi, câștigând primul său titlu de Grand Slam la simplu. Aceasta a marcat prima dată de la Australian Open din 2005 când un titlu de Grand Slam la simplu nu a fost câștigat de Federer sau Nadal.

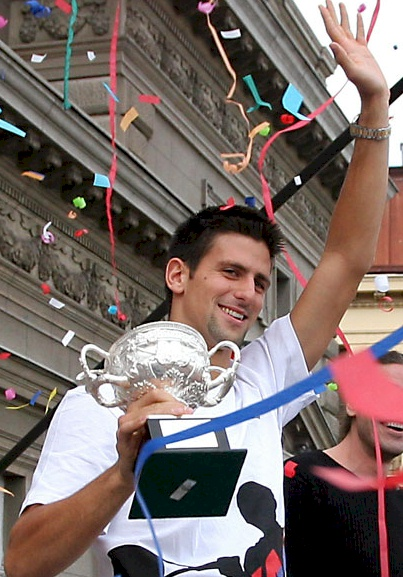
Đoković sărbătorește la Belgrad triumful de la Australian Open.

Următorul turneu al lui Đoković a fost Campionatul de tenis din Dubai, unde a pierdut în semifinale în fața lui Roddick. La Indian Wells, Đoković a câștigat al nouălea titlu de simplu din carieră, învingându-l pe Mardy Fish în finală. Đoković a câștigat al zecelea titlu de simplu din carieră și a patra oroana Master Series la simplu la Internazionali d'Italia din Roma, după ce l-a învins pe Wawrinka în finală. Săptămâna următoare a pierdut cu Nadal în semifinalele de la Hamburg Masters. La French Open, Đoković a fost al cap de serie nr.3 în spatele lui Federer și Nadal. El a pierdut cu Nadal în semifinale.
Pe iarbă, Đoković a jucat din nou cu Nadal, de data aceasta în finala Queen's Club Championships, unde a pierdut în două seturi. Đoković a intrat la Wimbledon cap de serie nr.3, dar a pierdut în turul doi în fața lui Safin, punând capăt unui șir de cinci competiții majore consecutive în care a ajuns cel puțin în semifinale.
Apoi, Đoković nu a reușit să-și apere titlul de simplu din 2007 la Rogers Cup de la Toronto  – a fost eliminat în sferturi de capul de serie nr.8, Andy Murray. Săptămâna următoare, la Cincinnati Masters, Đoković a avansat în finală, învingându-l pe Nadal în semifinale și punând astfel capăt seriei de 32 de victorii consecutive a spaniolului. În finală, a pierdut din nou în fața lui Murray. Următorul său turneu a fost Jocurile Olimpice de vară din 2008, prima sa Olimpiada. El și Nenad Zimonjić, capi de serie nr.2 la dublu masculin, au fost eliminați în primul tur de perechea cehă Martin Damm și Pavel Vízner. Cap de serie nr.3 la simplu, Đoković a pierdut în semifinale în fața lui Nadal. Đoković l-a învins apoi pe James Blake, învinsul celeilalte semifinale, în meciul pentru medalia de bronz.
După Jocurile Olimpice, Đoković a intrat cap de serie nr.3 la US Open, unde l-a învins pe Roddick în sferturi. Într-un interviu de după meci, Đoković l-a criticat pe Roddick pentru că l-a acuzat că a folosit în mod excesiv antrenorul în timpul meciurilor. Cursa sa la US Open s-a încheiat în semifinale când a pierdut în patru seturi în fața lui Federer, într-o revanșă a finalei din anul precedent.  Đoković a continuat să joace patru turnee după US Open. La Thailand Open, a pierdut în fața lui Tsonga. În noiembrie, Đoković a fost cap de serie nr2 la Cupa Masters de tenis de la Shanghai. În primul său meci round-robin, l-a învins pe argentinianul Juan Martín del Potro. Apoi l-a învins pe Nikolai Davîdenko în trei seturi, înainte de a pierde ultimul său meci round-robin împotriva lui Tsonga. Đoković s-a calificat în semifinale, unde l-a învins pe Gilles Simon. În finală, Đoković l-a învins pe Davîdenko câștigând primul său titlu la campionatul de la sfârșitul anului.

### 2009: Zece finale, cinci titluri
Đoković a început anul la Brisbane International, unde a fost învins de Ernests Gulbis în primul tur.
La Sydney International, el a pierdut în semifinale în fața lui Jarkko Nieminen. În calitate de campion en-titre la Australian Open, Đoković s-a retras din meciul său din sferturile de finală cu fostul numărul 1 mondial Andy Roddick.
După ce a pierdut în semifinalele turneului Open 13 de la Marsilia în fața lui Tsonga, Đoković a câștigat titlul de simplu la Campionatele de tenis de la Dubai, învingându-l pe Ferrer și a câștigat al doisprezecelea titlu din carieră. În săptămâna următoare, Đoković a fost campion en-titre la BNP Paribas Open de la Indian Wells, dar a pierdut în fața lui Roddick în sferturile de finală. La Sony Ericsson Open din Key Biscayne, Đoković l-a învins pe Federer în semifinale, înainte de a pierde cu Murray în finală.
Đoković a ajuns în finala următorului eveniment Masters, Monte-Carlo Rolex Masters pe zgură, pierzând în finală în fața lui Nadal. La Internazionali BNL d'Italia de la Roma, Đoković nu a reușit să-și apere titlul pe care îl câștigase anul precedent, pierzând în finală.
Đoković a fost cap de serie la turneul din orașul său natal, Serbia Open de la Belgrad. El l-a învins pe primul finalist Łukasz Kubot pentru a câștiga al doilea titlu al anului. Cap de serie nr.3 la Madrid Open, Đoković a avansat în semifinale fără să piardă nici un set. Acolo, el l-a confruntat pe Nadal și a pierdut, în ciuda faptului că a deținut trei puncte de meci. Meciul, de 4 ore și 3 minute, a fost cel mai lung meci de simplu de trei seturi din turul ATP din era Open. La French Open, a pierdut în turul al treilea în fața germanului Philipp Kohlschreiber.
Đoković și-a început sezonul pe iarbă la Gerry Weber Open, unde, după retragerea lui Federer, a concurat ca favorit. A avansat în finală, unde a pierdut în fața germanului Tommy Haas.  Đoković a pierdut apoi în fața lui Haas în sferturile de finală de la Wimbledon.

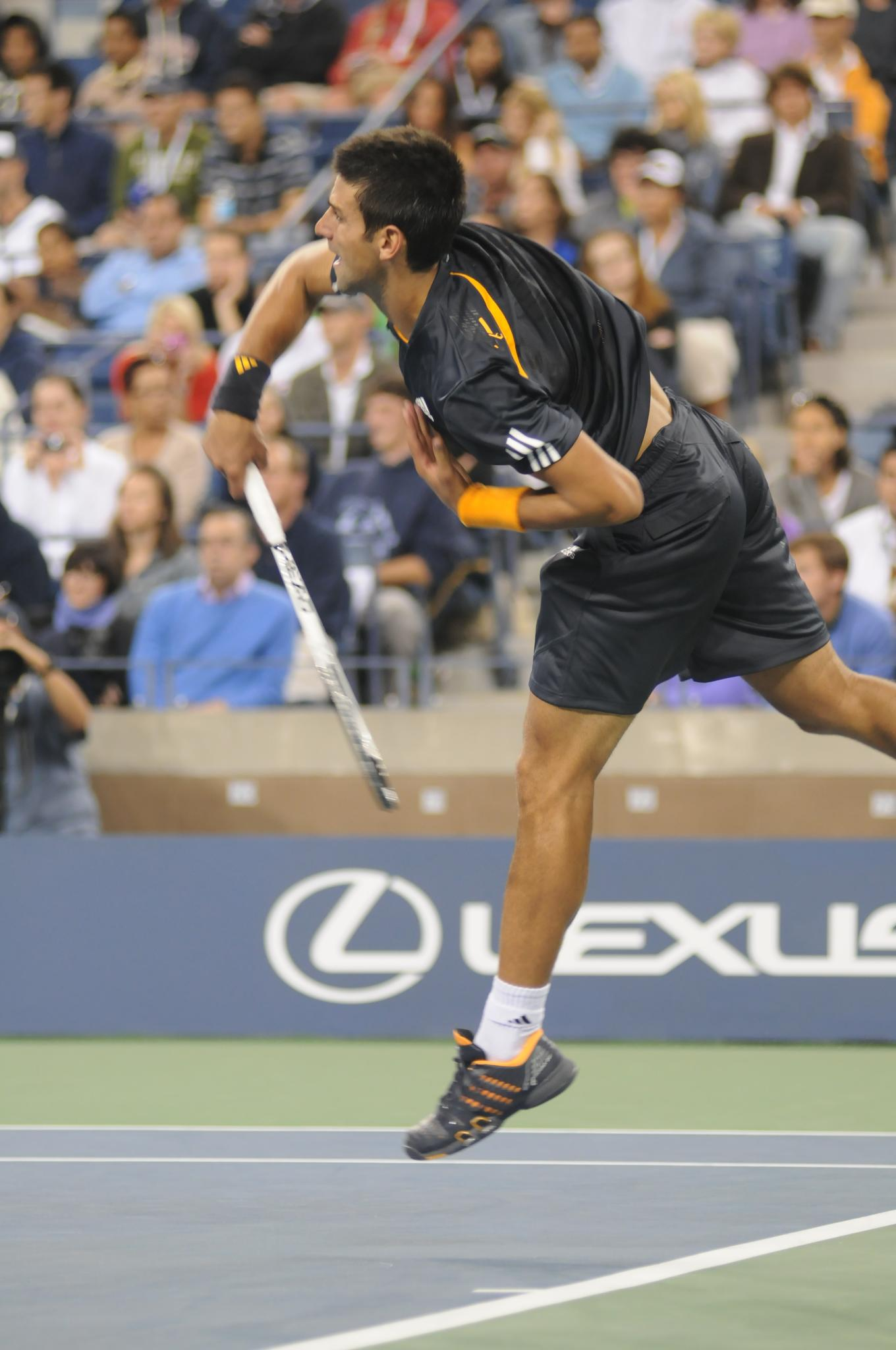
US Open 2009 runda 4

În timpul US Open Series, Đoković a ajuns în sferturile de finală ale Cupei Rogers de la Montreal înainte de a pierde în fața lui Roddick. La Masters de la Cincinnati, Đoković l-a învins pe jucătorul clasat pe locul 3 mondial, Nadal, în semifinale înainte de a pierde în finală în fața nr. 1 Federer. La US Open, Đoković a ajuns în semifinale învingându-l pe Ivan Ljubičić, capul de serie nr.15 Radek Štěpánek și capul de serie nr.10 Fernando Verdasco, înainte de a fi învins de Federer.
La China Open de la Beijing, Đoković i-a învins pe Victor Hănescu, Viktor Troicki, Verdasco și Robin Söderling în drum spre finală, unde i-a învins pe Marin Čilić pentru a câștiga al treilea titlu al anului.
Đoković a pierdut apoi în semifinalele turneului inaugural Shanghai ATP Masters în fața lui Davîdenko. La Swiss Indoors de la Basel, Đoković l-a învins pe Jan Hernych pentru a ajunge în sferturi de finală, unde și-a revenit dintr-un deficit pentru a-l învinge pe Wawrinka înainte de a câștiga semifinala împotriva lui Štěpánek. În finală, el l-a învins pe favoritul și de trei ori campion en-titre Federer pentru a câștiga al patrulea titlu al anului. La ultimul eveniment de Masters al anului de la BNP Paribas Masters de la Paris, Đoković a câștigat primul său titlu de Masters al anului învingându-l pe Nadal în semifinale, înainte de a-l învinge pe Gaël Monfils în finală.
În finala ATP de la Londra de la sfârșitul anului, în calitate de campion en-titre, Đoković l-a învins pe Davîdenko în primul său meci round-robin înainte de a pierde al doilea meci în fața lui Söderling. În ciuda victoriei asupra lui Nadal în cel de-al treilea meci din tur, Đoković nu a reușit să ajungă în semifinale.
Đoković a încheiat anul ca numărul 3 pentru al treilea an consecutiv, după ce a jucat 97 de meciuri, cel mai mult decât orice jucător din Turul ATP, cu un record de 78–19 victorii-înfrângeri. Pe lângă faptul că a condus Turul ATP în victorii de meciuri, el a ajuns la cele mai bune zece finale din carieră, câștigând cinci titluri. Đoković a jucat, de asemenea, un rol important în promovarea Serbiei în Grupa Mondială 2009. În perioada 6-8 martie 2010, el a jucat un rol cheie în aducerea Serbiei în sferturile de finală ale Grupei Mondiale pentru prima dată în istoria sa independentă, câștigând ambele meciuri de simplu în meciul de acasă împotriva Statelor Unite împotriva lui Sam Querrey și John Isner.

### 2010: finala US Open, Cupa Davis
Đoković și-a început anul jucând în AAMI Classic, un eveniment demonstrativ. În primul său meci, el l-a învins pe Haas înainte de a pierde în fața lui Fernando Verdasco în al doilea. La Australian Open 2010, Đoković a pierdut în cinci seturi în fața lui Tsonga în sferturile de finală. În ciuda înfrângerii, el a ajuns locul 2 mondial și a ajuns în semifinalele turneului mondial de tenis ABN AMRO de la Rotterdam, unde a pierdut în fața lui Youzhny. La Campionatele de tenis din Dubai, Đoković a ajuns în finală, de data aceasta învingându-l pe Youzhny pentru a câștiga primul său titlu al anului.
Đoković a participat apoi la meciul Serbiei de Cupa Davis împotriva Statelor Unite pe zgură la Belgrad și și-a ajutat țara să ajungă în primul sferturi de finală în Cupa Davis cu o victorie cu 3–2, învingându-l pe Querrey și Isner. La Indian Wells Masters, Đoković a pierdut în turul al patrulea în fața lui Ljubičić. La Miami Masters, a pierdut în meciul de deschidere în fața lui Olivier Rochus. Đoković a anunțat apoi că a încetat să mai lucreze cu Todd Martin ca antrenor.
În primul său turneu al anului pe zgură, la Monte-Carlo Rolex Masters, Đoković, cap de serie, a ajuns în semifinale cu victorii asupra lui Wawrinka și David Nalbandian, înainte de a pierde în fața lui Verdasco. Đoković a pierdut din nou în fața lui Verdasco la Internazionali BNL d'Italia de la Roma, de data aceasta în sferturile de finală. În calitate de campion en-titre la evenimentul din orașul său natal, Serbia Open de la Belgrad, el s-a retras în sferturi de finală.

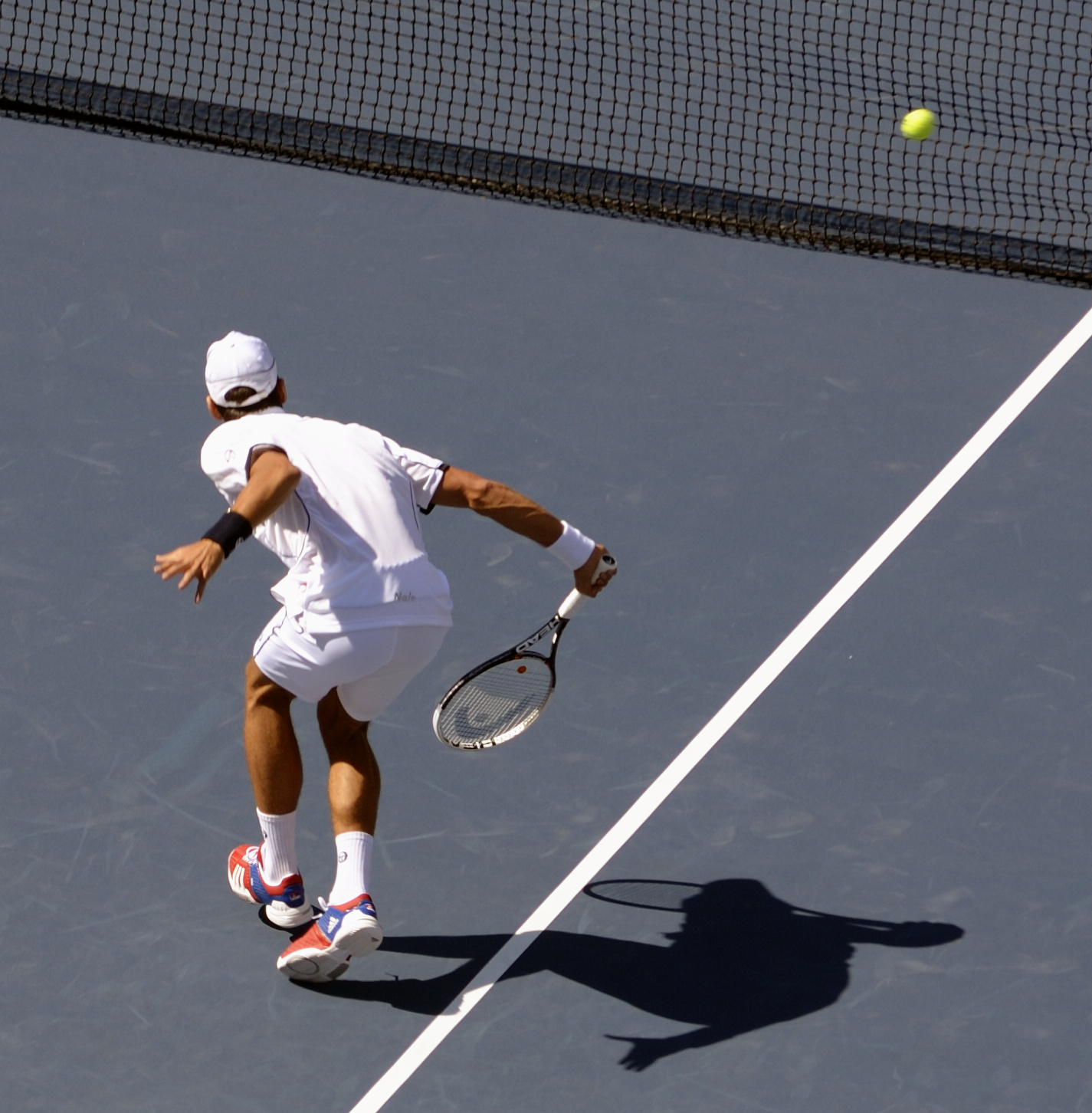
Novak Đoković

Đoković a intrat cap de serie nr.3 la French Open. I-a învins pe Evgeni Korolev, Kei Nishikori, Victor Hănescu și Robby Ginepri în drum spre sferturile de finală, unde a pierdut cu Jürgen Melzer în cinci seturi. La Wimbledon, Đoković i-a învins pe Rochus, Taylor Dent, Albert Montañés, Lleyton Hewitt și Yen-Hsun Lu în drum spre semifinale, pe care le-a pierdut în fața lui Tomáš Berdych.
Đoković a concurat apoi la Rogers Cup de la Toronto, unde a pierdut cu Federer în semifinale. Đoković a concurat, de asemenea, la dublu cu Nadal, într-un parteneriat de înalt profil. Acest lucru nu s-a întâmplat din 1976, când Jimmy Connors și Arthur Ashe ca nr. 1 si nr. 2 împreună au făcut echipă de dublu. Au pierdut în primul tur în fața canadienilor Milos Raonic și Vasek Pospisil. Đoković a pierdut apoi în fața lui Roddick în sferturile de finală de la Cincinnati Masters.
Cap de serie nr.3 la US Open, Đoković a fost foarte aproape de a pierde în runda de deschidere împotriva lui Viktor Troicki în timpul unor călduri extreme. Apoi i-a învins pe Philipp Petzschner, James Blake, Mardy Fish și Gaël Monfils, ajungând în semifinalele US Open pentru al patrulea an consecutiv. Acolo, el l-a învins pe Federer în cinci seturi după ce a salvat două puncte de meci la 4–5 în al cincilea set. A fost prima victorie a lui Đoković asupra lui Federer la US Open în patru încercări și prima sa victorie împotriva lui Federer într-un major de la Australian Open din 2008. Đoković a pierdut în finală în fața lui Nadal, un meci prin care Nadal a finalizat un Grand Slam de carieră.
După ce a ajutat Serbia să învingă Republica Cehă cu 3–2 pentru a ajunge în finala Cupei Davis, Đoković a concurat la China Open în calitate de cap de serie și campion en-titre. A câștigat titlul pentru al doilea an consecutiv, după ce i-a învins pe Maoxin Gong, Mardy Fish (walkover), Gilles Simon și John Isner în drumul spre finală. Đoković l-a învins apoi pe Ferrer în finală. La Shanghai Masters, Đoković a pierdut în semifinală în fața lui Federer. Đoković a jucat turneul final al anului la ATP Finals de la Londra. A făcut parte din Grupa A alături de Nadal, Berdych și Roddick. Đoković a câștigat primul său meci round-robin împotriva lui Berdych. Apoi a pierdut în fața lui Nadal. El l-a învins pe Roddick în ultimul său meci round-robin și a avansat în semifinale, unde a pierdut în fața lui Federer în două seturi.
Serbia a avansat în finala Cupei Davis, în urma victoriilor în fața Croației (4–1) și a Republicii Cehe (3–2). Serbia a învins  Franța în finală cu 3–2 la Belgrad, câștigând primul campionat național al Cupei Davis. În finală, Đoković a marcat două puncte la simplu pentru Serbia, învingându-i pe Gilles Simon și Gaël Monfils.

### 2011: Numărul 1 într-unul dintre cele mai mari sezoane din istoria tenisului

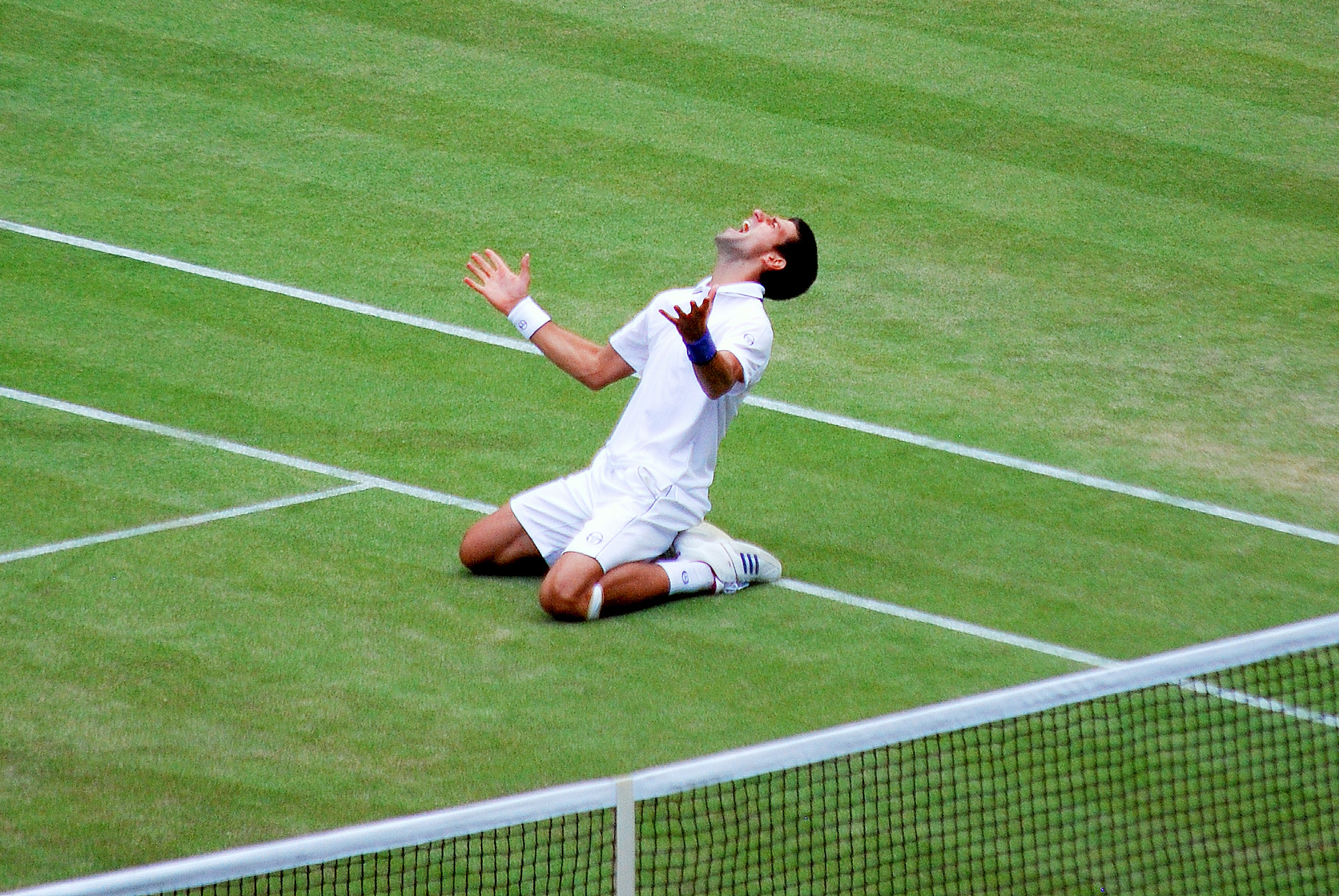
Đoković bucurându-se după ce l-a învins pe Jo-Wilfried Tsonga în semifinalele Campionatului de la Wimbledon din 2011, cucerind locul 1 mondial pentru prima dată în cariera sa.

Đoković a câștigat zece turnee în 2011, inclusiv trei victorii în turnee de Grand Slam la Australian Open, Wimbledon și US Open. A câștigat un record de cinci titluri ATP Masters, și a stabilit un record pentru cele mai multe premii în bani câștigate într-un singur sezon la ATP Tour (12 milioane de dolari). A avut o serie de 41 de victorii consecutive de la începutul sezonului până în semifinalele de la French Open, când a fost învins de Roger Federer. Nivelul său a scăzut spre sfârșitul sezonului, începând cu o accidentare la spate suferită în timpul US Open, care l-a determinat să se retragă din Cupa Davis și terminând cu o prezentare slabă la finala ATP. Đoković a încheiat sezonul cu un record de 70–6 și un clasament la sfârșitul anului ca Nr. 1. 
Pete Sampras a declarat sezonul 2011 al lui Đoković ca fiind cel mai bun pe care l-a văzut în viața sa, numind-l „una dintre cele mai bune realizări din toate sporturile”. Boris Becker a numit sezonul lui Đoković „unul dintre cei mai buni ani din tenis dintre toți anii”, menționând că „s-ar putea să nu fie cel mai bun din punct de vedere statistic, dar l-a învins pe Federer, l-a învins pe Nadal, i-a învins pe toți cei care au venit să-l provoace în cele mai mari turnee din lume”. Rafael Nadal, care a pierdut în fața lui Đoković în șase finale pe trei suprafețe diferite, a descris performanțele lui Đoković drept „probabil cel mai înalt nivel de tenis pe care l-am văzut vreodată”. Đoković a fost numit campion mondial ITF 2011.

### 2012: Al treilea titlu Australian Open și sfârșit de an Nr. 1
Đoković a început sezonul câștigând Australian Open. În sferturile de finală, l-a învins pe David Ferrer în trei seturi. În semifinală, Đoković l-a învins pe Andy Murray în cinci seturi după 4 ore și 50 de minute. În finală, Đoković l-a învins pe Rafael Nadal în cinci seturi, care a durat 5 ore și 53 de minute, fiind cea mai lungă finală de Grand Slam din istoria Open Era, precum și cel mai lung meci din istoria Australian Open, depășind semifinala de 5 ore și 14 minute din 2009 dintre Nadal și Fernando Verdasco.
Đoković a ajuns în prima sa finală a Openului francez învingându-l pe Roger Federer, și ajungând astfel în finala tuturor celor patru majore consecutiv. Đoković a avut șansa de a deveni primul om de la Rod Laver în 1969 care deține toate cele patru titluri majore simultan, după ce a câștigat anul trecut titlurile de la Wimbledon și US Open, precum și de la Australian Open de anul acesta, dar a fost învins de Nadal în finala în patru seturi. După Openul Francez, Đoković nu a reușit să-și apere titlul de la Wimbledon, pierzând în semifinale în fața lui Roger Federer în patru seturi.
La Jocurile Olimpice de vară din 2012 de la Londra, Đoković a fost ales ca purtător de steag pentru Serbia. La 2 august 2012, Đoković l-a învins pe francezul Jo-Wilfried Tsonga și a avansat în semifinale, unde a fost învins de Murray în seturi consecutive. În meciul pentru medalia de bronz a pierdut în fața lui Juan Martín del Potro, terminând pe locul patru. El și-a apărat succesiv titlul Cupei Rogers, pierzând doar un singur set în fața lui Tommy Haas. În urma Cupei Rogers, Đoković a ajuns în finala Cincinnati Masters, dar a pierdut în fața lui Federer.
La US Open, Đoković a ajuns la a treia finală consecutivă învingându-l pe capul de serie nr.4, David Ferrer, într-un meci suspendat o zi din cauza ploii. Apoi a pierdut finala în fața lui Murray în cinci seturi. Đoković a continuat să-și apere titlul la China Open, învingându-l pe Tsonga în seturi consecutive. Săptămâna următoare a câștigat Shanghai Masters învingându-l pe Murray în finală. Odată cu retragerea lui Federer de la Paris Masters, Đoković a recâștigat locul 1 în clasament. La 12 noiembrie 2012, Đoković a câștigat finala ATP 2012 învingându-l pe Federer în finală. Datorită realizărilor sale în sezonul 2012, Đoković a fost numit campion mondial ITF 2012 la simplu masculin de către Federația Internațională de Tenis.

### 2013: Al patrulea titlu Australian Open și trei titluri de Masters

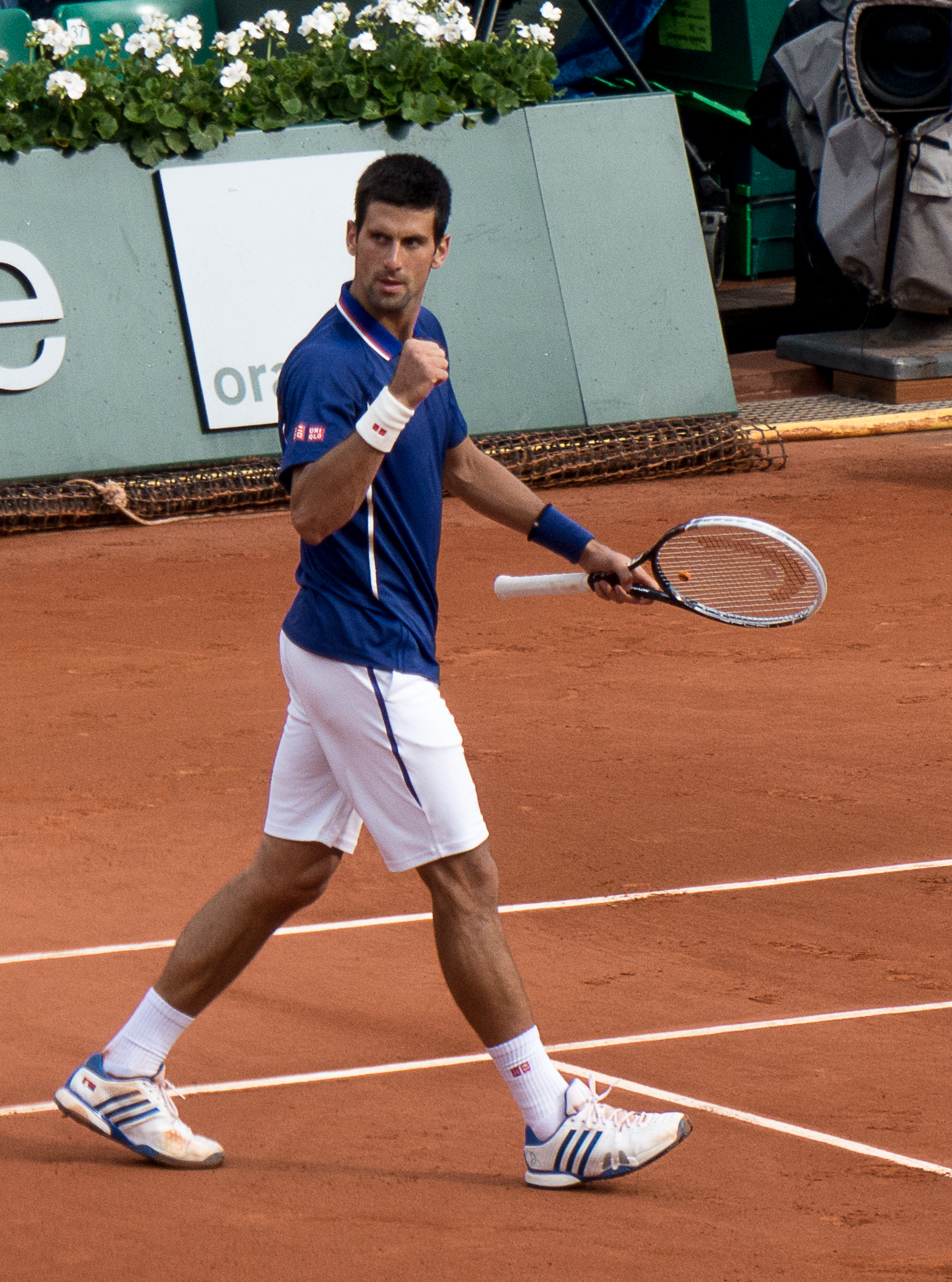
Đoković la Roland Garros 2013

Đoković a început sezonul 2013 învingându-l pe Andy Murray în finala Australian Open 2013 câștigând al treilea trofeu consecutiv la Australian Open și al șaselea major din cariera sa. O săptămână mai târziu, a participat la un meci de Cupa Davis împotriva Belgiei, unde l-a învins pe Olivier Rochus oferind echipei sârbe un avantaj cu 2-0.
La 2 martie 2013, Đoković l-a învins pe Tomáš Berdych în finala Campionatului de tenis de la Dubai. A ajuns în semifinale la BNP Paribas Open de la Indian Wells, înainte de a pierde în fața lui Juan Martín del Potro, punând capăt seriei sale de 22 de victorii consecutive. Săptămâna următoare, Đoković a intrat la Miami Masters ca campion en-titre, dar a pierdut în runda a patra în fața lui Tommy Haas în seturi consecutive.
În aprilie, Đoković a jucat pentru Serbia împotriva Statelor Unite în sferturile de finală ale Cupei Davis. El a obținut o egalitate pentru echipa sa învingându-i pe John Isner și Sam Querrey. Mai târziu în aceeași lună, l-a învins pe campionul de opt ori Rafael Nadal în seturi consecutive în finala Monte-Carlo Rolex Masters câștigând primul său titlu la Monte Carlo. În mai, a fost învins de Grigor Dimitrov în trei seturi în turul doi al Madrid Open. Săptămâna următoare, el a pierdut în fața lui Berdych în sferturile de finală de la Roma Masters.
Đoković a început French Open cu victorii în fața lui David Goffin, Guido Pella și Dimitrov în seturi consecutive. În runda a patra l-a învins pe germanul Philipp Kohlschreiber în patru seturi. În acest proces, a ajuns la al 16-lea sfert de finală consecutiv de Grand Slam, pe care l-a câștigat în fața lui Tommy Haas. Đoković a pierdut apoi cu Nadal în semifinală într-un meci de cinci seturi.
În finala de la Wimbledon, Đoković a pierdut în fața lui Murray în seturi consecutive. La Rogers Cup, a pierdut cu Nadal în semifinală în trei seturi. Ulterior, Đoković a pierdut în fața lui Isner în sferturile de finală la Cincinnati. Đoković a ajuns în finala US Open, unde l-a întâlnit pe Nadal pentru a 37-a oară în carieră (un nou record în Open Era). El a continuat să piardă în patru seturi. La începutul lunii octombrie, Đoković a câștigat al patrulea titlu la Beijing învingându-l pe Nadal în finală în seturi consecutive. A câștigat, de asemenea, cel de-al doilea titlu la Shanghai Rolex Masters, extinzându-și seria de victorii la 20–0 în ultimele 2 sezoane la turneul asiatic pe teren dur.
Đoković a câștigat al 16-lea titlu de Masters la Paris la sfârșitul sezonului, învingându-l pe David Ferrer în finală. La finala ATP din 2013, Đoković și-a păstrat trofeul, învingându-l pe Nadal în seturi consecutive. La sfârșitul sezonului, Boris Becker s-a alăturat echipei sale ca antrenor principal.

### 2014: Al doilea titlu la Wimbledon și revenirea pe locul 1

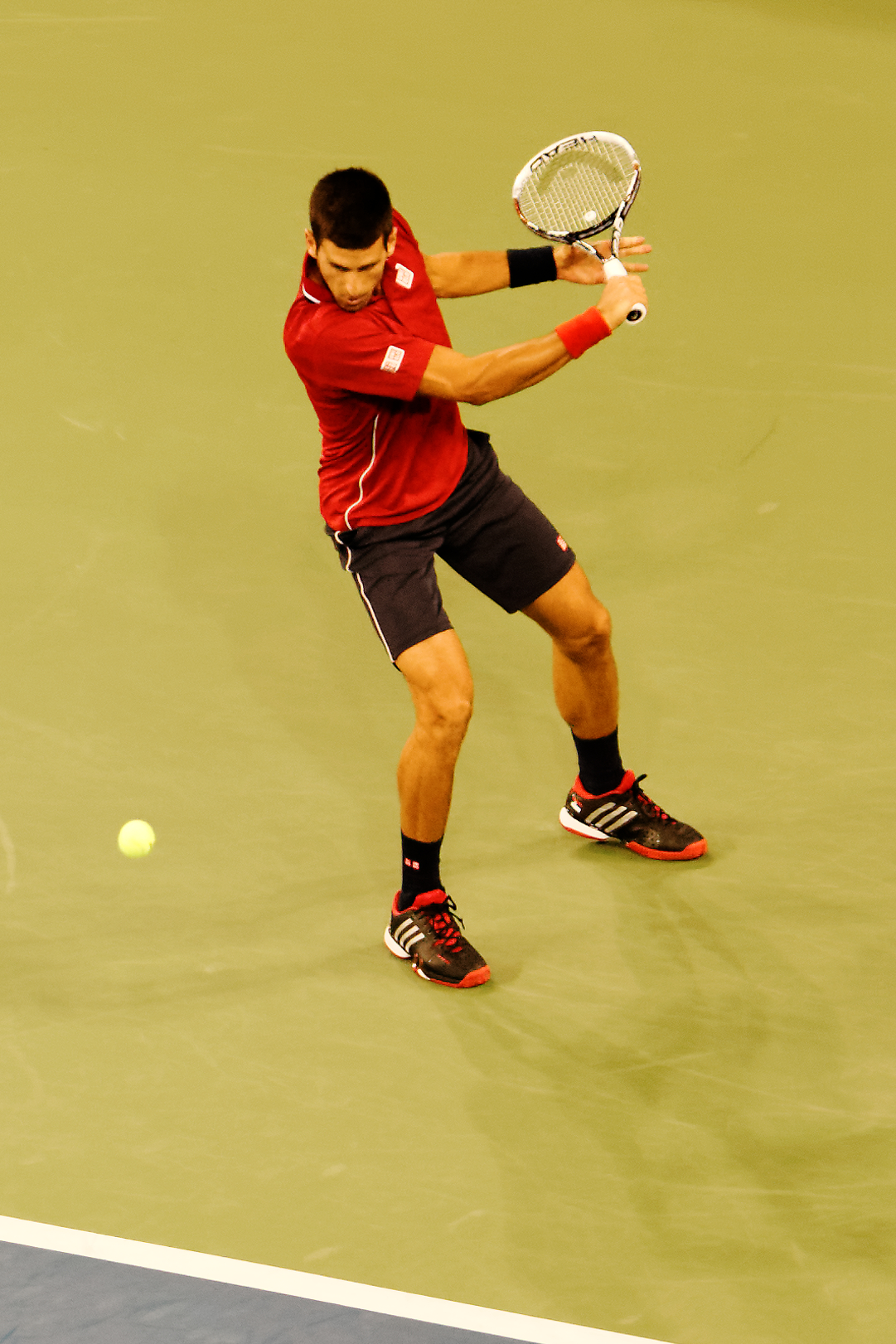
US Open 2014

Đoković a început sezonul cu o victorie în turneul de încălzire, Campionatul Mondial de Tenis Mubadala 2013. La Australian Open, el a câștigat primele patru meciuri în seturi consecutive împotriva lui Lukáš Lacko, Leonardo Mayer, Denis Istomin și Fabio Fognini. L-a întâlnit pe Wawrinka în sferturile de finală ale turneului, al doilea an consecutiv când cei doi s-au întâlnit la eveniment. Đoković a pierdut în cinci seturi, punând capăt seriei sale de 25 de victorii consecutive la Melbourne, precum și a celor 14 semifinale consecutive ale turneului de Grand Slam. Săptămâna din 27 ianuarie a marcat pentru prima dată din 2011 când Đoković nu a deținut titlul de Grand Slam. 
Đoković a jucat și la Campionatele de tenis din Dubai, dar a pierdut în semifinale în fața viitorului campion Roger Federer. Cu toate acestea, Đoković și-a răzbunat pierderea în fața lui Federer, câștigând al treilea titlu de la Indian Wells Masters, învingându-l pe Federer în finală. Continuându-și cursul bun, el l-a învins pe jucătorul nr. 1 ATP, Nadal, în finala Miami Masters în seturi consecutive. Suferind de o accidentare la încheietura mâinii care l-a împiedicat pe tot parcursul Monte-Carlo Masters, Đoković a pierdut semifinalele în fața lui Federer în seturi consecutive. După revenirea din accidentare, Đoković a câștigat al treilea titlu de la Roma, învingându-l pe Nadal în finala Italian Open. Ulterior, el a donat cei 500.000 de dolari din premiile primite victimelor inundațiilor din 2014 din Europa de Sud-Est.
Đoković a ajuns în finala Openului Francez pierzând doar două seturi în șase meciuri, dar a pierdut în finală în fața lui Nadal în patru seturi. A fost prima înfrângere a lui Đoković în ultimele 5 meciuri dintre ambii jucători. La Campionatele de la Wimbledon, Đoković l-a învins pe Roger Federer în finală, în cinci seturi. Cu această victorie l-a înlocuit din nou pe Rafael Nadal ca numărul 1 mondial. Đoković a jucat la Rogers Cup, pierzând în fața viitorului campion pentru prima dată, Jo-Wilfried Tsonga, în seturi consecutive. A urmat o înfrângere în fața lui Tommy Robredo la Masters-ul de la Cincinnati. La US Open, Đoković a ajuns în semifinale, unde a pierdut în patru seturi în fața lui Kei Nishikori.
Đoković s-a întors la Beijing cu un al cincilea trofeu în șase ani, învingându-l pe Murray în semifinală și pe Berdych în finală. Săptămâna următoare a fost învins de Federer în semifinala de la Shanghai Masters. A câștigat apoi titlul la Paris Masters, fără a pierde nici un set, învingându-l pe Raonic în finală.
În finala ATP, Đoković a creat un record câștigând trei meciuri round robin cu o pierdere de doar nouă game-uri. Ajungând în semifinală, și-a asigurat pentru a treia oară clasamentul nr. 1 de la sfârșitul anului, egalându-l pe Nadal. El a primit trofeul ATP Finals după ce Federer s-a retras înainte de finală.  Acesta a marcat al șaptelea titlu al sezonului pentru el și al patrulea titlu la evenimentul de la sfârșitul anului.

### 2015: Trei Majore, șase Masters, unsprezece titluri și record de puncte în clasament

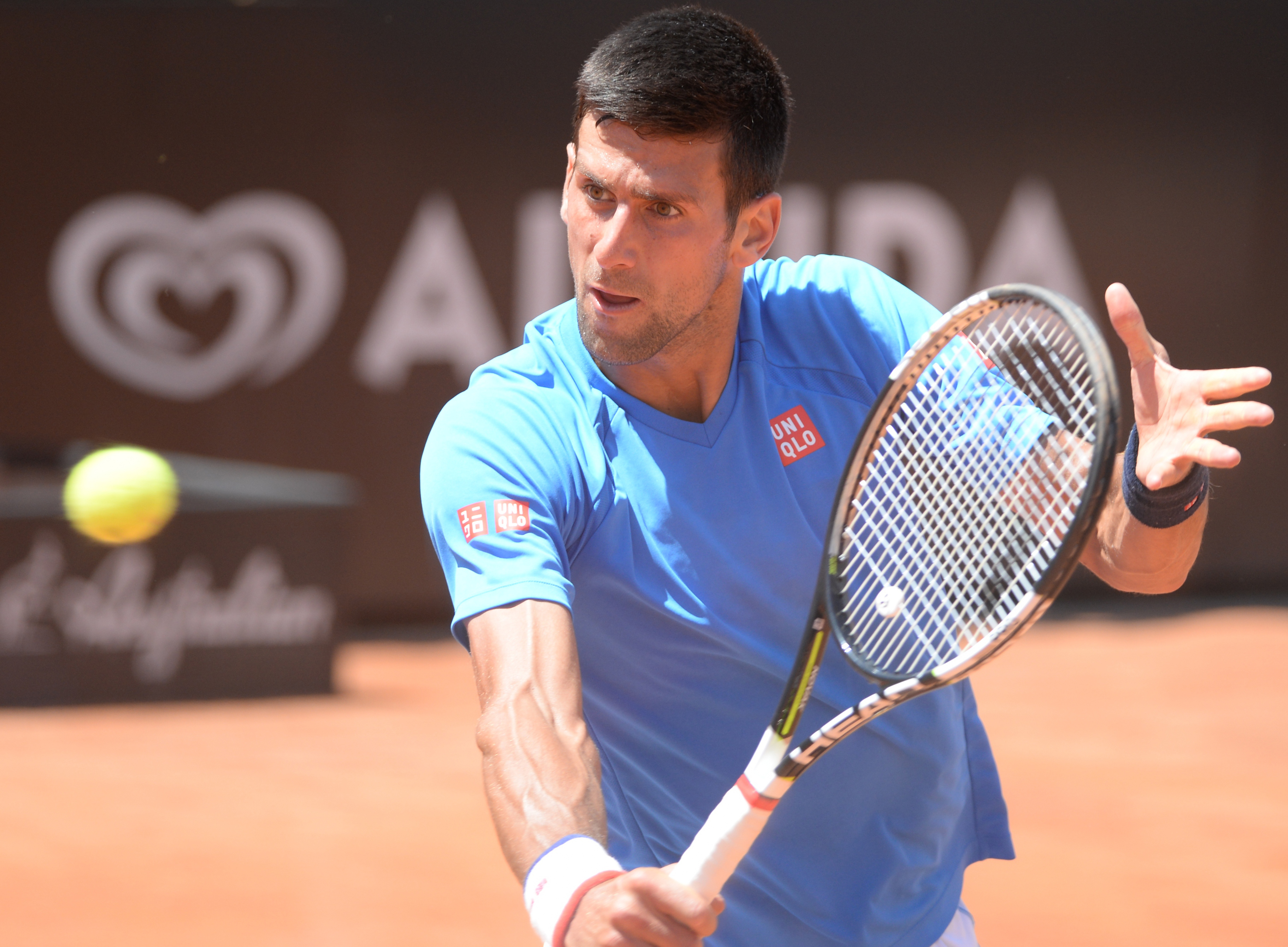
Đoković la Internazionali BNL d'Italia

Đoković a început sezonul la Qatar Open de la Doha, unde a câștigat primele două runde pierzînd doar 6 game-uri, însă a pierdut în sferturile de finală împotriva lui Ivo Karlović în trei seturi strânse. La Australian Open a trecut prin primele cinci runde fără să piardă nici un set. În semifinale, s-a confruntat cu campionul en-titre, Stan Wawrinka, pe care l-a învins de data acesta pentru a se întâlni în finală cu Andy Murray, unde a înregistrat o victorie în patru seturi asupra scoțianului și a doborât recordul din Open Era, câștigând al cincilea titlu la Melbourne, depășindu-i pe Roger Federer și Andre Agassi.
Apoi a concurat la Campionatele de tenis din Dubai și a pierdut în finală în fața lui Roger Federer. După 2 săptămâni, Đoković i-a învins pe John Isner și Andy Murray în drum spre cel de-al 21-lea titlu de Masters, învingându-l pe Federer în trei seturi la Indian Wells. La Miami, el i-a învins pe David Ferrer și John Isner în drum spre câștigarea celui de-al cincilea titlu, învingându-l pe Andy Murray în trei seturi. Cu al 22-lea titlu de Masters, Đoković a devenit primul jucător care a finalizat de trei ori runda Indian Wells – Miami. În aprilie, Đoković a câștigat al doilea Masters Monte-Carlo, învingându-l pe Tomas Berdych în finală. S-a retras de la Madrid Masters 2015. A câștigat titlul pentru a patra oară la Roma Masters, obținând 4 titluri din 4 la evenimentele Masters la care a participat Đoković în 2015. 
El și-a continuat forma bună pe zgură la Openul Francez ajungând în finală fără a pierde un set în primele cinci runde, inclusiv o ciocnire în sferturi de finală cu Nadal și o victorie în semifinale în cinci seturi împotriva capului de serie nr. 3, Andy Murray. A devenit astfel al doilea jucător care a câștigat împotriva lui Nadal la Openul Francez. Cu toate acestea, el a pierdut meciul următor și turneul în fața capului de serie nr. 8 Stan Wawrinka în patru seturi. Astfel, Đoković nu s-a putut bucura de prima sa victorie la French Open și un Grand Slam în carieră. Cinci săptămâni mai târziu și-a revendicat al treilea titlu la Wimbledon în a patra finală jucată la  All England Club, cu o victorie în patru seturi în fața lui Roger Federer. .
La US Open din 2015, Đoković a ajuns în finală pentru a șasea oară în carieră, reușind să ajungă în toate cele patru finale de Grand Slam într-un singur an calendaristic. În finala turneului, l-a înfruntat încă o dată pe Federer, învingându-l în patru seturi pentru a câștiga al treilea titlu de Grand Slam al anului, al doilea titlu la Flushing Meadows și al zecelea titlu de Grand Slam la simplu din carieră, devenind al cincilea jucător din Open Era care câștigă zece sau mai multe titluri de Grand Slam la simplu, precum și al treilea care a ajuns în toate cele patru finale majore într-un an calendaristic.
S-a întors la Beijing în octombrie, câștigând titlul pentru a șasea oară, învingându-l pe Nadal în seturi consecutive în finală pentru a aduce recordul său general la turneu la 29–0. Đoković a ajuns apoi în finala Masters de la Paris, unde l-a învins pe Murray în seturi consecutive, luându-și al patrulea titlu acolo și un record de șase turnee ATP Masters într-un an. În finala ATP din 2015 l-a învins pe Federer în seturi consecutive, câștigând al cincilea titlu ATP Finals și a devenit primul jucător care a câștigat patru titluri consecutive la eveniment.

### 2016: "Nole Slam" și recordul de puncte în clasamentul ATP

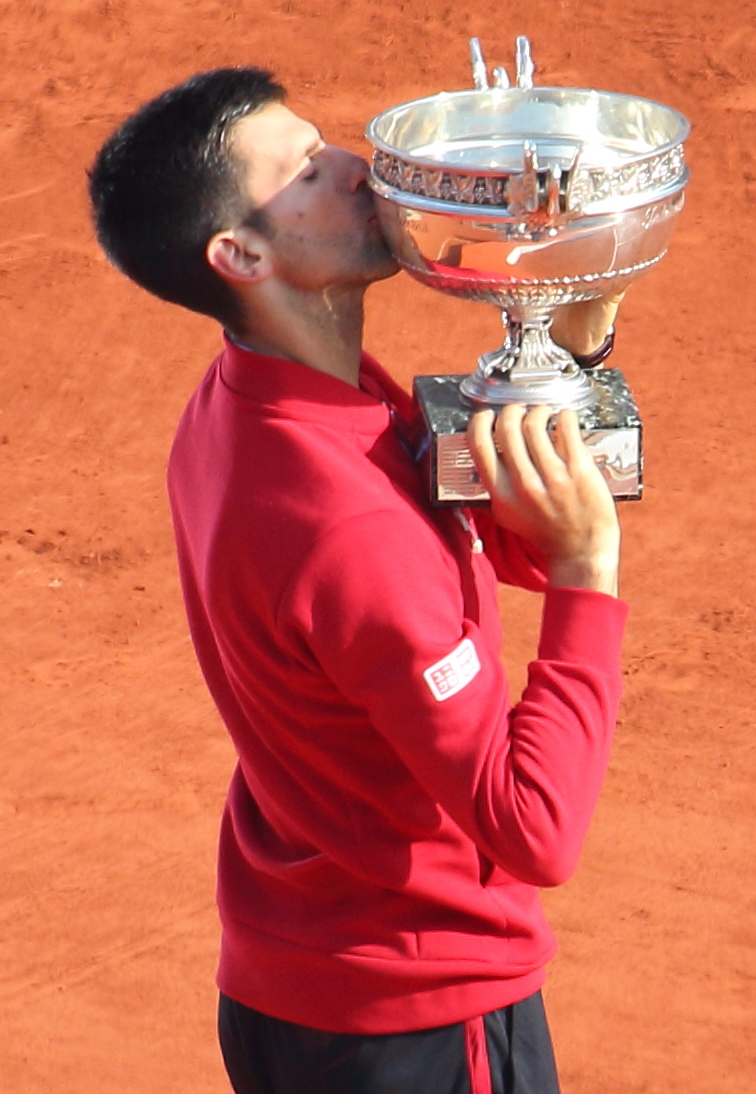
Đoković sărutând Coupe des Mousquetaires după ce a câștigat Openul Francez din 2016, completând „Nole Slam” și Grand Slam din carieră.

Đoković a câștigat al 60-lea titlu din carieră la ATP Qatar Open, învingându-l pe Rafael Nadal în două seturi într-o finală care a durat 73 de minute. Și-a doborât propriul record de puncte în clasamentul ATP, ridicându-l la 16.790. A continuat apoi să câștige al șaselea său Australian Open. În drumul său către cel de-al șaselea titlu record al Open Era la Melbourne, el l-a învins pe Roger Federer în patru seturi în semifinale iar în finală l-a învins pe Andy Murray, în trei seturi consecutive. Și-a revenit rapid după o infecție la ochi pentru a câștiga un al cincilea titlu Indian Wells Masters, învingându-l pe Rafael Nadal în semifinale și pe Milos Raonic în finală. Runda lui Đoković a fost atât de dominantă, încât numărul 2 și 3 (Andy Murray și Roger Federer) și-ar fi putut combina punctele și tot nu ar fi avut destule ca să-l depășească.

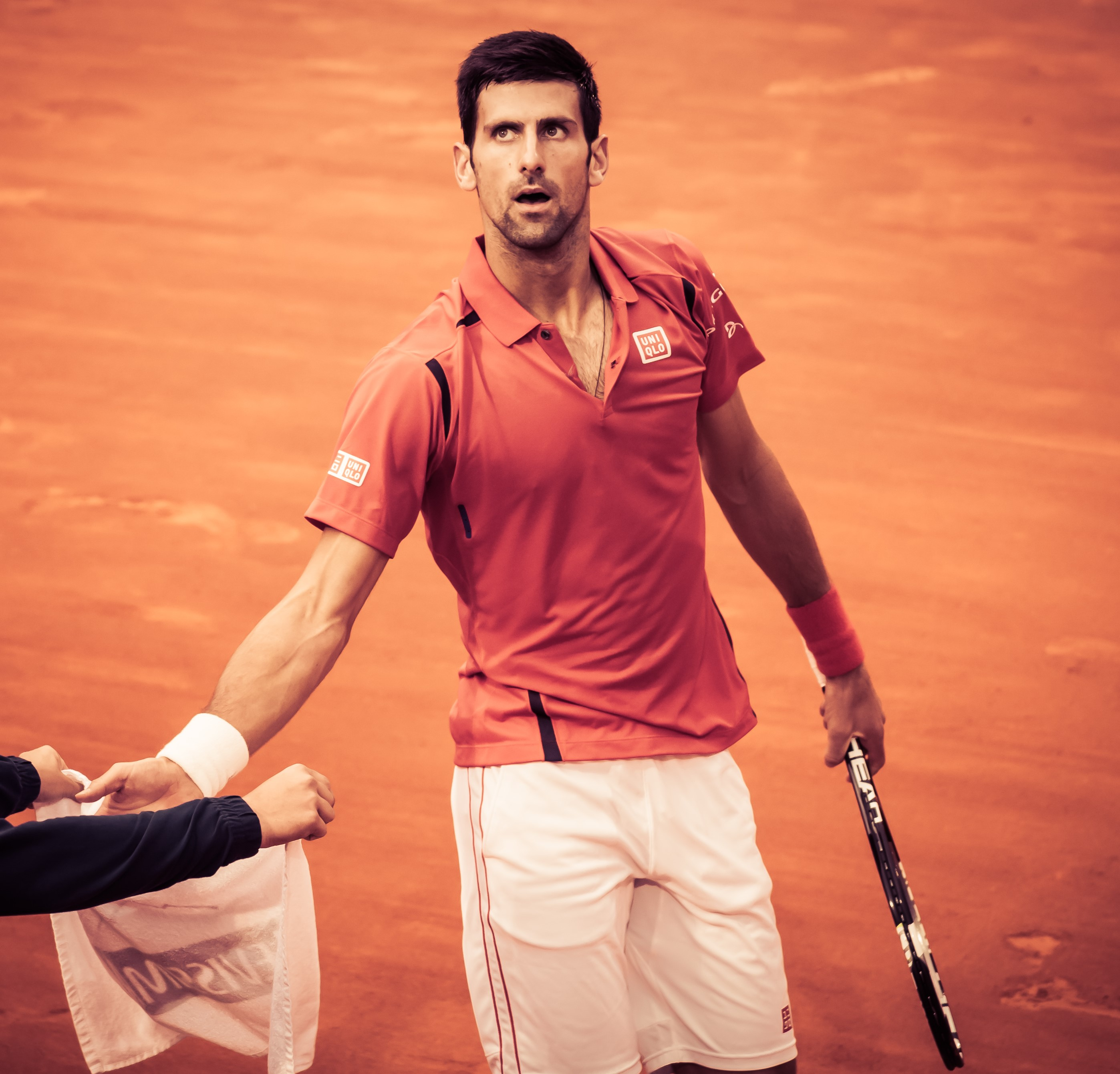
Internazionali BNL d'Italia 2016

La 3 aprilie 2016, Đoković a câștigat pentru al treilea an consecutiv Miami Open din 2016 și a făcut acest lucru fără să piardă un set în drumul către al șaselea titlu din carieră la Miami Open, egalându-l pe Andre Agassi pentru cele mai multe titluri masculine de simplu la Miami Open.  În plus, 2016 a marcat al treilea an consecutiv în care Đoković a câștigat atât Indian Wells, cât și Miami Open, primul jucător de simplu masculin care a făcut asta vreodată. 
Victoria sa în finala de la Miami l-a făcut pe Đoković să-l depășească pe Roger Federer pentru a deveni cel mai mare câștigător al premiilor în bani din toate timpurile în turneul ATP, cu câștiguri de 98,2 milioane de dolari. După o ieșire timpurie din runda de la Monte Carlo Masters,  Đoković a revenit rapid câștigând titlul de la Madrid pentru a doua oară în carieră, cu o victorie în trei seturi asupra lui Murray. S-au întâlnit din nou în finala Roma Masters o săptămână mai târziu, cu Murray învingător.

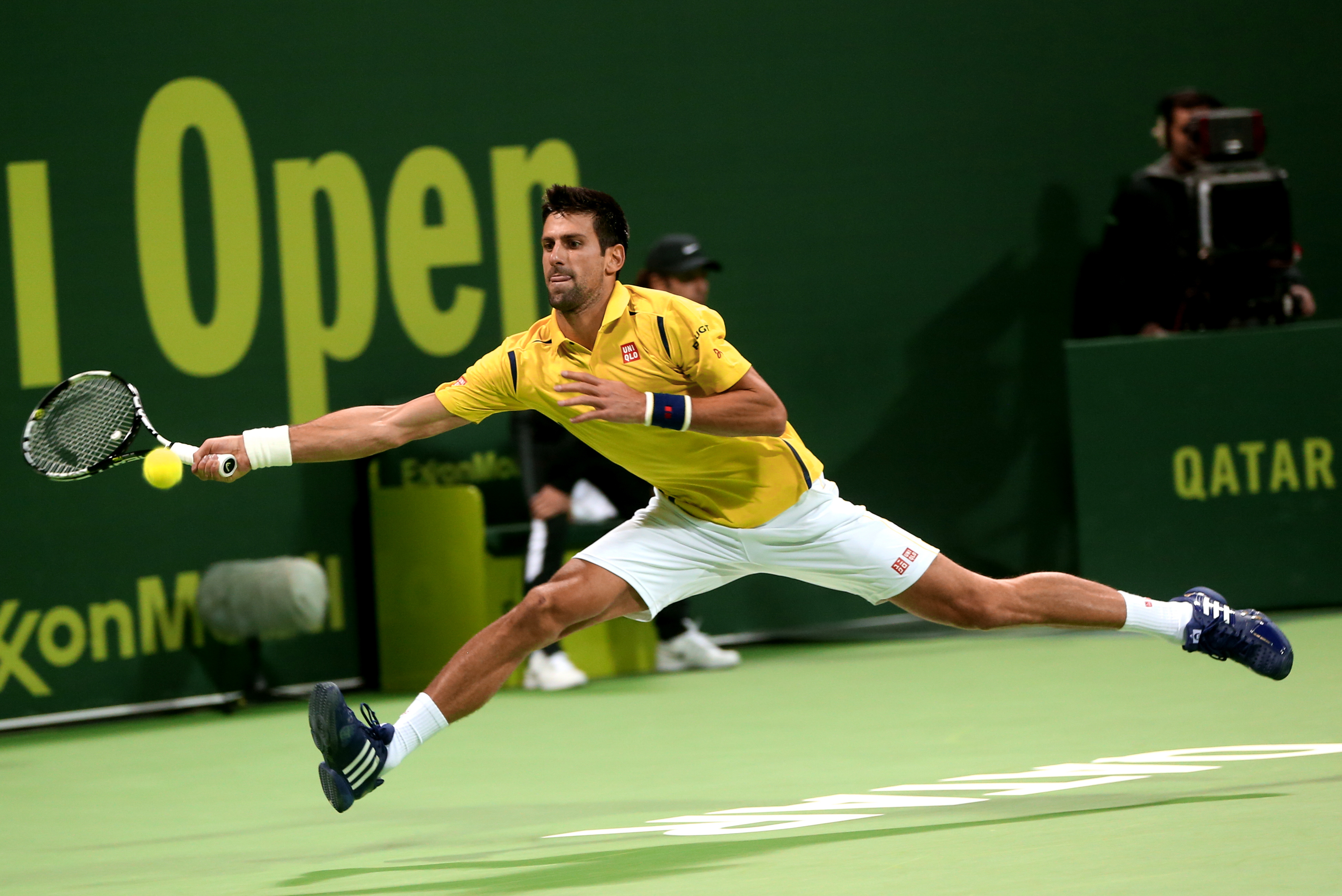
Qatar Open 2016

Đoković l-a învins pe Andy Murray în finala Openului Francez din 2016 în patru seturi, devenind campionul en-titre al tuturor celor patru turnee majore, o performanță istorică pe care mass-media a numit-o Nole Slam. Odată cu triumful său de la French Open, Đoković a devenit al optulea jucător din istorie care a realizat un Career Grand Slam, al treilea jucător din istorie care deține toate cele patru titluri de Grand Slam în același timp și primul jucător care a câștigat 100 de  milioane de dolari din premii în bani. La Wimbledon, seria sa majoră de victorii s-a încheiat în turul al treilea, când a pierdut în patru seturi în fața americanului Sam Querrey. A fost prima sa ieșire timpurie dintr-un Grand Slam de la French Open din 2009. 
La sfârșitul lunii iulie, Đoković a revenit în formă prin câștigarea celui de-al patrulea titlu al Cupei Rogers și al 30-lea titlu de Masters în general, fără a pierde nici un set. În august, Novak a fost învins în primul tur al probei olimpice de simplu masculin de la Rio de Janeiro de Juan Martín del Potro. A fost prima înfrângere a lui Đoković în runda de deschidere din ianuarie 2009, când Ernest Gulbis l-a învins la Brisbane International în 2009.
În ultimul Grand Slam al anului, US Open, Đoković a avansat în finală, dar a fost învins de Stan Wawrinka în patru seturi. Đoković a fost învins de Roberto Bautista Agut și Marin Cilic în semifinale și sferturi de finală la Shanghai și Paris. Din cauza acestui rezultat, a pierdut locul 1 în fața lui Andy Murray. Cu toate acestea, un clasament pe locul doi la Finala ATP a indicat cele mai bune performanțe ale sale în aproape trei luni. După sezon, s-a despărțit de antrenorul său pe care îl avea de trei ani, Boris Becker.

### 2017: Pauză lungă de accidentare
În ianuarie, Đoković și-a apărat titlul la Doha, învingând noul Nr.1 mondial Andy Murray în trei seturi. La Australian Open 2017, a fost învins în turul doi de numărul 117 ATP Denis Istomin din Uzbekistan. Aceasta a fost prima dată din 2007 când Đoković nu a reușit să ajungă în sferturile de finală la Australian Open și pentru prima dată în carieră când a pierdut în fața unui jucător clasat în afara primilor 100 într-un turneu de Grand Slam. În februarie și martie, Đoković a jucat la Mexican Open și la Indian Wells Masters, dar în ambele turnee a fost eliminat de Nick Kyrgios, în turul al treilea, respectiv al patrulea. În aprilie, Đoković a ajuns în sferturile de finală la Monte-Carlo Masters pierzând în fața lui David Goffin. După turneu, a decis să se despartă de antrenorul său de lungă durată Marián Vajda, de specialistul în fitness Gebhard Phil-Gritsch și de kinetoterapeutul Miljan Amanović, invocând necesitatea de a găsi o scânteie câștigătoare. La Madrid Masters a ajuns în semifinale, pierzând în fața lui Nadal în seturi consecutive. Prezența în finala de la Roma Masters a indicat îmbunătățiri solide în forma sa. 
La 21 mai 2017, el a anunțat că Andre Agassi va deveni noul său antrenor, începând cu Openul Francez din 2017. Cu toate acestea, în calitate de campion en-titre, el a pierdut la Roland Garros în sferturile de finală în fața lui Dominic Thiem în seturi consecutive. S-a pregătit pentru Wimbledon la Eastbourne International, jucând primul său turneu non-Wimbledon pe iarbă de la Campionatele Aegon din 2010. A câștigat turneul, învingându-l în finală pe Gaël Monfils. Acesta a marcat primul său titlu pe iarbă în afara Wimbledonului. A ajuns în sferturile de finală la Wimbledon înainte de a se retrage din cauza unei accidentări la cot despre care a spus că îl deranjează de un an și jumătate.
La 26 iulie, Đoković a anunțat că va rata US Open 2017 și restul sezonului 2017 pentru a-și reveni complet după accidentarea de la cot.

### 2018: Operație, două Majore, înapoi la Nr.1 și Career Golden Masters

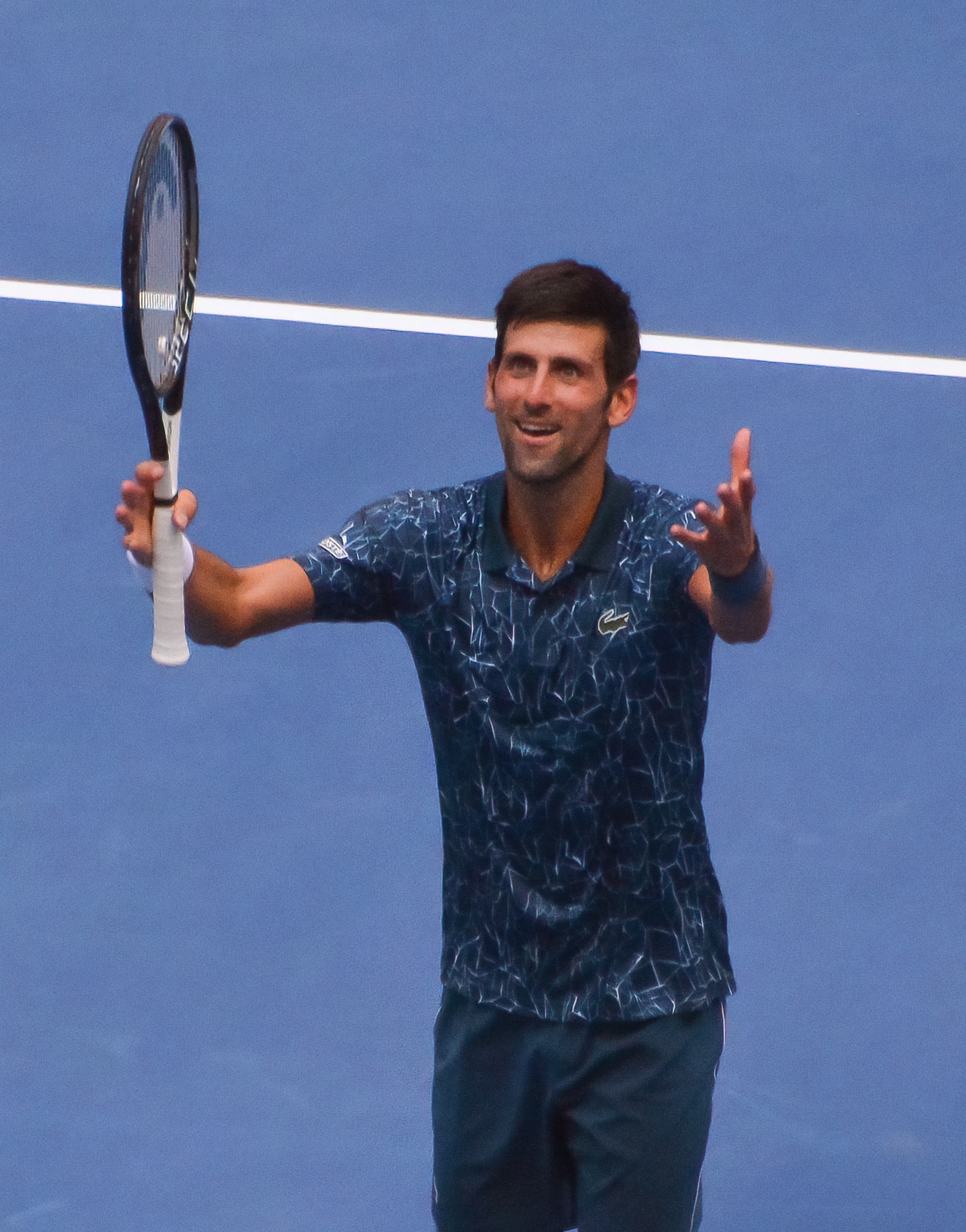
Đoković se bucură la US Open 2018. Cu această victorie l-a egalat pe Pete Sampras cu 14 titluri de Grand Slam.

În ianuarie a câștigat împotriva lui Dominic Thiem în seturi consecutive la turneul demonstartiv Kooyong Classic. La Australian Open 2018, sârbul a câștigat în turul doi împotriva lui Gael Monfils, iar apoi în turul al treilea l-a eliminat pe Albert Ramos Viñolas în seturi consecutive, înainte de a fi învins în seturi consecutive de Chung Hyeon din Coreea de Sud. La sfârșitul lunii ianuarie, a fost operat la cot. Pe 3 martie, el a anunțat pe Twitter că s-a întors pe terenurile de antrenament și, cu puțin peste o săptămână de antrenament, a jucat în mod surprinzător la Indian Wells, pierzând în turul doi în fața lui Taro Daniel. Mai târziu a avut o altă înfrângere în runda a doua la Miami Open, de data aceasta în fața lui Benoît Paire.
Reunindu-se cu Marián Vajda, la Masters-ul de la Monte Carlo, a adunat victorii în fața lui Dusan Lajovic și Borna Coric, urmate de o înfrângere în fața nr. 7 Dominic Thiem. Într-o conferință de presă, el a declarat: „După doi ani, în sfârșit, pot juca fără durere”. După o altă ieșire timpurie, de data aceasta la Barcelona cu Martin Klizan, revenirea treptată la formă a lui Đoković avea să se arate la Madrid Masters. În prima sa victorie împotriva unui jucător din top 20 în 10 luni, el l-a învins pe finalistul de la Monte Carlo Masters, Kei Nishikori, în seturi consecutive, dar nu a trecut de runda a doua, pierzând în fața lui Kyle Edmund în trei seturi. La Roma Masters a ajuns în semifinale, pierzând în fața lui Rafael Nadal în seturi consecutive. Mai târziu, a ajuns în sferturile de finală ale Openului francez pierzând în patru seturi în fața lui Marco Cecchinato.
A avut un început puternic în sezonul de iarbă la Queen's Club, asigurându-și prima victorie în fața unui jucător din top 5 în aproape 18 luni după ce l-a învins pe Grigor Dimitrov în turul doi. Apoi i-a învins pe Adrian Mannarino și Jérémy Chardy fără să piardă un set pentru a ajunge în finală unde a pierdut în fața lui Marin Čilić. De asemenea, a jucat la dublu în parteneriat cu rivalul și vechoul său prieten Wawrinka.
Đoković a intrat la Wimbledon cap de serie nr.12. I-a învins pe Tennys Sandgren, Horacio Zeballos, Kyle Edmund, Karen Haceanov și Kei Nishikori ajungând în semifinale, unde s-a confruntat cu rivalul de lungă durată Rafael Nadal. Đoković l-a învins pe Nadal cu 10–8 în al cincilea set într-un meci de 5 ore și 17 minute, desfășurat pe două zile. Acest meci a devenit a doua semifinală ca lungime din istoria Wimbledonului, după meciul dintre Kevin Anderson și John Isner, desfășurat mai devreme în aceeași zi. Cu această victorie, Đoković a ajuns în prima sa finală majoră de la US Open din 2016. A câștigat al patrulea titlu la Wimbledon și al 13-lea titlu major în general, învingându-l pe Anderson în seturi consecutive după 2 ore și 18 minute, câștigând al treilea set într-un tiebreak după ce a salvat cinci puncte de set pe tot parcursul setului. Cu această victorie, a crescut cu 11 locuri în clasament și a reintrat în top 10 pentru prima dată din octombrie 2017.

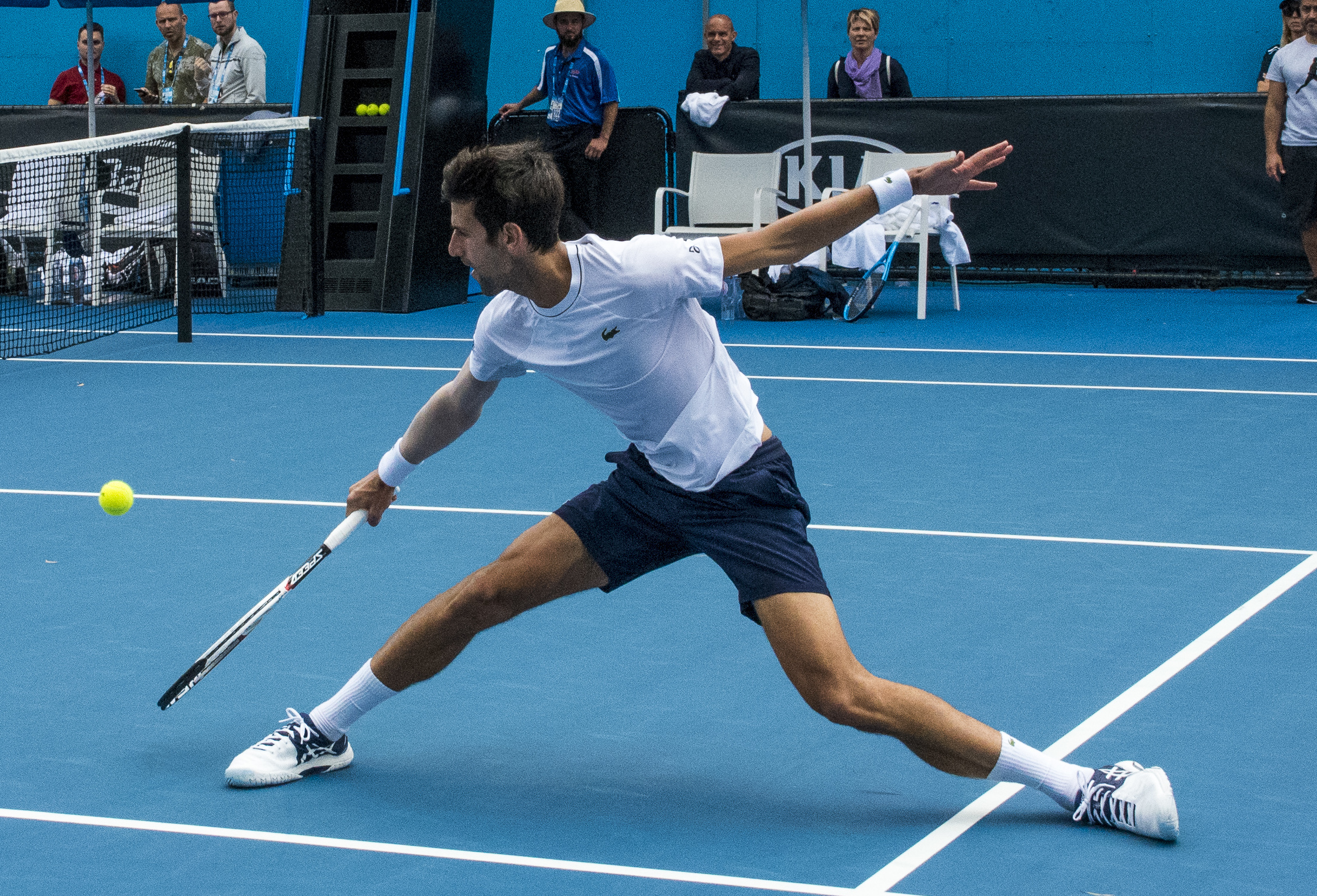
Đoković la Australian Open 2018

După un sezon triumfător pe iarbă, Đoković a jucat la Rogers Cup pierzând în runda trei împotriva viitorului finalist Stefanos Tsitsipas în trei seturi de 2 ore și 16 minute. După aceea, a jucat la Cincinnati Masters pentru prima dată în trei ani. Đoković i-a învins în runda a treia pe campionul en-titre Grigor Dimitrov și pe Milos Raonic în sferturi în trei seturi. Đoković a continuat să-l învingă pe Marin Cilic în semifinale, realizând a șasea sa prezență în finala turneului și a patra finală împotriva campionului Roger Federer care câștigase turneul de șapte ori. Đoković a câștigat primul său titlu la Cincinnati Masters în mod convingător în seturi consecutive. Cu această victorie, Đoković a devenit primul și singurul jucător  din istoria tenisului care a finalizat Career Golden Masters - o ispravă realizată prin câștigarea tuturor celor nouă turnee  ATP Masters cel puțin o dată în carieră.
Đoković a intrat la US Open 2018 cap de serie nr.6. Aceasta a fost prima sa apariție la US Open de la finala din 2016. I-a învins pe Márton Fucsovics, Tennys Sandgren, Richard Gasquet și João Sousa ajungând în sferturi, unde era de așteptat să-l înfrunte pe Roger Federer; cu toate acestea, Federer a fost învins de John Millman, pe care Đoković l-a învins apoi în seturi consecutive. Đoković a avansat astfel în a unsprezecea semifinală la US Open în tot atâtea apariții. El l-a depășit pe Kei Nishikori în seturi consecutive ajungând la a opta finală la US Open, unde s-a confruntat cu capul de serie nr. 3, Juan Martín del Potro. El l-a învins pe del Potro în seturi consecutive câștigând al treilea titlu de la US Open și al doilea titlu de Grand Slam al anului. Această victorie l-a readus în top 3 în clasamentul mondial pentru prima dată de la Openul Francez din 2017. 

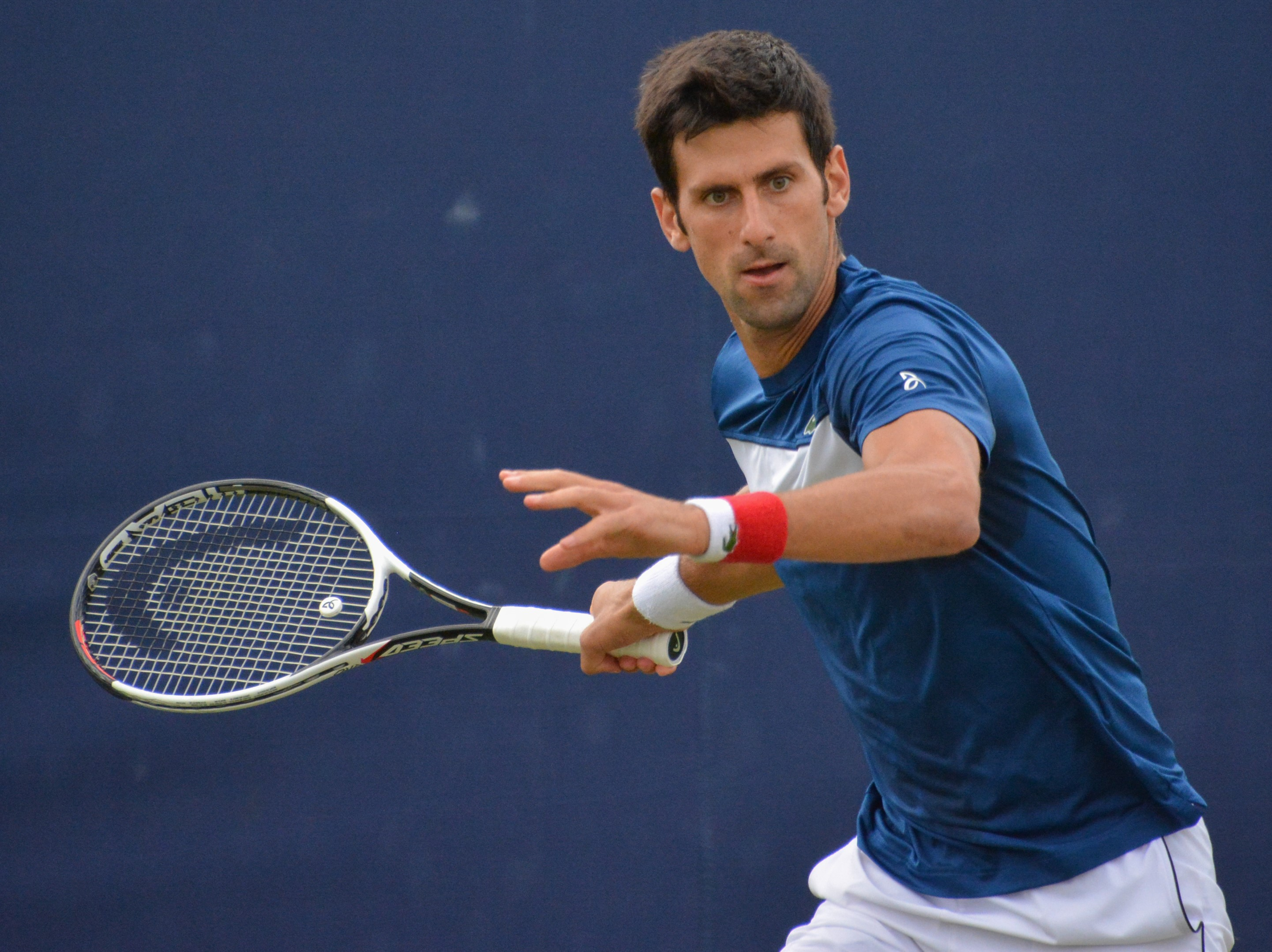
Novak Đoković la Queen's Club 2018

Cap de serie nr.2 la Shanghai Masters, el i-a învins pe Jérémy Chardy, Marco Cecchinato, Kevin Anderson, Alexander Zverev și pe Borna Ćorić în finală.  Acesta a fost al patrulea titlu la Shanghai și al doilea titlu de Master al anului. Cu această victorie, el l-a depășit pe Roger Federer și a revenit în clasament nr. 2 pentru prima dată de la French Open din 2017. La 31 octombrie, Rafael Nadal și-a anunțat retragerea de la Masters-ul de la Paris din 2018 din cauza unei accidentări abdominale, iar Đoković a recuperat locul 1 mondial.
La Paris Masters de la Paris, Đoković i-a învins pe João Sousa, Damir Džumhur și Marin Čilić ajungând în semifinale, unde s-a confruntat cu Roger Federer. Ei au luptat într-un meci strâns în trei seturi, Đoković ieșind învingător în tiebreak-ul setului al treilea. În finală, Đoković a fost învins de Karen Khachanov, în seturi consecutive.
Odată cu retragerea lui Rafael Nadal de la Finala ATP, lui Đoković i s-a garantat al cincilea sfârșit de an ca Nr.1 În etapa round robin, și-a dominat adversarii, învingându-i pe Alexander Zverev, Marin Čilić și John Isner fără să piardă nici un set. A avansat în semifinale, unde l-a învins decisiv pe Kevin Anderson în seturi consecutive ajungând la a șaptea finală la turneu, și a șasea în tot atâtea apariții. În finală a fost învins de Zverev în seturi consecutive. Cu toate acestea, performanța sa de la finala ATP l-a făcut să-și asigure un avans de aproape 1.600 de puncte față de Nadal, jucătorul de pe locul 2. La Campionatul Mondial de Tenis Mubadala, el a obținut victorii asupra lui Karen Khachanov și Kevin Anderson câștigând titlul. A încheiat anul cu 9.045 de puncte.

### 2019: Al 7-lea titlu la Australian Open și al 5-lea titlu la Wimbledon
Primul turneu al anului lui Đoković a fost la Qatar Open. I-a învins pe Damir Džumhur, Márton Fucsovics și pe Nikoloz Basilașvili înainte de a fi învins de Roberto Bautista Agut în semifinale. 

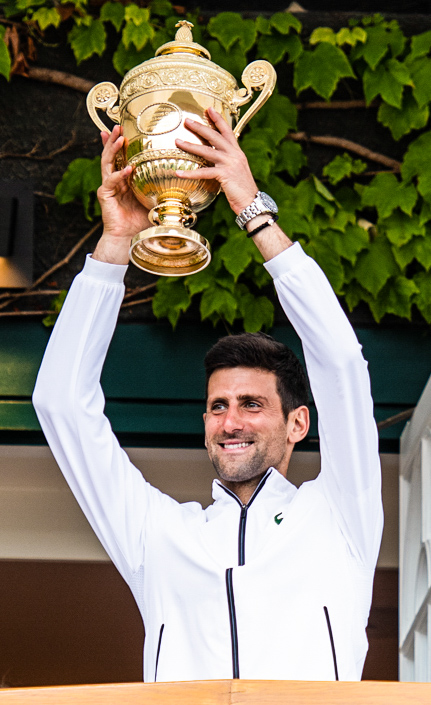
Đoković ridicând trofeul de la Wimbledon 2019

La  Australian Open 2019, Đoković l-a învins pe jucătorul venit din calificări Mitchell Krueger, pe finalistul din 2008 Jo-Wilfried Tsonga, pe capul de serie 25 Denis Șapovalov, pe capul de serie 15 Daniil Medvedev, pe capul de serie 8 Kei Nishikori și pe capul de serie 28, Lucas Pouille, ajungând în finală, unde l-a învins pe capul de serie 2 Rafael Nadal în seturi consecutive, câștigând al 15-lea Grand Slam și un record de șapte titluri Australian Open.  Đoković a jucat apoi la Indian Wells Masters din 2019 și a ajuns în runda a treia, unde a fost învins de Philipp Kohlschreiber în seturi consecutive. Aceasta a fost apoi urmată de o înfrângere în trei seturi în runda a patra în fața lui Roberto Bautista Agut la Miami Open 2019. Đoković și-a început apoi sezonul pe terenul cu zgură jucând la Monte Carlo Masters și pierzând în sferturi de finală în fața lui Daniil Medvedev în trei seturi.
În timpul Madrid Open, Novak Đoković a sărbătorit cele 250 de săptămâni ca numărul 1 mondial în clasamentul ATP. El este unul dintre cei cinci jucători care au atins 250 de săptămâni pe locul 1, după Roger Federer, Pete Sampras, Ivan Lendl și Jimmy Connors. După ce l-a învins pe jucătorul ATP Next Generation Stefanos Tsitsipas în finala Madrid Open, Đoković a ridicat trofeul de la Madrid pentru a treia oară și a egalat recordul lui Nadal de 33 de titluri ATP Masters. La Openul Italiei, el i-a învins rapid pe Denis Șapovalov și 
Philipp Kohlschreiber, urmat de o victorie într-un meci de 3 ore împotriva rivalului Juan Martín del Potro. El a terminat turneul ca finalist, fiind singurul jucător care i-a luat un set unui Nadal întinerit.
A concurat la Openul Francez, ajungând în semifinale fără să piardă un set și înregistrând victorii în fața lui  Hubert Hurkacz, Henri Laaksonen, Salvatore Caruso, Jan-Lennard Struff și Alexander Zverev. Victoria din meciul cu Struff în runda a patra l-a făcut primul bărbat care a ajuns în 10 sferturi consecutive la Roland Garros. În semifinale, l-a întâlnit pe finalistul din 2018 Dominic Thiem, care l-a învins pe Đoković într-un meci de patru ore și cinci seturi, care a fost întrerupt de ploaie de mai multe ori și s-a întins pe două zile. Acest lucru a pus capăt seriei sale de 26 de victorii consecutive în turnee majore și a pus capăt unui al doilea Nole Slam.
La Wimbledon, el a câștigat al șaisprezecelea Grand Slam, apărându-și titlul și câștigând turneul pentru a cincea oară, învingându-l pe Roger Federer într-o finală în cinci seturi care a durat patru ore și cincizeci și șapte de minute, cea mai lungă din istoria Wimbledon. Đoković a jucat apoi la Cincinnati Open 2019 în calitate de campion en-titre și a ajuns în semifinală unde a pierdut în trei seturi în fața viitorului campion Daniil Medvedev.
La US Open 2019, Đoković nu a putut să-și apere titlul, fiind învins de Stan Wawrinka în runda a patra, după ce s-a retras din cauza unei accidentări în timp ce era în urmă cu 2 seturi. Înfrângerea l-a împiedicat pe Đoković să câștige trei dintre cele patru turnee de Grand Slam din acel an, o performanță pe care a realizat-o în 2011 și 2015. În octombrie 2019, Đoković l-a învins pe John Millman în seturi consecutive câștigând Japan Open. La Shanghai Masters, Đoković a ajuns în sferturile de finală, dar a pierdut în trei seturi în fața lui Stefanos Tsitsipas. În noiembrie 2019, Đoković a ajuns în finala Paris Masters după ce l-a învins pe Grigor Dimitrov în seturi consecutive. În finală, Đoković a câștigat al cincilea titlu la Paris Masters, după o victorie în două seturi în fața tânărului star canadian Denis Șapovalov. Đoković a jucat apoi în grupa Björn Borg la finala ATP din 2019, dar a fost eliminat în faza round robin după o victorie în seturi consecutive în fața lui Matteo Berrettini, o înfrângere în trei seturi în fața lui Dominic Thiem și o înfrângere în seturi consecutive în fața lui Federer (prima lui pierdere în fața lui Federer din 2015).

### 2020: Cupa ATP, al 8-lea Australian Open, dublu Golden Masters

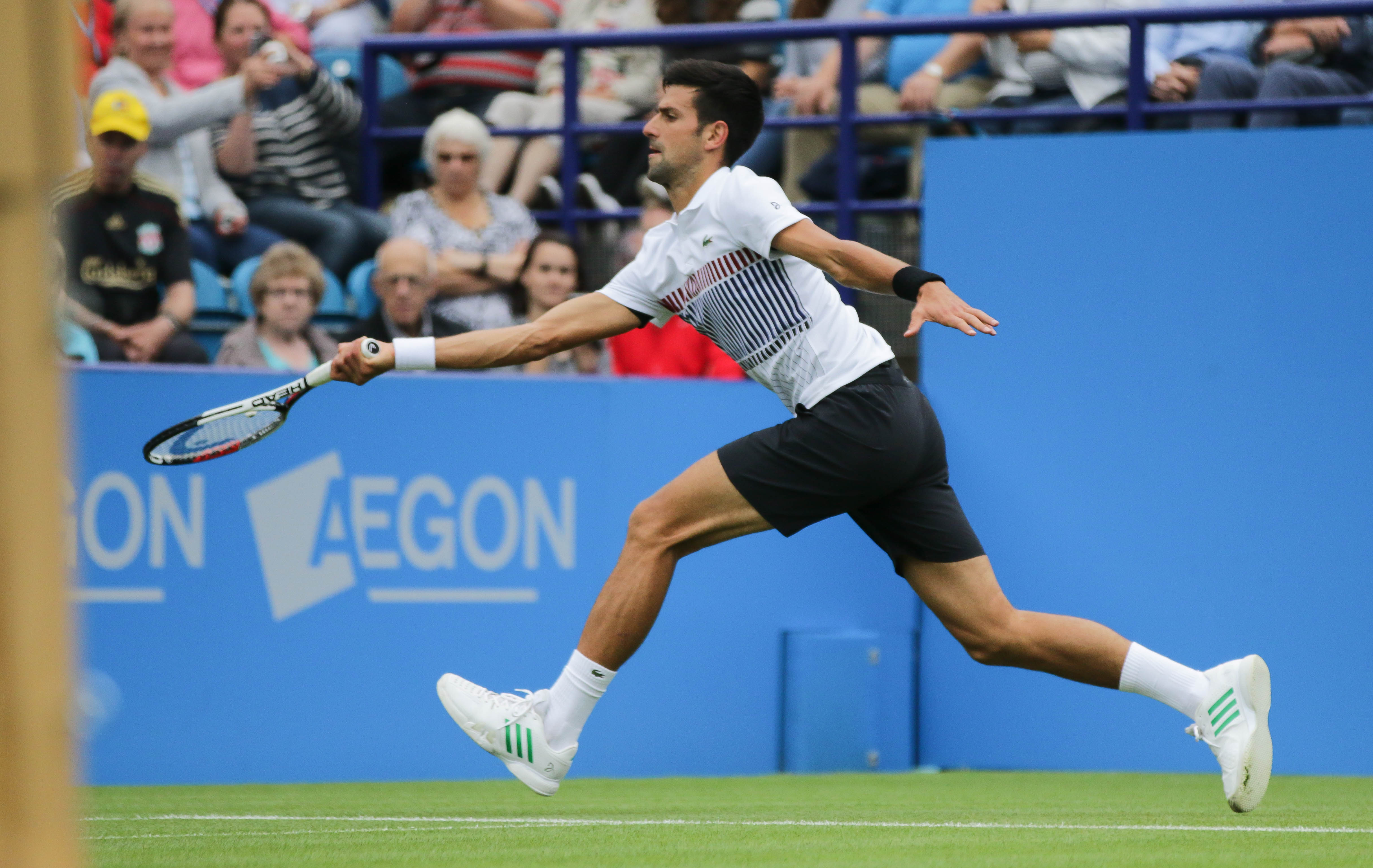
Đoković a obținut în 2020 dublu Golden Masters (câștigarea tuturor titlurilor ATP Masters de-a lungul carierei unui jucător).

La inaugurarea Cupei ATP din 2020, Đoković a ajutat Serbia să câștige titlul obținând șase victorii, inclusiv victorii împotriva lui Medvedev în semifinală și a lui Nadal în finală. La Australian Open, el l-a învins pe vechiul său rival Roger Federer în seturi consecutive în drum spre finală, unde l-a învins pe Dominic Thiem, în cinci seturi. Aceasta a marcat a opta victorie a lui Đoković la Australian Open și al 17-lea titlu de Grand Slam, făcându-l primul jucător masculin din Open Era care a câștigat titluri de Grand Slam în trei decenii diferite. A recâștigat, de asemenea, locul 1 mondial în clasamentul ATP. Đoković a câștigat apoi titlul la Dubai Tennis Championships a cincea oară, învingându-l pe Stefanos Tsitsipas în finală. În iunie, Đoković a fost testat pozitiv pentru COVID-19 în timpul Adria Tour, o serie de jocuri demonstrative caritabile în Balcani, la a cărui organizare Đoković a ajutat. El a fost criticat pentru că a organizat evenimentul cu lipsa distanțării sociale și a altor măsuri de precauție luate împotriva COVID-19, deși meciurile au fost organizate în conformitate cu măsurile emise de guverne. Ultimul meci al turului a fost anulat după ce mai mulți jucători, soțiile și antrenorii lor au fost testați pozitiv la virus. Đoković a spus că îi pare „profund rău”, admițând că el și organizatorii „au greșit” să continue evenimentul și că au considerat că turneul a respectat toate protocoalele de sănătate. El a mai spus că multe dintre critici au fost rău intenționate, adăugând: „Este evident mai mult decât o simplă critică, este ca o agendă și o vânătoare de vrăjitoare”.
Odată cu reluarea Turului ATP, Đoković a făcut istorie după ce l-a învins pe Milos Raonic și a câștigat al doilea titlu la Cincinnati Masters. Făcând acest lucru, el a câștigat al 35-lea titlu de Masters, egalând recordul de atunci al celor mai multe titluri ATP Masters al lui Rafael Nadal și completând cel de-al doilea Career Golden Masters. Prin realizarea acestei performanțe, Đoković a devenit prima persoană din istoria tenisului care a finalizat mai multe seturi de master. În runda a patra de la US Open, Đoković a fost descalificat după ce a lovit accidental un oficial de linie în gât cu o minge de tenis în timpul meciului împotriva lui Pablo Carreño Busta. La 21 septembrie, Đoković l-a întrecut pe Pete Sampras, devenind al doilea jucător ca număr de săptămâni petrecute ca Nr.1 în clasamentul ATP.
În continuare, Đoković a câștigat al 36-lea titlu ATP Tour Masters (un record), învingându-l pe Diego Schwartzman în finala de la Italian Open și obținînd cel de-al cincilea titlu al său la Roma. La French Open 2020, Đoković a pierdut în seturi consecutive în fața lui Rafael Nadal în finală, câștigând doar șapte jocuri.  A jucat apoi la Viena Open, unde a fost învins în sferturi de Lorenzo Sonego în seturi consecutive, marcând prima sa înfrângere împotriva unui lucky loser.
În finala ATP, Đoković a pierdut în fața lui Daniil Medvedev în seturi consecutive, dar i-a învins pe Alexander Zverev și Diego Schwartzman în seturi consecutive calificându-se în semifinale. Apoi a pierdut meciul din semifinală în fața lui Dominic Thiem în trei seturi.
La 21 decembrie, Đoković a atins cea de-a 300-a săptămână ca jucător de tenis de simplu numărul 1, devenind al doilea jucător din istoria ATP care a făcut acest lucru, după Roger Federer.

### 2021: Trei majore, dublu Career Slam și săptămâni record pe locul 1

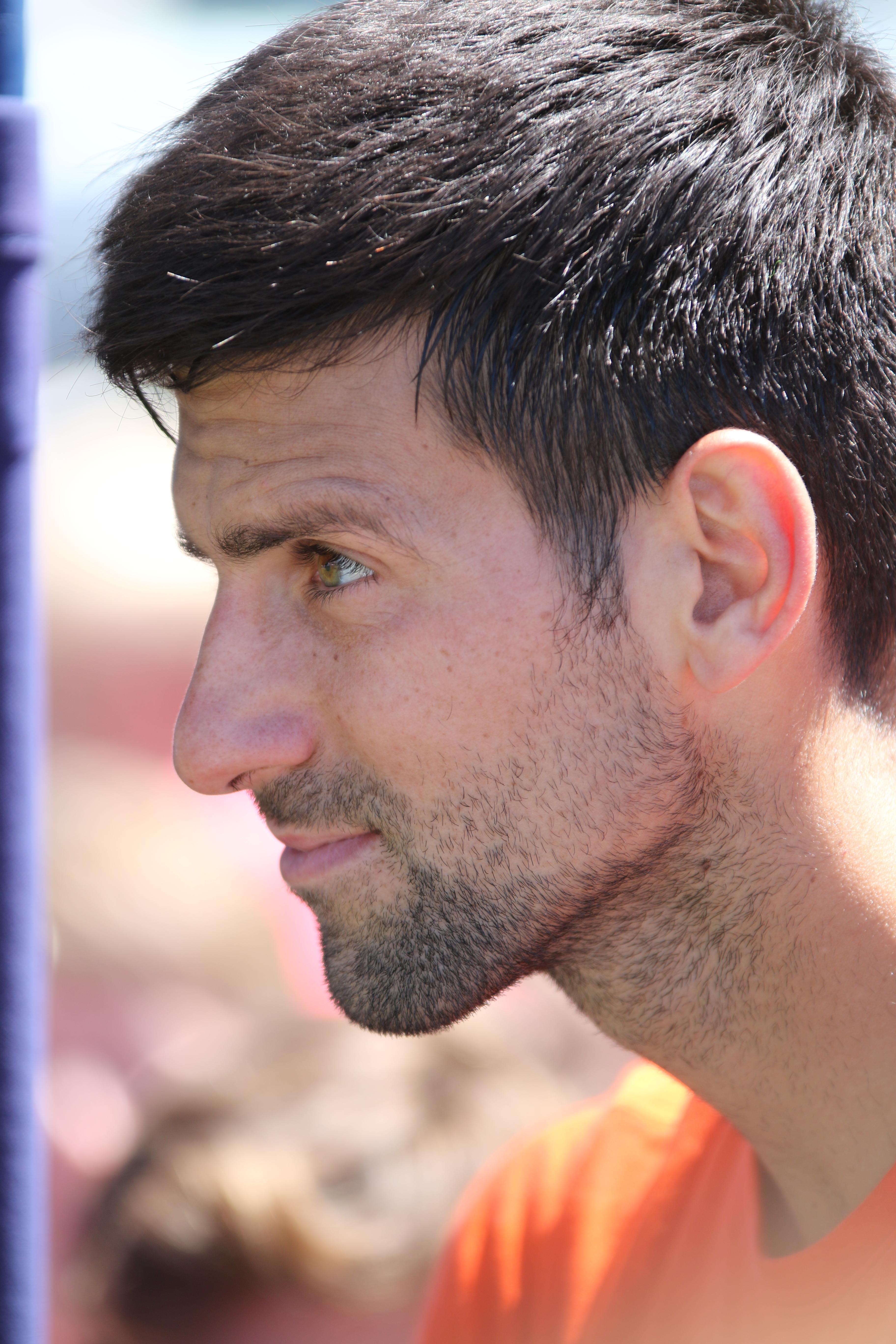
În 2021 a stabilit un nou record la numărul total de săptămâni Nr.1.

Đoković a început sezonul 2021 jucând pentru Serbia în calitate de campioană en-titre în Cupa ATP, dar țara a fost eliminată în faza grupelor, în ciuda faptului că Đoković a câștigat ambele meciuri de simplu. El a continuat să câștige cel de-al 18-lea titlu major și al nouălea titlu la Australian Open 2021, cu o victorie în seturi consecutive în fața lui Daniil Medvedev în finală. La 1 martie, Đoković a egalat recordul lui Federer de 310 săptămâni ca numărul 1 mondial. Săptămâna următoare, el a depășit acest punct și a extins recordul. Đoković n-a participat la Dubai Open și Miami Masters pentru a-și reveni după o ruptură abdominală suferită în Australia. A jucat apoi la Monte Carlo Masters, unde l-a învins pe finalistul de la Miami, Jannik Sinner, în seturi consecutive. Cu toate acestea, el a sfârșit prin a pierde meciul din runda a treia în fața lui Dan Evans în seturi consecutive.
Đoković a jucat apoi la Serbia Open învingându-l pe Kwon Soon-woo și pe compatriotul Miomir Kecmanović înainte de a pierde meciul din semifinală în fața lui Aslan Karațev în trei seturi. La Italian Open, Đoković i-a învins pe Stefanos Tsitsipas și Lorenzo Sonego în drum spre finală, unde a pierdut în trei seturi în fața vechiului rival Rafael Nadal. 
La French Open 2021, Đoković a avansat în finală după ce l-a învins pe Rafael Nadal în semifinale în patru seturi. A marcat a doua înfrângere a lui Nadal în fața lui Đoković (și a treia înfrângere în general) la French Open. În finală, Đoković l-a învins pe Stefanos Tsitsipas în cinci seturi. El a devenit primul om din Era Open care a câștigat un Major după ce a revenit de la 0–2 în seturi în două meciuri separate, făcând acest lucru și în runda a patra împotriva lui Lorenzo Musetti. Odată cu acest titlu, Đoković a devenit al treilea om care a câștigat toate cele patru turnee de Grand Slam de cel puțin două ori după Roy Emerson în 1967 și Rod Laver în 1969, și primul care a realizat double career Grand Slam în Open Era. Mai mult, el a devenit primul și singurul om care a câștigat fiecare Major, ATP Masters și ATP Finals de cel puțin două ori.
Sezonul lui Đoković pe iarbă a început la Campionatele de la Mallorca, unde a concurat la dublu alături de Carlos Gómez-Herrera. Echipa a avansat în finală, unde s-a retras înainte de meci din cauza unei accidentări a lui Gómez-Herrera. La Campionatele de la Wimbledon din 2021, Đoković a înregistrat cea de-a 100-a victorie pe iarbă din cariera sa, învingându-l pe Márton Fucsovics în sferturile de finală. Apoi l-a învins pe Denis Șapovalov ajungând la cea de-a 30-a finală majoră, unde l-a învins pe Matteo Berrettini pentru a-și revendica al șaselea titlu la Wimbledon și a egalat recordul de toate timpurile lui Federer și Nadal de 20 de titluri de Grand Slam masculin la simplu. De asemenea, a marcat al treilea an de carieră în care a câștigat trei competiții majore, după 2011 și 2015. Đoković a devenit primul om de la Rod Laver în 1969 care a câștigat Campionatele Australian Open, French Open și Wimbledon în același an și al doilea jucător care a câștigat Majore pe trei suprafețe diferite în același an, după Nadal în 2010. Đoković a devenit, de asemenea, al cincilea om care a realizat „Channel Slam”, câștigând atât Openul Francez, cât și Wimbledon în același an calendaristic.

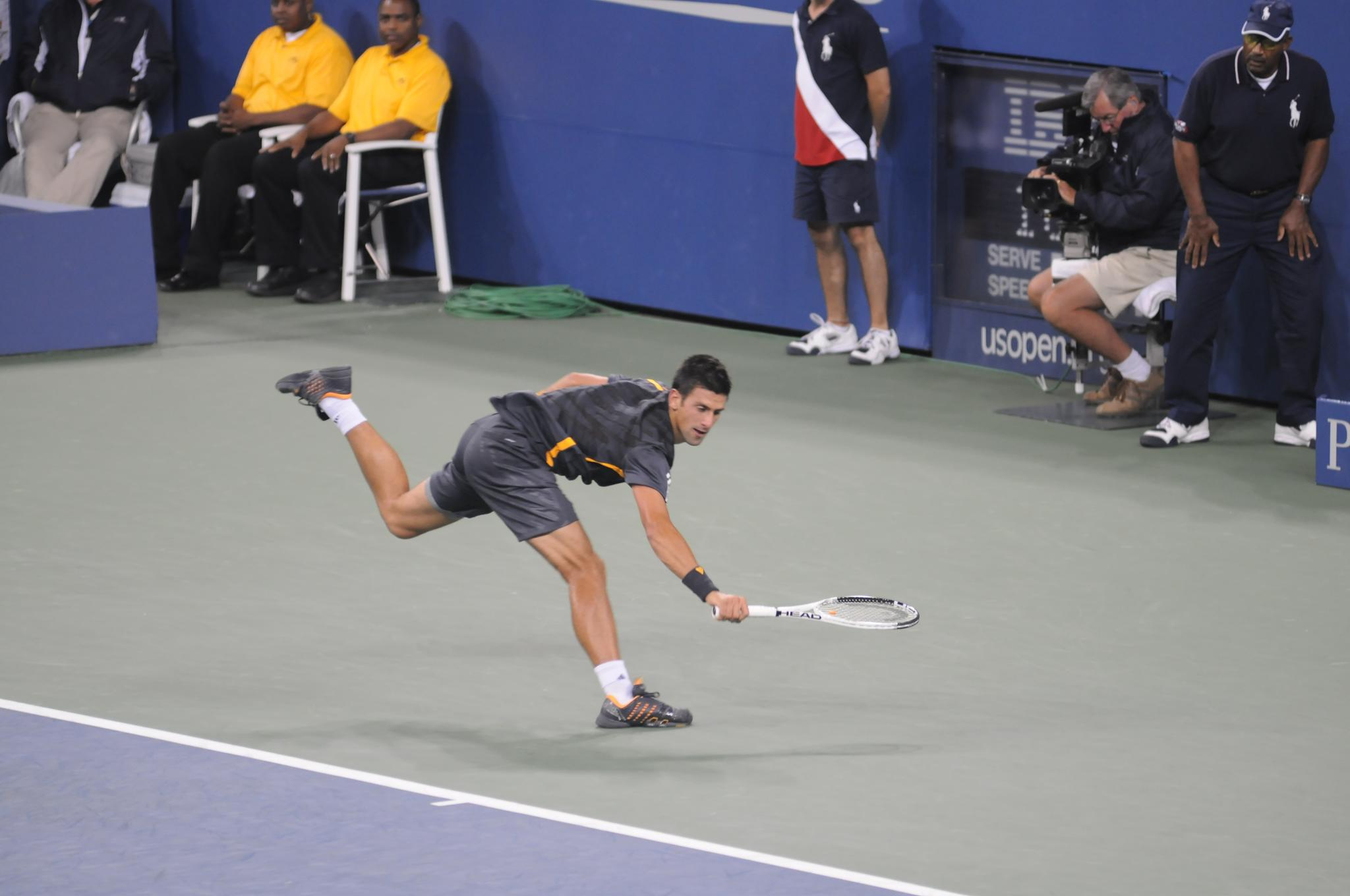
În 2021 Đoković a devenit primul și singurul jucător care a câștigat fiecare Major, ATP Masters și ATP Finals de cel puțin două ori.

Đoković și-a deschis sezonul de vară pe teren dur la Jocurile Olimpice de la Tokyo, unde a căutat să-și îmbunătățească rezultatul medaliat cu bronz de la Beijing 2008. Cu toate acestea, a pierdut în semifinale cu Alexander Zverev, iar apoi cu Pablo Carreño Busta în meciul pentru medalia de bronz. Đoković a concurat și la dublu mixt, alături de Nina Stojanović. Perechea a pierdut meciul în semifinale în fața lui Aslan Karațev și Elena Vesnina. În urma pierderii lui Đoković în fața lui Carreño Busta la simplu, Đoković și Stojanović s-au retras din meciul pentru medalia de bronz împotriva numărului 1 WTA la simplu Ashleigh Barty și John Peers, Đoković invocând o accidentare la umăr.
Đoković a participat apoi la US Open pentru a fi al treilea om din istorie care a reușit Grand Slam (câștigarea celor patru competiții majore într-un an calendaristic), o performanță realizată la simplu masculin doar de Don Budge în 1938 și Rod Laver în 1962 și 1969. El a început cu victorii asupra jucătorilor din calificări Holger Rune și Tallon Griekspoor. În runda a treia, Đoković s-a confruntat cu fostul nr. 4 mondial Kei Nishikori pe care l-a învins în patru seturi, iar în runda a patra l-a învins tot în patru seturi pe Jenson Brooksby. Apoi l-a înfruntat pe Matteo Berrettini în sferturile de finală, într-o revanșă a ultimei întâlniri de la Wimbledon, și a câștigat din nou în patru seturi după ce a pierdut primul set. În semifinale, el l-a întâlnit pe Alexander Zverev într-o revanșă a semifinalelor olimpice și s-a impus după cinci seturi. S-a confruntat cu Daniil Medvedev în finală, unde a pierdut în seturi consecutive, punând capăt șanselor sale de a câștiga Grand Slam. Cu toate acestea, el și-a repetat totuși isprava din 2015 de a ajunge în toate cele patru finale majore într-un sezon și a egalat recordul lui Federer de 31 de finale majore la simplu masculin.
La Rolex Paris Masters, Đoković i-a învins pe Marton Fucsovics, Gael Monfils (prin walkover), Taylor Fritz și Hubert Hurkacz în drum spre finală. Ajungând în finală, Đoković și-a asigurat pentru a șaptea oară clasamentul numărul 1 de la sfârșitul anului, depășind vechiul record al lui Pete Sampras. În finală, el și-a răzbunat pierderea din finala de la US Open în fața lui Daniil Medvedev în trei seturi pentru a câștiga al șaselea titlu la eveniment, precum și câștigarea celui de-al 37-lea titlu ATP Masters 1000, depășind vechiul record al lui Rafael Nadal.
La finala ATP din 2021, Đoković a fost învins în trei seturi în semifinală de Zverev, deși a câștigat toate cele trei meciuri din grupa sa. Finaliștii turneului, Zverev și Medvedev au fost singurii jucători care l-au învins pe Đoković în 2021, fie în meciul de Grand Slam, fie în meciul eliminatoriu al Jocurilor Olimpice (semifinala Jocurilor Olimpice și finala US Open). Đoković a încheiat sezonul conducând Serbia în semifinalele Cupei Davis 2021, unde a pierdut în fața Croației la un meci de dublu decisiv.

### 2022: Controversa Australian Open, al 38-lea titlu Maters, al 7-lea titlu la Wimbledon

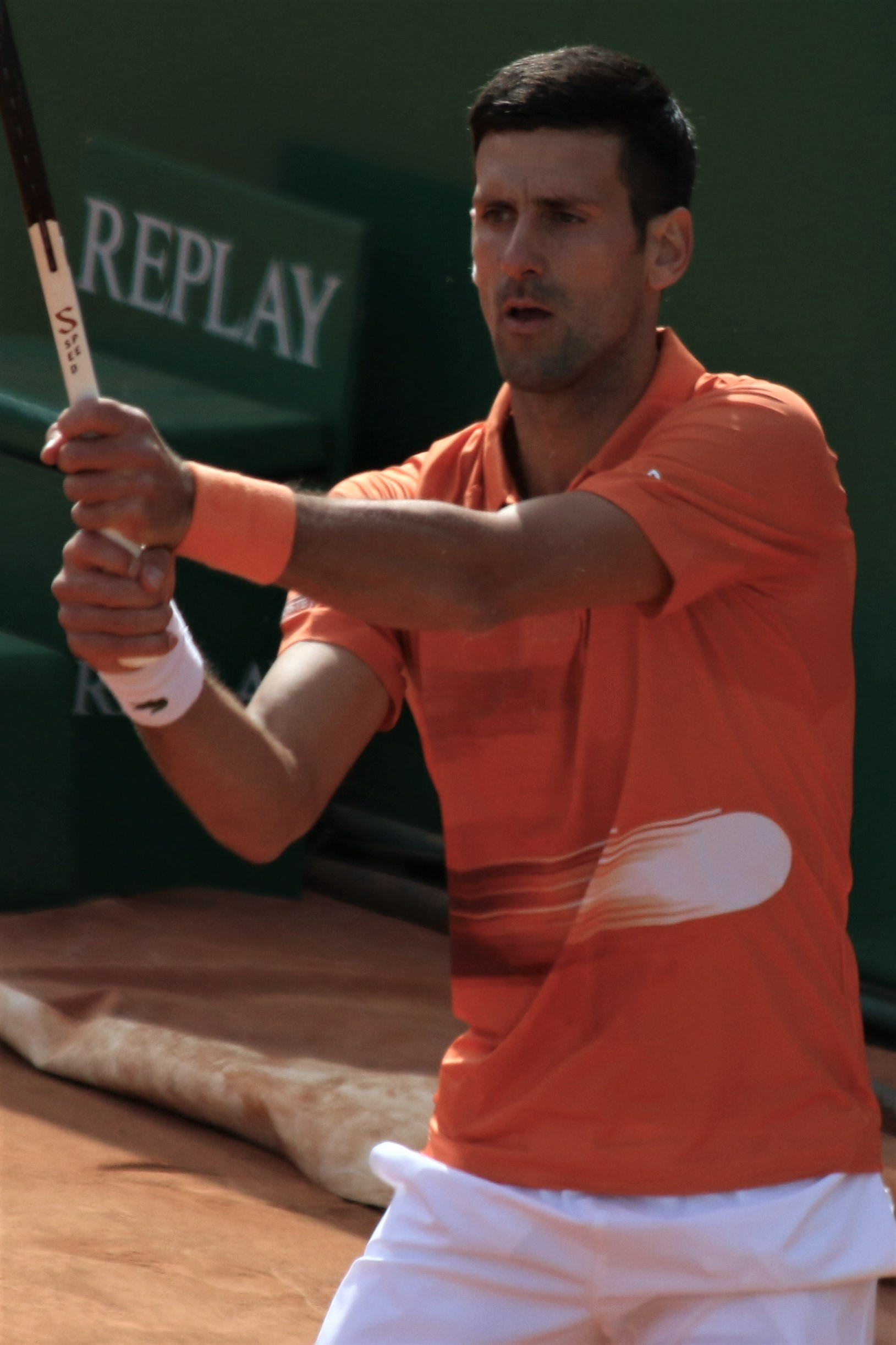
Đoković jucând la Monte-Carlo Masters 2022

Đoković urma să își înceapă sezonul 2022 participând la Cupa ATP, dar s-a retras. Urmează  Australian Open unde este de trei ori campion en-titre. Đoković a fost unul dintre „o mână de jucători” și personal care au primit o scutire medicală de la vaccinarea obligatorie împotriva COVID-19 de către Tennis Australia și Departamentul de Sănătate al statului Victoria.
El a călătorit la Melbourne pe 5 ianuarie, dar a fost reținut de  forțele de frontieră australiane după ce au stabilit că nu îndeplinește cerințele de intrare pentru un călător nevaccinat. Viza i-a fost anulată și a fost ținut într-un hotel de detenție pentru imigranți timp de câteva zile, în așteptarea unei audieri în instanță. Ulterior, s-a dezvăluit că Đoković a fost testat pozitiv pentru COVID-19 la 16 decembrie 2021, lucru folosit ca bază pentru scutirea sa. Đoković a declarat că a fost anunțat despre testul pozitiv pe 17 decembrie și a recunoscut că nu s-a izolat ulterior, participând la un interviu și la o ședință foto.
La 10 ianuarie, Curtea a decis în favoarea lui Đoković, ordonând eliberarea acestuia și acordând cheltuieli de judecată. Motivul hotărârii a fost că, atunci când Đoković se afla într-o zonă de imigrare înainte de anularea vizei sale, oficialii australieni au renunțat la un acord prin care să-i acorde lui Đoković suficient timp pentru a-și contacta avocații și autoritățile de tenis înainte de interviul său oficial; aceasta a determinat guvernul australian să recunoască că l-au tratat pe Đoković în mod nerezonabil. Guvernul putea alege în continuare să-l deporteze. Ulterior, Đoković a dezvăluit că în cererea sa de viză au fost declarate informații greșite, pe care le-a atribuit unei „erori umane” din partea echipei sale de asistență care a completat documentele.
La 14 ianuarie 2022, ministrul australian pentru imigrare, cetățenie, servicii pentru migranți și afaceri multiculturale, și-a exercitat competențele ministeriale în temeiul Legii privind migrația din 1958 și a anulat viza lui Đoković, invocând „motive de sănătate și ordine publică, pe baza faptului că este în interesul public să fac acest lucru”. Đoković a făcut apel împotriva deportării, dar trei judecători de la Curtea Federală din Australia i-au respins apelul la 16 ianuarie.
Đoković a participat la Campionatele de tenis din Dubai în februarie, un turneu ATP 500 unde vaccinarea nu era necesară pentru intrare. După victorii în seturi consecutive împotriva lui Lorenzo Musetti și Karen Haceanov, Đoković a pierdut în sferturile de finală în fața lui Jiří Veselý. Înfrângerea a dus la cedarea locului 1 mondial lui Daniil Medvedev, marcând prima dată când un jucător din afara Big Four a fost clasat pe locul 1 după Andy Roddick în 2004.
Đoković s-a retras atât de la Indian Wells Masters 2022, cât și de la Miami Open 2022 în martie, din cauza interzicerii în Statelor Unite ale călătorilor străini nevaccinați. În ciuda faptului că nu a putut juca, Đoković și-a recăpătat locul 1 la doar două săptămâni după ce a pierdut-o, după înfrângerea lui Medvedev în turul trei la Indian Wells la 14 martie. După ce nu a putut juca în martie, Đoković și-a început sezonul pe zgură la Monte-Carlo Masters 2022 în aprilie, fiind cap de serie nr.1. În primul meci pe care l-a jucat a fost învins de Alejandro Davidovici Fokina în trei seturi, marcând prima sa înfrângere în meciul de deschidere de la Barcelona Open din 2018. În aprilie, a ajuns în finala turneului Serbia Open, dar a pierdut în trei seturi în fața lui Andrei Rubliov. La Madrid Open din mai, Đoković a ajuns în semifinale unde a fost învins de spaniolul de 19 ani Carlos Alcaraz. La Italian Open, el a ajuns în a douăsprezecea finală a carierei la acest Masters, învingându-l pe Casper Ruud pentru a 1000-a victorie în carieră, devenind doar al cincilea jucător din Era Open care a realizat acest lucru.
Đoković a intrat în French Open ca favorit nr.1 și campion en-titre. Nu a pierdut nici un set în drum spre sferturile de finală. I-a învins pe Yoshihito Nishioka, Alex Molčan, Aljaž Bedene și Diego Schwartzman în seturi consecutive. În sferturile de finală, el l-a înfruntat pe Nadal în cea de-a 59-a întâlnire dintre cei doi jucători. A pierdut în patru seturi, punând capăt încercării de a-și apăra titlul de la Roland Garros.
Cu victoria în prima rundă la Campionatul de la Wimbledon din 2022 împotriva lui Kwon Soon-woo, Đoković a devenit primul jucător din istorie (masculin sau feminin) care a câștigat 80 de meciuri la fiecare dintre cele patru turnee de Grand Slam. De asemenea, a devenit al doilea jucător din istoria tenisului masculin care a jucat cel puțin 90 de meciuri la fiecare turneu major. El s-a alăturat lui Roger Federer, care a jucat cel puțin 100 de meciuri în trei din cele patru majore. Odată cu victoria sa în semifinală în fața lui Cameron Norrie, Đoković a ajuns la a 32-a finală record de Grand Slam, cu una înaintea lui Roger Federer. În finală, Đoković l-a învins pe Nick Kyrgios cu scorul de 4-6, 6-3, 6-4, 7-6 pentru al patrulea trofeu consecutiv și al șaptelea la Wimbledon. Cu un total de 21 titluri de Grand Slam, se plasează pe locul doi, cu 1 titlu de Grand Slam în spatele lui Nadal.
Din cauza statutului de nevaccinat al lui Đoković împotriva COVID-19, el nu a putut concura la US Open, deoarece guvernul SUA nu a permis cetățenilor nevaccinați să intre în țară. Drept urmare, el s-a retras din turneu la 25 august. A câștigat prima ediție a Tel Aviv Open învingându-l în finală pe Marin Čilić. Săptămâna următoare a câștigat Astana Open unde i-a învins pe Cristian Garín, Botic van de Zandschulp, Karen Haceanov, Daniil Medvedev și Stefanos Tsitsipas în finală, în drumul său spre cel de-al 90-lea titlu ATP la simplu. Odată cu câștigarea titlului, s-a calificat și pentru finala ATP 2022 pentru a 15-a oară. La următorul său turneu, Rolex Paris Masters din 2022, a ajuns la a treia finală consecutivă din sezon și la opt la acest Masters, învingându-l pe Stefanos Tsitsipas. A fost, de asemenea, cea de-a 56-a finală ATP Masters 1000 a lui Đoković și cea de-a 650-a victorie pe teren dur din cariera sa, devenind doar al treilea jucător din era deschisă care a înregistrat cel puțin 650 de victorii în carieră pe o singură suprafață. A pierdut în finală în fața adolescentului Holger Rune. Este prima dată când Đoković a pierdut în 31 de finale Masters 1000 când a câștigat primul set.
La finala ATP, Đoković a câștigat primul său meci din faza gupelor în fața lui Stefanos Tsitsipas, înregistrând a 60-a victorie în fața jucătorilor din top-3, devenind primul jucător care a îndeplinit această etapă de la începutul clasamentului ATP în 1973. A fost și a noua victorie consecutivă împotriva lui Tsitsipas. În continuare, el i-a învins pe Andrei Rubliov și pe Daniil Medvedev pentru a ajunge în semifinale. A ajuns la cea de-a opta finală la acest eveniment învingându-l pe Taylor Fritz pentru a-și asigura al 15-lea clasament în top-5 la sfârșitul anului în clasament. În finală l-a învins pe Casper Ruud pentru a câștiga titlul de simplu la Turneul Campionilor pentru a șasea oară, egalând recordul deținut de Roger Federer.

### 2023: Record de 24 trofee de Grand Slam, triplu Career Slam, al 40-lea Masters, 400 de săptămâni pe locul 1

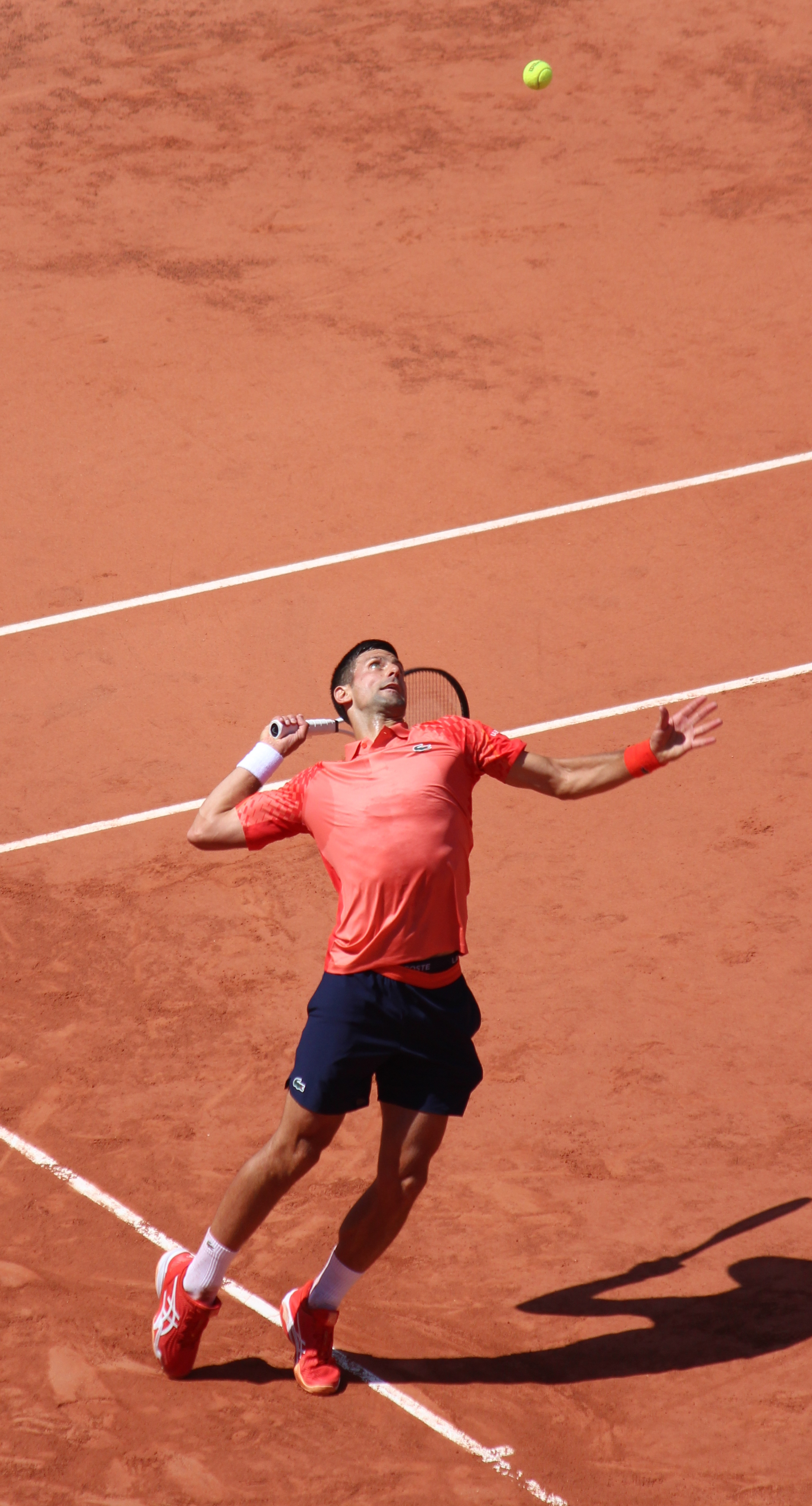
Đoković la French Open 2023

Đoković și-a început sezonul câștigând al 92-lea titlu din carieră la Adelaide International 1 2023, unde l-a învins pe Sebastian Korda în trei seturi în finală, după ce a salvat un punct de meci. La Australian Open, Đoković a pierdut un singur set în drum spre finală, unde l-a învins pe Stefanos Tsitsipas în seturi consecutive pentru a-și revendica cel de-al 10-lea titlu de la Australian Open, în timp ce a egalat recordul pe care îl deținea Nadal de 22 de titluri majore la simplu masculin și a recâștigat locul 1 mondial. La 27 februarie 2023, Đoković a doborât recordul lui Steffi Graf de 377 de săptămâni ca numărul 1 mondial, pe care îl deținea de 25 de ani, devenind jucătorul cu cele mai multe săptămâni pe locul 1 atât în turneele masculine cât și feminine.
Đoković a fost forțat să se retragă de la Indian Wells Masters după ce i s-a refuzat viza pentru a intra în Statele Unite din cauza nevaccinării. Guvernatorul Floridei, Ron DeSantis, a făcut un apel direct către președintele american Joe Biden să îi acorde lui Đoković o viză pentru Miami Open 2023, în ciuda faptului că nu era vaccinat. După ce a ratat Indian Wells și Miami, Đoković și-a început sezonul pe zgură la Monte-Carlo Masters, unde a fost învins de Lorenzo Musetti în optimile de finală. La Banja Luka Open, în calitate de cap de serie, a pierdut în sferturile de finală în fața compatriotului Dušan Lajović în seturi consecutive. S-a retras de la Madrid Open săptămâna următoare din cauza îngrijorărilor legate de o accidentare la cot. Đokovićh a fost învins în sferturile de finală la Italian Open de Holger Rune, care urma să ajungă în finală.
La French Open, Đoković l-a învins pe numărul 1 mondial Carlos Alcaraz în patru seturi pentru a ajunge la cea de-a 34-a finală majoră, extinzându-și propriul record. Mai mult, a devenit singurul jucător care a jucat cel puțin șapte finale la fiecare turneu de Grand Slam. Đoković l-a învins pe Casper Ruud în finală, stabilind un record de 23 de titluri de Grand Slam și devenind primul jucător din istorie care a obținut un triplu Career Grand Slam. Odată cu câștigarea titlului, Đoković a recuperat locul 1 mondial de la Alcaraz.

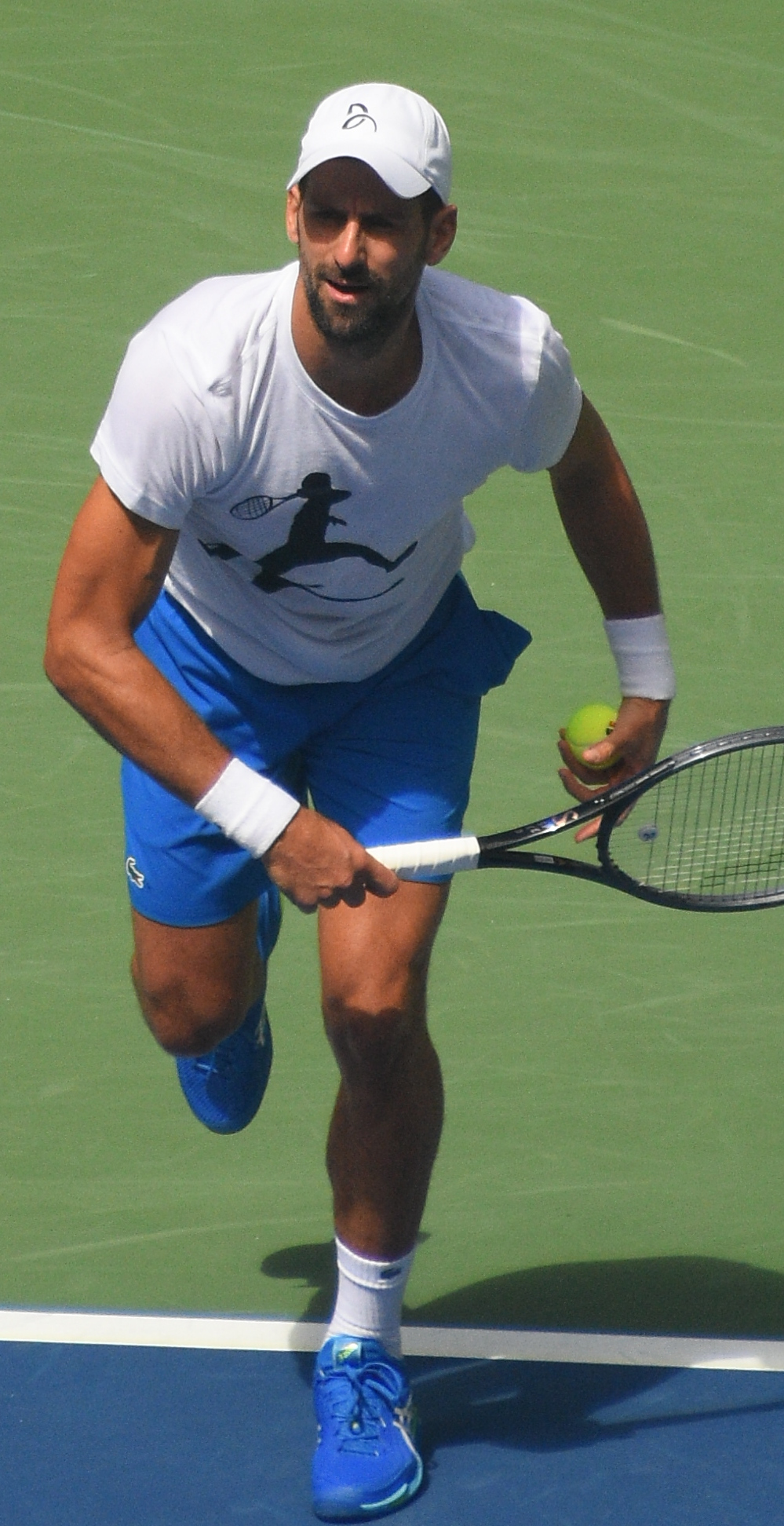
Đoković la US Open 2023

Đoković a jucat apoi la Wimbledon 2023. După victorii în trei seturi în fața lui Pedro Cachin, Jordan Thompson și Stan Wawrinka, și cu victorii în patru seturi în fața lui Hubert Hurkacz și Andrei Rubliov, a ajuns în semifinale. În semifinale, l-a înfruntat pe Jannik Sinner, într-o revanșă a meciului lor din sferturile de finală de anul trecut, iar Đoković s-a impus în trei seturi și a ajuns în a 5-a finală consecutivă și a 9-a la nivel general la Wimbledon, precum și în a 35-a finală de turneu major, un record, unde l-a înfruntat pe Carlos Alcaraz. Ulterior, el a pierdut finala în fața lui Alcaraz în cinci seturi, punând astfel capăt seriei de 34 de victorii la Wimbledon din 2018 și invincibilității sale atât în finala de la Wimbledon, cât și pe terenul central, de la înfrângerea din 2013 în finala de la Wimbledon în fața lui Andy Murray.
A continuat să câștige al treilea său titlu la Cincinnati Masters și al 39-lea titlu de Masters, un record. L-a învins pe Carlos Alcaraz într-o revanșă a finalei lor de la Wimbledon. A fost cea mai lungă finală ATP în cel mai bun din trei seturi și cel mai lung meci din istoria turneului, cu 3 ore și 49 de minute, și a fost imediat lăudat ca fiind unul dintre cele mai bune meciuri din toate timpurile. Đoković a spus că a fost unul dintre cele mai grele meciuri ale sale și a declarat: „M-am simțit ca într-o finală de Grand Slam, chiar mai mult decât atât, ca să fiu sincer”. El a comparat intensitatea și duritatea meciului cu meciul său împotriva lui Rafael Nadal din finala Australian Open 2012.
Đoković a jucat apoi la US Open, unde a cedat doar două seturi în drumul spre finală, ambele în fața compatriotului său Laslo Djere, într-o victorie în cinci seturi, după ce a fost condus cu două seturi în runda a treia. Ajungând în a 47-a semifinală majoră de simplu masculin, Đoković a depășit recordul lui Roger Federer din era deschisă. Ajungând în finală, Đoković a egalat recordul lui Federer de a ajunge de trei ori în toate finalele majore într-un sezon. În finală, el l-a înfruntat pe Daniil Medvedev într-o revanșă a finalei lor de la US Open din 2021, care a fost câștigată de Medvedev în seturi consecutive. Đoković l-a învins pe Medvedev în seturi consecutive și a câștigat al patrulea său titlu la US Open și al 24-lea titlu major de simplu masculin la general, egalând și recordul absolut al lui Margaret Court de titluri majore de simplu la ambele sexe. Al doilea set a fost o bătălie istovitoare de 104 minute pe care Đoković a câștigat-o în tiebreak. Đoković a devenit, de asemenea, cel mai în vârstă campion la US Open la simplu masculin din era deschisă, la 36 de ani și 111 zile, și a devenit primul jucător care a câștigat de patru ori trei turnee de Grand Slam într-un sezon. Acest triumf a însemnat, de asemenea, că, la momentul respectiv, Đoković câștigase o treime din toate turneele de Grand Slam la care participase (24 din 72) și ajunsese în finală la jumătate din toate turneele de Grand Slam pe care le jucase (36 din 72). Prin victoria din prima rundă, era garantat că va redobândi locul 1 ATP la simplu la sfârșitul turneului pentru a 390-a săptămână, un record.
La Mastersul de la Paris, Đoković l-a învins în prima rundă pe Tomas Martin Etcheverry, în cel de-al 1289-lea meci din carieră, depășindu-l pe Rafael Nadal în topul celor mai multe meciuri jucate din era deschisă, și situându-se pe locul patru. Đoković, în vârstă de 36 de ani, numărul unu mondial, l-a învins în finală pe bulgarul Grigor Dimitrov, nr. 17 mondial, cu patru ani mai tânăr. Meciul, în două seturi, s-a încheiat după 98 de minute cu 6–4, 6–3. Sârbul și-a mărit recordul la 12–1 în întâlnirile directe cu Dimitrov. 
El a bifat astfel al 6-lea titlu ATP în actualul sezon, care a reprezentat al 97-lea titlu la simplu pe circuitul ATP. A fost cel de-al 7-lea titlu al lui Đoković la Paris Masters, un record. De asemenea, el a devenit primul jucător de tenis care domină pentru a doua oară într-un singur sezon French Open și Mastersul de la Paris, consolidând astfel performanța sa din 2021. A deveni primul jucător care a câștigat 40 de titluri Masters 1000, extinzându-și astfel propriul record. Odată cu victoria finală, el a menținut o serie de 18 meciuri fără înfrângere, care se întinde de la Mastersul de la Cincinnati din august.

## Rivalități

### Rafael Nadal
Đoković și Rafael Nadal s-au întâlnit de 59 de ori, inclusiv în toate cele patru finale de Grand Slam, un record în Open-Era pentru întâlniri între jucători de sex masculin; Đoković conduce cu 30–29. Đoković conduce pe terenuri dure 20–7, în timp ce Nadal conduce pe zgură 20–8, iar pe iarbă sunt la egalitate, 2–2. Ei au jucat un record de 18 meciuri de Grand Slam, Nadal câștigând 11 și un record de nouă finale ale turneelor de Grand Slam (la egalitate cu Federer-Nadal), Nadal câștigând cinci. Đoković este primul jucător care a câștigat cel puțin zece meciuri împotriva lui Nadal și singura persoană care l-a învins pe Nadal de șapte ori consecutiv (ceea ce a făcut de două ori). Cei doi împart recordul pentru cea mai lungă finală de Grand Slam jucată vreodată (5 ore și 53 de minute), la finala Australian Open din 2012.
În finala de la Wimbledon din 2011, Đoković a câștigat în patru seturi, aceasta fiind prima sa victorie împotriva lui Nadal într-un Major. Đoković l-a învins pe Nadal și în finala US Open din 2011 pentru a câștiga al treilea titlu major al anului și al patrulea în general. Învingându-l pe Nadal, Đoković a devenit al doilea jucător care l-a învins pe Nadal în mai multe finale de Grand Slam (celălalt fiind Federer) și primul jucător care l-a învins pe Nadal într-o finală de Grand Slam pe o altă suprafață decât iarbă. În 2012, Đoković l-a învins pe Nadal în finala Australian Open, Nadal devenind primul jucător masculin care a pierdut în trei finale consecutive de Grand Slam.
La Monte-Carlo Rolex Masters din aprilie 2012, Nadal l-a învins în cele din urmă pe Đoković pentru prima dată din noiembrie 2010. S-au întâlnit în șapte finale din ianuarie 2011 până în ianuarie 2012, toate câștigate de Đoković. Nadal l-a învins din nou pe Đoković în finala turneului Masters de la Roma. 
La Openul Francez din 2012, Đoković l-a înfruntat pe Nadal în finală. Pentru a doua oară în istoria tenisului, doi jucători de tenis au jucat patru finale consecutive de Grand Slam unul împotriva celuilalt. De asemenea, au devenit singurii jucători din istorie, cu excepția lui Venus și Serena Williams, care s-au confruntat cu același adversar în finala fiecăruia dintre cele patru turnee diferite de Grand Slam. Nadal a câștigat în cele din urmă în patru seturi, după mai multe întârzieri cauzate de ploaie care au forțat ca finala să se încheie a doua zi, după-amiază.
În 2013, Đoković l-a învins pe Nadal în seturi consecutive în finala Monte-Carlo Masters pentru a câștiga primul său titlu la Monte Carlo. Aceasta a fost a treia sa victorie pe zgură împotriva lui Nadal. La semifinala de la Openul Francez din 2013, Nadal l-a învins pe Đoković și a mărit recordul la 20–15 împotriva lui Đoković și din nou la semifinala Cupei Rogers din 2013. La 9 septembrie 2013, Đoković a pierdut în fața lui Nadal în finala US Open din 2013 în patru seturi. În 2014, Đoković l-a învins pe Nadal în 3 seturi la turneul Masters de la Roma pentru a-și revendica al treilea titlu acolo. La Openul Francez din 2014, ei au jucat în finală, Đoković încercând din nou să cucerească Grand Slam-ul în carieră. Nadal a câștigat în patru seturi pentru a noua oară.
La Openul Francez din 2015, Đoković l-a învins în cele din urmă pe Nadal, punând astfel capăt seriei de 39 de victorii consecutive a lui Nadal la acest turneu. El a devenit al doilea om din istorie care l-a învins pe Nadal la turneu (după Robin Söderling în 2009) și primul care a făcut acest lucru în seturi consecutive.
La Campionatele de la Wimbledon din 2018, cei doi s-au confruntat în semifinale. Acest meci a devenit al doilea lor meci ca durată și doar a treia întâlnire de cinci seturi, întinzându-se timp de 5 ore și 17 minute pe parcursul a două zile. Đoković a câștigat al cincilea set cu 10–8, după ce a salvat trei puncte de break la 7–7, ceea ce i-ar fi permis lui Nadal să servească pentru meci. Aceasta a fost prima înfrângere a lui Nadal în semifinalele unui Grand Slam de la US Open din 2009 și prima sa înfrângere în semifinalele de la Wimbledon. 
La Australian Open 2019, Đoković l-a învins pe Nadal în seturi consecutive în finală. La Openul Francez din 2020, Nadal l-a învins pe Đoković în seturi consecutive în finală, câștigând cel de-al 20-lea titlu de Grand Slam.
La French Open 2021, Đoković l-a învins pe Nadal în semifinală în patru seturi. Făcând acest lucru, el a devenit primul jucător care l-a învins pe Nadal de două ori la Openul Francez. Un an mai târziu, la French Open 2022, s-au întâlnit în sferturi de finală; într-un meci de patru ore, Nadal a câștigat în patru seturi. Aceasta a marcat prima ocazie în istoria tenisului în care doi jucători s-au întâlnit de zece ori la un singur turneu.

### Roger Federer
Novak Đoković și Roger Federer s-au înfruntat de 50 de ori (fără a include situația din Finala ATP 2014 unde Đoković a obținut o victorie fără opoziție – atunci când adversarul nu reușește să înceapă meciul din orice motiv, cum ar fi accidentarea), iar Đoković conduce în prezent cu 27–23. Đoković conduce pe terenuri dure 20–18, precum și pe iarbă 3–1, în timp ce pe zgură sunt la egalitate, 4–4. Au jucat un record de 17 meciuri de Grand Slam (la egalitate cu Đoković–Nadal). Đoković este singurul jucător, în afară de Nadal, care l-a învins pe Federer în meciuri consecutive ale turneului de Grand Slam. Federer a pus capăt celor 41 de meciuri câștigătoare ale lui Đoković, în semifinalele de la French Open 2011. Cu toate acestea, Federer avea să piardă în fața lui Đoković în anul următor în seturi consecutive. Đoković a jucat cu Federer în prima sa finală majoră la US Open din 2007 și a pierdut în trei seturi.
Đoković are mai multe victorii împotriva lui Federer decât orice alt jucător. Cei doi au avut trei întâlniri la Australian Open (în 2007, 2008 și 2011), pe care Federer le-a câștigat în seturi consecutive în 2007, iar Đoković a câștigat în seturi consecutive în celelalte două. Cei doi s-au întâlnit cinci ani la rând la US Open, Federer triumfând în primele trei întâlniri, în timp ce ultimele lor două întâlniri (în 2010 și 2011) au fost meciuri în cinci seturi în care Đoković a salvat două puncte de meci înainte de a câștiga. În 2012, Đoković a pierdut în fața lui Federer în semifinala de la Wimbledon. Đoković a câștigat finala ATP 2012 învingându-l pe Federer în seturi consecutive în finală. Cei doi s-au întâlnit din nou în finala Campionatului de la Wimbledon din 2014, Đoković ieșind învingător după un meci de cinci seturi și după victorie recâștigând locul 1 mondial de la Nadal.
Federer s-a retras din finala ATP Finals 2014, iar Đoković și-a apărat cu succes titlul, a fost prima finală din istoria de 45 de ani a turneului când unul din jucători n-a putut juca. La Campionatele de la Wimbledon din 2015, în ciuda „un tiebreaker extraordinar în al doilea set în care Federer a salvat șapte puncte de set pentru a egala meciul”, Đoković a continuat să câștige o victorie în patru seturi și chiar recordul între cei doi jucători. Cei doi s-au întâlnit din nou într-o altă finală de Grand Slam în 2015, de data aceasta la US Open 2015, unde Đoković l-a învins pe Federer în patru seturi strânse pentru a-și revendica al doilea titlu de US Open și al zecelea Grand Slam. 
Cei doi s-ar întâlni, de asemenea, în semifinalele Australian Open 2016, unde Đoković a jucat un tenis practic impecabil în primele două seturi câștigând în cele din urmă o victorie în patru seturi în drumul spre cel de-al șaselea Australian Open și al 11-lea titlu de Grand Slam.
La Campionatele de la Wimbledon din 2019, Đoković și Federer s-au întâlnit pentru a treia oară în finala de la Wimbledon, unde Đoković s-a impus în cinci seturi într-un meci de aproape 5 ore. Cei doi s-ar întâlni pentru ultima dată în semifinalele Australian Open 2020, unde Đoković a câștigat în seturi consecutive.

### Andy Murray

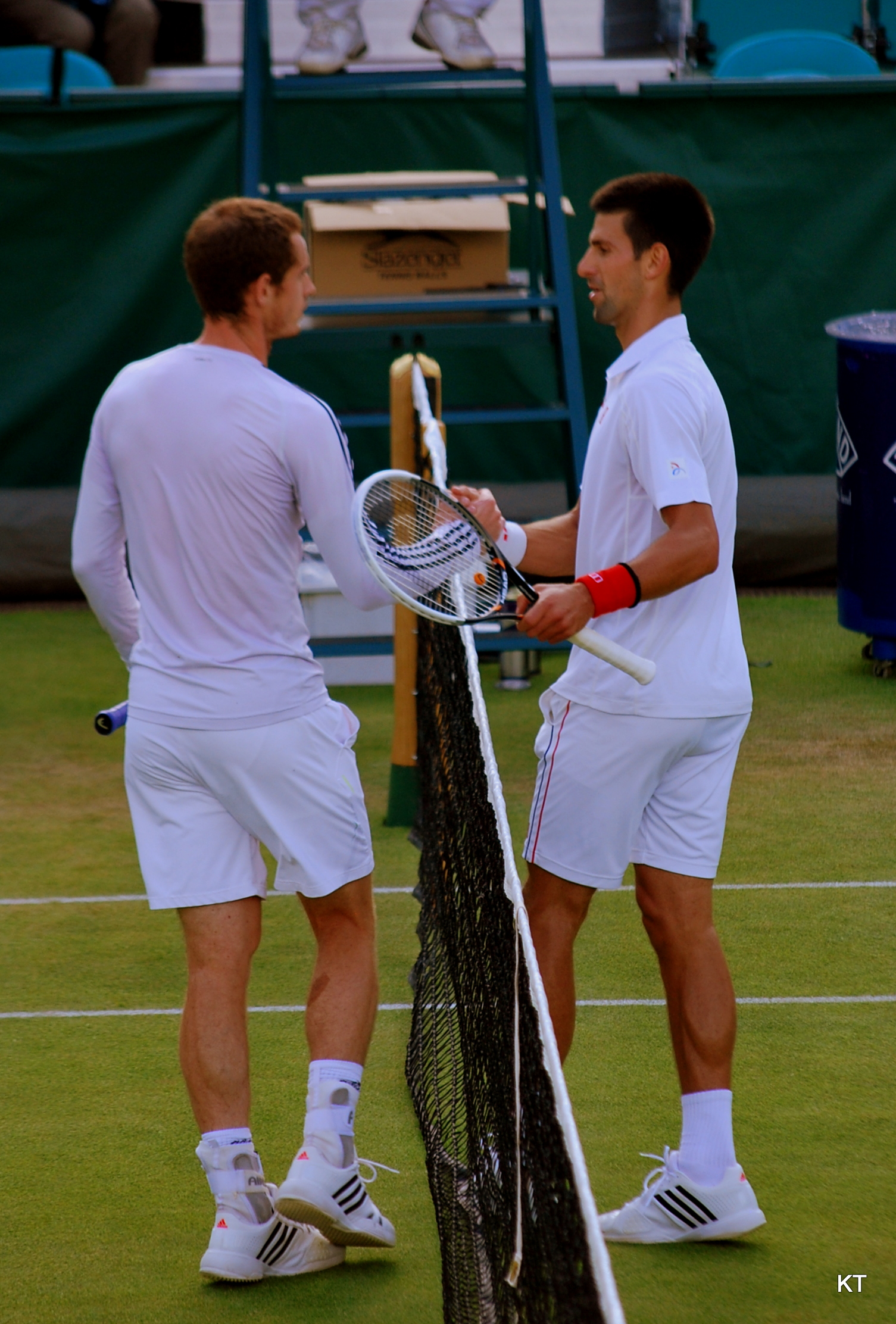
Murray și Đoković în 2012.

Đoković și Andy Murray s-au întâlnit de 36 de ori, Đoković conducând cu 25–11. Đoković conduce cu 5–1 pe zgură, 20–8 pe terenuri dure, iar Murray conduce cu 2–0 pe iarbă. Cei doi au aproape exact aceeași vârstă, Murray fiind cu o săptămână mai în vârstă decât Đoković. Au mers împreună în cantonament, iar Murray a câștigat primul meci pe care l-au jucat vreodată în adolescență. Perechea s-a întâlnit de 19 ori în finale, iar Đoković conduce cu 11–8. Zece dintre finale au fost finale de Masters și sunt la egalitate 5–5. Cel mai notabil meci al lor din această categorie a fost un meci în trei seturi la finala Masters-ului de la Shanghai 2012, în care Murray a avut cinci oportunități de puncte de campionat în al doilea set; cu toate acestea, Đoković a salvat de fiecare dată, forțând un set decisiv. În cele din urmă, el a câștigat primul său titlu la Shanghai Masters, punând capăt seriei de victorii de 12-0 a lui Murray la eveniment. Acesta, precum și meciul de trei seturi pe care l-au jucat la Roma în 2011, au fost votate Meciul Anului ATP Tour, pentru fiecare sezon în parte. Ei s-au întâlnit, de asemenea, în șapte finale ale turneelor de Grand Slam: Australian Open 2011, US Open 2012, Australian Open 2013, Wimbledon 2013, Australian Open 2015, Australian Open 2016 și cel mai recent French Open 2016. Đoković a câștigat de patru ori în Australia și la French Open, în timp ce Murray a fost cel care a ieșit învingător la US Open și la Wimbledon. 
Đoković și Murray au jucat un meci de semifinale de aproape cinci ore la Australian Open 2012, pe care Đoković l-a câștigat cu 7–5 în al cincilea set, după ce Murray a condus două seturi la unul. Murray și Đoković s-au întâlnit din nou în 2012 la Jocurile Olimpice de la Londra 2012, Murray câștigând în seturi consecutive. Cei doi s-au întâlnit în finala Campionatului de la Wimbledon din 2013, unde Murray l-a învins pe Đoković în seturi consecutive. A fost pentru prima dată din 2010 când Đoković nu a reușit să câștige un set într-un meci de Grand Slam. În finala Mastersului de la Paris din 2015, Đoković a triumfat în două seturi și a devenit primul jucător care a câștigat șase turnee de Masters într-un sezon. La finala Australian Open 2016, într-o revanșă a finalei anterioare, Đoković a câștigat în trei seturi și a câștigat al șaselea titlu la Australian Open.
În sezonul 2016 pe terenuri cu zgură, Đoković și Murray s-au întâlnit în finala Madrid Open 2016, unde Đoković a câștigat cel de-al 29-lea titlu de Masters (record), în trei seturi. Cu toate acestea, o săptămână mai târziu, Murray l-a învins confortabil pe Đoković în seturi consecutive în finala Internazionali BNL d'Italia din 2016, refuzându-i lui Đoković cea de-a 30-a coroană la Masters și întrerupându-i calea spre a deveni primul jucător care a depășit pragul de 100 de milioane de dolari. La Openul Franței din 2016, Đoković și Murray s-au întâlnit din nou în finală. În ciuda faptului că a pierdut primul set cu 3–6, Đoković a câștigat următoarele trei seturi cu 6–1, 6–2, 6–4 și a câștigat primul său titlu de la French Open. Această victorie a completat Grand Slam în Carieră al lui Đoković și i-a refuzat lui Murray primul său titlu la French Open. În noiembrie 2016, Murray l-a învins pe Đoković în seturi consecutive 6–3, 6–4, la Finalele ATP de la Londra, pentru a termina anul pe locul 1.

## Antrenori
În perioada 2004 și 2005, Đoković a fost antrenat de Dejan Petrovic. Din toamna anului 2005 până în iunie 2006, a fost antrenat de Riccardo Piatti, care și-a împărțit timpul între jucătorul de 18 ani și Ivan Ljubičić. Jucătorul și antrenorul s-ar fi despărțit din cauza refuzului celui din urmă de a lucra cu normă întreagă cu Đoković.
Din iunie 2006 până în mai 2017, Đoković a fost antrenat de fostul jucător profesionist de tenis slovac Marián Vajda. Cei doi s-au întâlnit pentru prima dată în timpul Openului Franței din acel an, după care Vajda a fost angajat ca antrenor al jucătorului de 19 ani. Ocazional, Đoković a angajat antrenori suplimentari cu jumătate de normă: în 2007, în timpul sezonului de primăvară pe suprafață dură, a lucrat cu asul australian de dublu Mark Woodforde, punând un accent specific pe voleuri și jocul la fileu, în timp ce din august 2009 până în aprilie 2010 americanul Todd Martin s-a alăturat echipei de antrenori, perioadă marcată de încercarea sa nereușită de a schimba mișcarea serviciului lui Đoković. De la începutul anului 2007 până în 2017, Đoković a lucrat cu fizioterapeutul Miljan Amanović, angajat anterior de Steaua Roșie Belgrad, și cu jucătorul NBA Vladimir Radmanović.
Din toamna anului 2006, Đoković a avut un preparator fizic israelian, Ronen Bega, dar cei doi s-au despărțit în primăvara anului 2009. Đoković a decis să facă o schimbare după ce a identificat condiția sa fizică ca fiind un punct slab al jocului său în urma înfrângerilor continue în fața lui Nadal. În aprilie 2009, înaintea Mastersului de la Roma, Đoković l-a angajat pe austriacul Gebhard Phil-Gritsch (care a lucrat anterior cu Thomas Muster) pentru a se alătura echipei în calitate de preparator fizic.
În iulie 2010, înainte de meciul de Cupa Davis în deplasare în Croația, Đoković a mai făcut o altă achiziție în echipa sa – Igor Četojević, un nutriționist sârb și susținător al medicinei tradiționale care trăiește în Cipru, care a influențat dieta lui Đoković. O dietă fără gluten părea să fi funcționat, Đoković începând să se simtă mai puternic, mai rapid și mult mai în formă. După victoria lui Đoković la Wimbledon în iulie 2011, Četojević a părăsit echipa.
După ce s-a retras din tenisul profesionist în august 2011, jucătorul sârb Dušan Vemić s-a alăturat echipei lui Đoković ca antrenor secund și partener de lovituri pentru Novak. Colaborarea s-a încheiat înainte de US Open 2013.

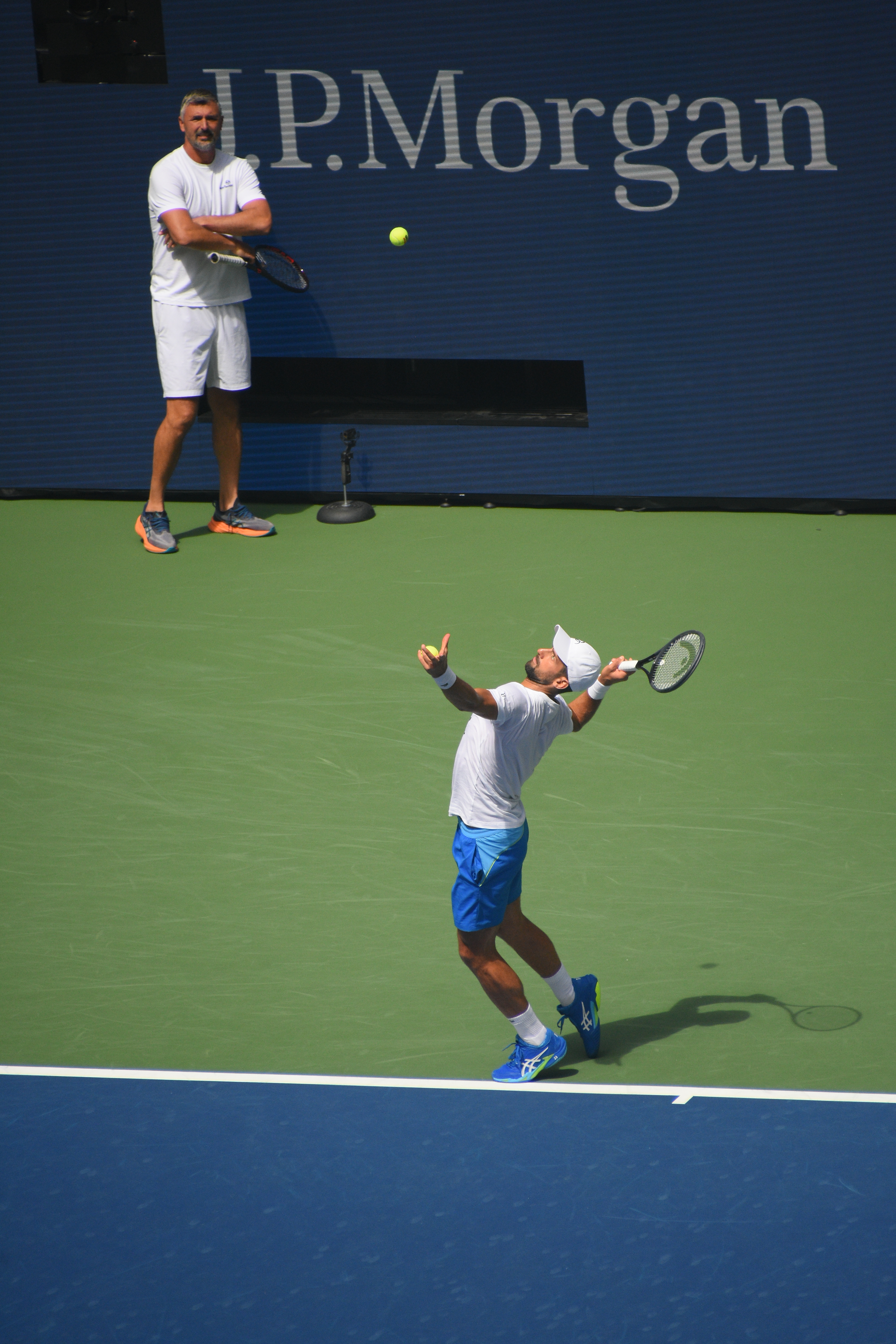
Goran Ivanišević urmărindu-l pe Đoković

Boris Becker, de șase ori campion de turnee majore și fost număr 1 mondial, care a lucrat mai ales ca expert de televiziune pentru BBC Sport și Sky Sports de la retragerea din activitate în 1999, a fost anunțat ca noul antrenor principal al lui Đoković în decembrie 2013. Potrivit lui Đoković, numirea lui Becker s-a făcut cu aportul actualului antrenor principal al jucătorului, Marián Vajda, care se pare că dorea să petreacă mai mult timp cu familia sa și dorea ca volumul de muncă de antrenor să fie oarecum redus. Pentru Becker, pe lângă faptul că a lucrat alături de Vajda, postul a presupus un accent special pe turneele de Grand Slam, deoarece Đoković a considerat că a ratat câteva turnee majore în cele două sezoane anterioare din cauza lipsei de forță mentală în fazele finale ale acestor turnee. Primul turneu în care Becker l-a antrenat pe Đoković a fost Australian Open 2014.
La 5 mai 2017, Đoković a confirmat că a ajuns la un acord reciproc pentru a pune capăt relației sale de antrenor cu Vajda, precum și cu Phil-Gritsch și Amanović. Într-o declarație publicată pe site-ul său, Đoković a citat motivele acestei remanieri de personal: „Novak și membrii echipei au decis să se despartă după o analiză detaliată a jocului, a rezultatelor obținute în perioada precedentă și, de asemenea, după ce au discutat planurile private ale fiecărui membru al echipei. În ciuda cooperării fantastice de până acum, Đoković a simțit că trebuie să facă o schimbare și să introducă o nouă energie pentru a-și ridica nivelul de joc”.
Đoković s-a reunit cu Marián Vajda în aprilie 2018 pentru Mastersul de la Monte-Carlo. La 30 iunie 2019, Đoković a confirmat că l-a adăugat în echipa sa de antrenori și pe fostul număr 2 mondial și campion la Wimbledon Goran Ivanišević.
La începutul lunii martie 2022, atât Đoković, cât și Vajda au anunțat că Vajda nu îl va mai antrena pe Đoković și că a fost o decizie amiabilă și reciprocă. Vajda a promis că va rămâne „cel mai mare sprijin” al său pe teren și în afara lui. Đoković a declarat pe Twitter: „Ce călătorie, Marian. 15 ani!”.

## Echipament

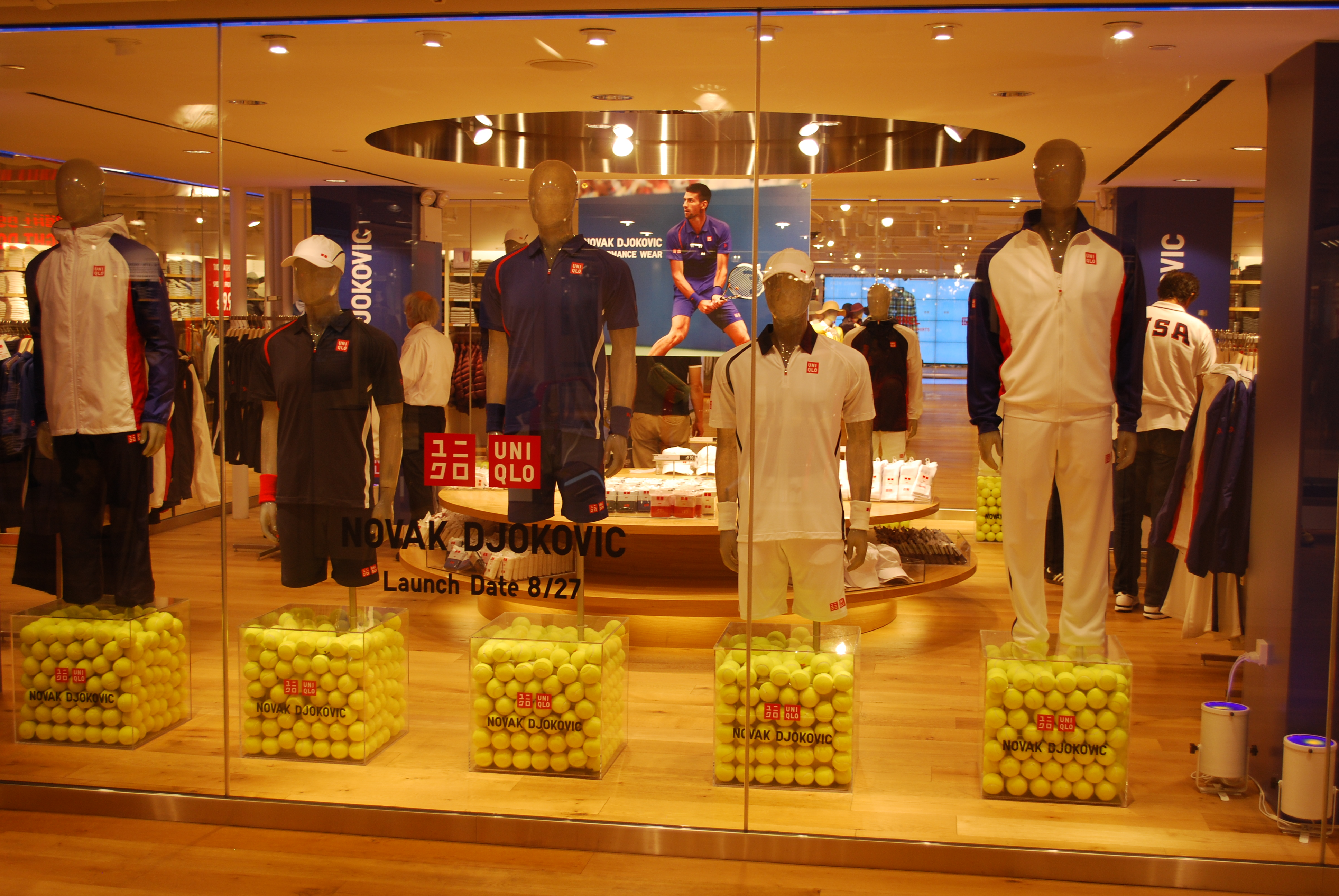
Echipamentul lui Đoković în vitrina unui magazin de articole sportive din New York

Đoković folosește o rachetă Head, firmă cu care a semnat un parteneriat în ianuarie 2009. La Openul Australian din 2011 a folosit noul model YouTek™ IG Speed MP 18/20. La capitolul echipament sportiv, Đoković are un contract cu firma italiană Sergio Tacchini, înțelegerea fiind valabilă timp de 10 ani, începând din ianuarie 2010, dar care s-a încheiat mai devreme.
În prezent are un contract cu firma franceză Lacoste pentru echipament, in timp ce încalțămintea îi este asigurată de firma japoneză Asics. .

## Premii
- În 2006, a primit premiul ATP pentru tenismenul cu jocul cel mai îmbunătățit pe parcursul anului.[403][404]

## Păreri ale specialiștilor
John McEnroe: 

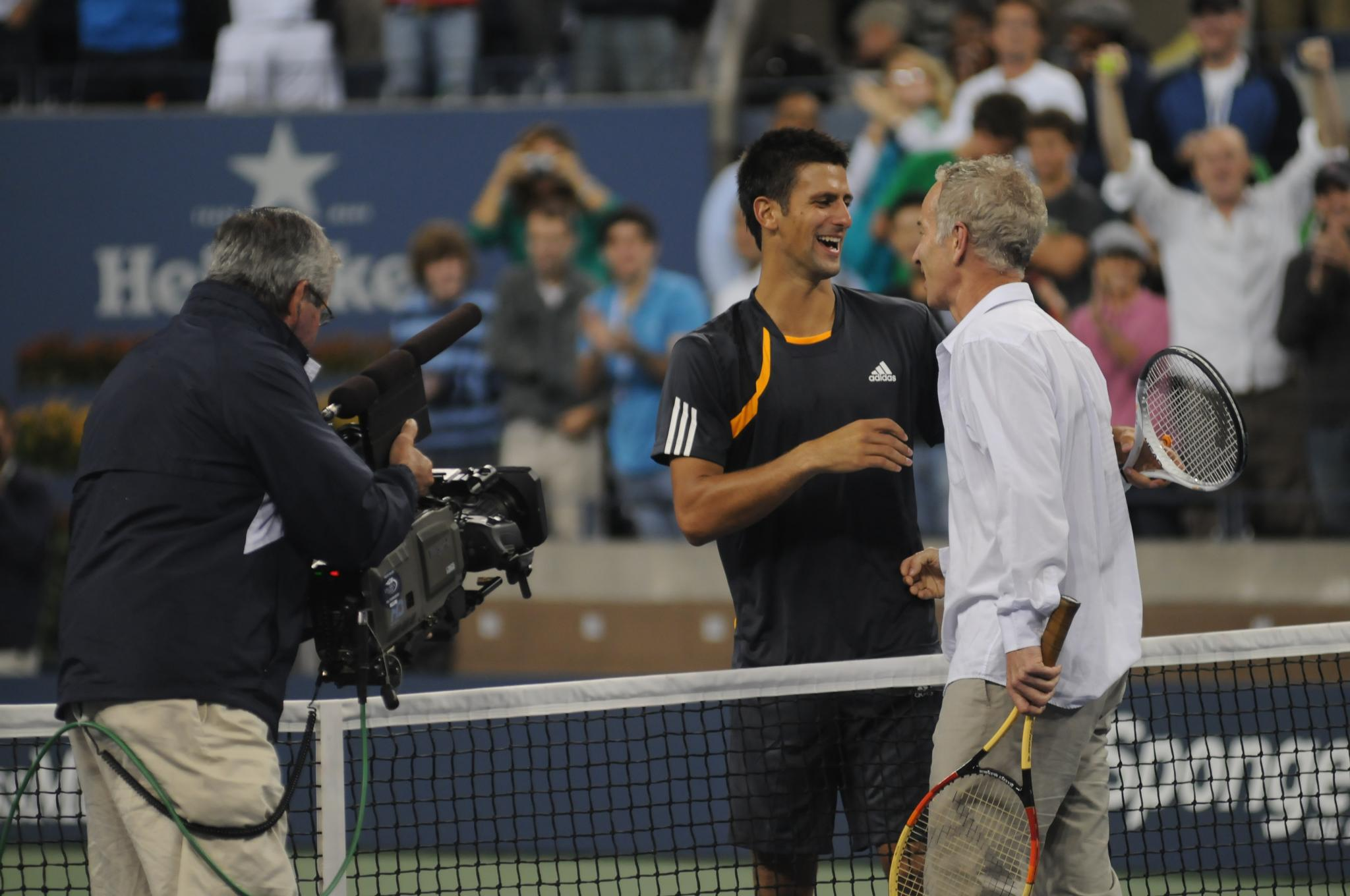
Đoković dând mâna cu John McEnroe, în 2009

- „Va fi o adevărată forță și nu doar ceea ce vedeți acum [...] Crede în el și trebuie să creadă în el. Are loviturile, jocul și puterea [necesare] și se mișcă bine. [...] Îmi place pentru că e inteligent - pot să-mi dau seama de asta”.[405] (3 mai 2007)

- „Crede că poate ajunge numărul 1. Are cu adevărat această șansă”.[406] (31 Jul 2007)

- „Este încrezut/obraznic, dar într-un sens bun. [...] Tipul ăsta nu va pleca. Spune că vrea să fie numărul 1 și asta chiar înseamnă să spui ceva, avându-i pe Federer și Nadal înaintea ta”.[407] (Pe parcursul US Open 2007, comentând turneul pentru USA Network)

Bjørn Borg:
- „Đoković e cu siguranță un candidat pentru câștigarea unui turneu de Mare Șlem. A dovedit că poate să bată pe oricine din circuit. Este încă foarte tânăr, dar va fi cu siguranță acolo sus, cu Federer și cu Nadal. Este un jucător grozav, are un foarte bun joc și poate juca pe orice tip de suprafață. S-a descurcat bine la Wimbledon anul acesta, o poate face și la US Open, dar cred că se va descurca și mai bine în turneele de Mare Șlem anul viitor”.[408] (13 august 2007)

Mark Woodforde:
- „A dat dovadă de multă maturitate, pentru un tânăr de 19 ani, recunoscând că există lipsuri în jocul lui. [...] Știa că trebuie să-și îmbunătățească acea parte [jocul la fileu] pentru a rupe dominația lui Federer și a lui Nadal”.[409]

## Stilul și filozofia de joc
Conform diferitelor surse, Đoković este un all-round player, un jucător ce combină jocul de pe fundul terenului cu venirile la fileu în scopul finalizării punctelor cât mai repede, variind rapid strategia de joc, în funcție de situație, fiind adaptat pentru orice tip de suprafață. 

Totuși, majoritatea jucătorilor de astăzi sunt în primul rând/în principal baselineri (tenismeni ce joacă de pe fundul terenului, limitând venirlie la fileu), iar sârbul a afirmat, la una din conferințele de presă susținute pe parcursul ediției din 2007 a turneului U.S. Open, că se consideră ca făcând și el parte din această categorie.
Sârbul repetă de multe ori în conferințele de presă susținute că este tânăr și nu se grăbește, o ia pas cu pas. Spune că țelul lui este să ajungă numărul 1, dar nu este atent la punctele din clasament, se concentrează asupra jocului său.

## Contribuția la ascensiunea tenisului în Serbia
Mulțumită rezultatelor lui Novak Đoković, coroborate cu cele ale Anei Ivanovic și Jelenei Jankovic, tenisul a căpătat o importanță mult mai mare în Serbia, în special după ediția din 2007 a turneului Roland Garros, unde toți trei au atins semifinalele turneului, Ivanovic ajungând chiar în finală, unde a fost învinsă de Justine Henin, câștigătoare a turneului pentru a patra oară.

La întoarcerea în țară, 15.000 mii de sârbi s-au adunat în Piața Nikola Pasic din Belgrad pentru a-i primi pe cei trei ca pe niște adevărați eroi. Đoković susține chiar faptul că tenisul ar fi ajuns cel mai important sport din Serbia.

La întoarcerea în Serbia, după US Open, a fost primit de primministrul țării, Vojislav Kostunica, care, după ce l-a felicitat, a spus că succesele recente ale lui Đoković și ale Jelenei Janković și Anei Ivanović „au reușit să transforme Serbia într-o putere a tenisului mondial”. 

În septembrie 2007, a ajutat echipa Serbiei să se califice pentru prima dată în Grupa Mondială a Cupei Davis, făcând astfel ca țara să ajungă în elita tenisului mondial, cele 16 echipe ce se luptă pentru câștigarea Salatierei de argint.

## În afara terenului de tenis

### Filantropie

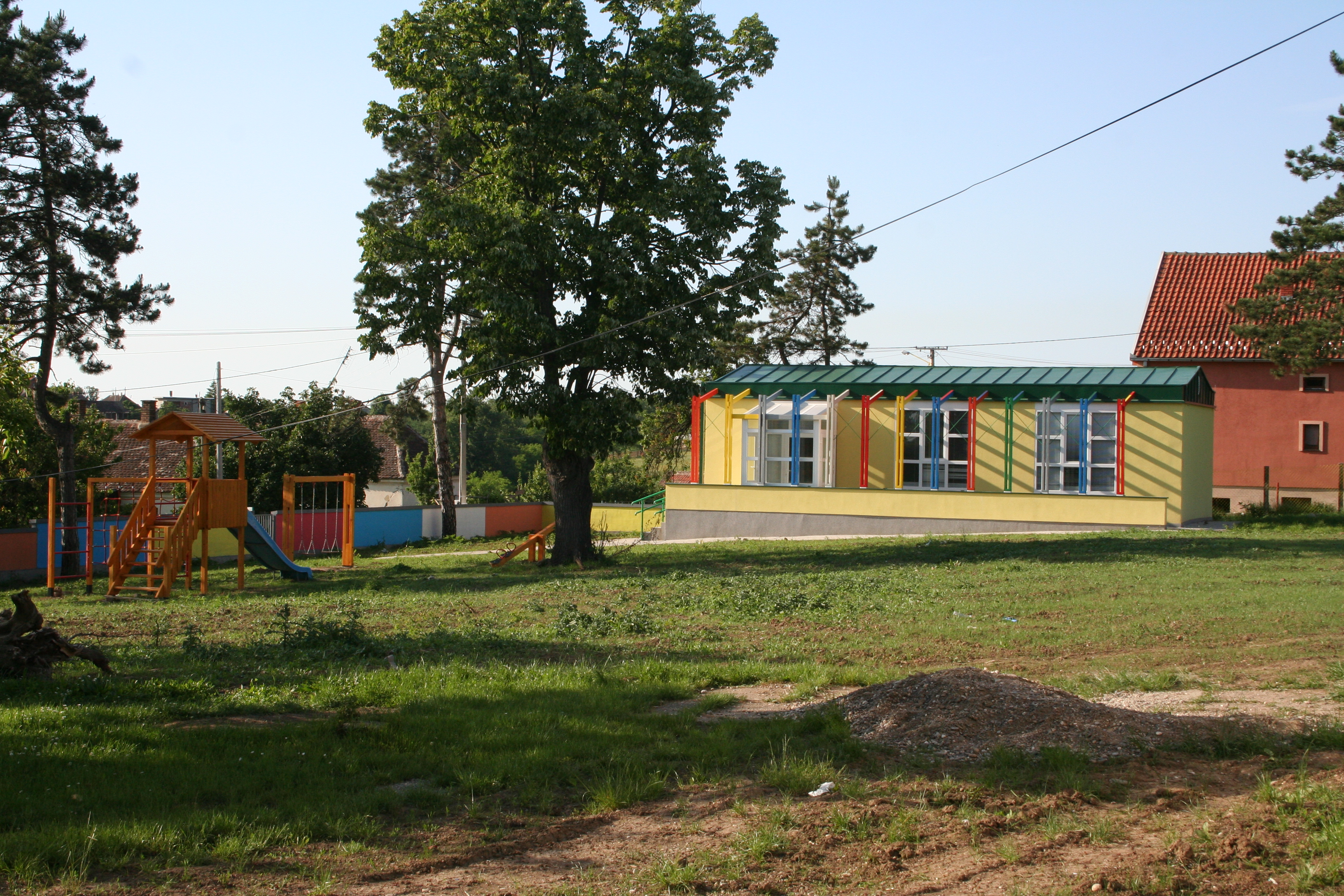
Grădiniță din satul Jalovik construită de Fundația Novak Đoković.

În 2007, Đoković a fondat Fundația Novak Đoković. Misiunea organizației este de a ajuta copiii din comunitățile defavorizate să crească și să se dezvolte în medii stimulatoare și sigure. Fundația a colaborat cu Banca Mondială în august 2015 pentru a promova educația timpurie în Serbia. Fundația sa a construit 43 de școli și a susținut aproape 20.800 de copii și o mie de familii.
A participat la meciuri de caritate cu scopul de a strânge fonduri pentru reconstrucția Turnului Avala, precum și pentru a ajuta victimele cutremurului din Haiti din 2010 și inundațiilor din Queensland din 2010–11. Începând din 2007, el a stabilit o tradiție de a găzdui și de a socializa cu sute de copii sârbi kosovari în timpul meciurilor din Cupa Davis organizate în Serbia. Đoković a primit în 2012 Premiul Arthur Ashe Umanitarul Anului, pentru contribuțiile sale prin intermediul fundației, rolul său de ambasador UNICEF și alte proiecte caritabile. În august 2015, a fost numit Ambasador al Bunavointei UNICEF.
În timpul inundațiilor din Balcani din 2014, el a susținut financiar și a atras atenția mass-media la nivel mondial pentru victimele din Bosnia și Herțegovina, Croația și Serbia. După ce a câștigat Master-ul de la Roma 2014, Đoković și-a donat premiul în bani victimelor inundațiilor din Serbia, în timp ce fundația sa a adunat încă 600.000 de dolari. După victoria sa de la Australian Open 2016, Đoković a donat 20.000 de dolari programului de educație timpurie al Melbourne City Mission pentru a ajuta copiii defavorizați. După ce pandemia de COVID-19 s-a răspândit în Serbia în martie 2020, el și soția sa au anunțat că vor dona 1 milion de euro pentru achiziționarea de ventilatoare și echipamente medicale pentru a sprijini spitalele și alte instituții medicale. De asemenea, a făcut o donație către Bergamo, Italia, una dintre cele mai afectate provincii italiene, precum și către Novi Pazar, Serbia și Mitrovica de Nord, Kosovo.

### Opinii despre dietă, medicină și știință
Din 2010, el a fost în conectat cu nutriționistul Igor Četojević, care se concentrează pe medicina chineză și efectuează acupunctură. Acesta ar fi descoperit că Đoković suferă de intoleranță la gluten, folosind kinesiologia aplicată și că nu ar trebui să mănânce gluten, eliminându-l din alimentație. În cele din urmă, a optat pentru o dietă vegană, însă mai târziu a mâncat uneori pește. El susține, de asemenea, că această dietă vegană, pe bază de plante, i-a vindecat alergiile persistente și astmul ușor.
În urma operației la cot din 2018, acesta a declarat că „a plâns trei zile” după aceasta, simțindu-se vinovat, pentru că „nu era fan al operațiilor sau al medicamentelor” și și-a dorit „să fie cât mai natural”. El a mai spus că el crede că „corpurile umane sunt mecanisme de auto-vindecare”.
În autobiografia sa din 2013, Serve to Win, el a scris despre un „cercetător” care a îndreptat „mânie, frică, ostilitate” către un pahar cu apă, și după câteva zile acesta a devenit „ușor verde”, în timp ce după ce a îndreptat „dragoste, bucurie” către un alt pahar cu apă, acesta a rămas „luminos și limpede”. În 2020, Đoković a vorbit despre cunoștințele sale despre „unii oameni” care folosesc „rugăciunea” și „recunoștința” pentru a „transforma cea mai toxică hrană, sau poate cea mai poluată apă în cea mai vindecătoare apă”. El a mai spus că „oamenii de știință [au] dovedit” că „moleculele din apă reacționează la emoțiile noastre” și la vorbire.  Astfel de afirmații sunt dubioase din punct de vedere științific.

#### Opoziție față de vaccinul COVID-19
În timpul închiderii turului ATP din cauza pandemiei de COVID-19, într-un stream live pe Facebook cu alți sportivi sârbi găzduit în aprilie 2020, Đoković a indicat că se opune vaccinării și nu vrea să fie obligat să facă un vaccin doar pentru a se putea întoarce în Tur. Ulterior, a încercat să-și clarifice remarcile afirmând că nu este împotriva tuturor tipurilor de vaccinuri, ci că este împotriva vaccinării forțate și că preferă vaccinurile care au puține efecte secundare. De asemenea, a recunoscut că nu era un expert în vaccinuri și efectele secundare ale acestora.
Opiniile lui Đoković au fost supuse unui control sporit la sfârșitul anului 2021, în perioada premergătoare Australian Open 2022, după ce comentariile făcute de oficialii guvernamentali australieni au indicat că jucătorii de tenis ar trebui să fie vaccinați pentru a intra în turneu. Înainte de turneu, Đoković a refuzat să declare public dacă s-a vaccinat sau nu, dar a făcut comentarii în care și-a exprimat îngrijorarea cu privire la posibilitatea unei carantine la un hotel în Australia. În ianuarie 2022, în timp ce era intervievat de forțele de frontieră australiane în ianuarie 2022, Đoković a confirmat ofițerului care l-a intervievat că nu a fost vaccinat.
Într-un interviu acordat BBC pe 15 februarie 2022, la câteva săptămâni după turneu, Đoković a declarat că nu se asociază cu mișcarea mai largă anti-vaccin. Cu toate acestea, el a susținut dreptul unui individ de a alege dacă primește sau nu un vaccin. El și-a reafirmat refuzul de a primi un vaccin și a spus că este dispus să renunțe la intrarea la orice turneu de tenis dacă turneul sau țara în care se desfășoară interzice participarea jucătorilor nevaccinati.

### În cultura populară
În 2007 Đoković a participat la concursul karaoke organizat pe parcursul turneului Roland Garros de către televiziunea France 3, unde interpretarea sa a piesei I will survive a câștigat votul telespectatorilor, fiind cea mai bine primită dintre toate, atât ale băieților cât și  ale fetelor, depășindu-i astfel pe Rafael Nadal cu interpretarea piesei La Bamba sau pe Roger Federer cu piesa You're Simply the best.
Novak Đoković a fost surprins de mai multe ori în antrenamentele sale imitând alți jucători de tenis precum Nadal, Roddick, Maria Sharapova, Pete Sampras, Goran Ivanisevic și alții. Au apărut astfel, pe internet, diferite imagini video cu Novak ironizând diferite ticuri/superstiții ale jucătorilor, una dintre ele filmate chiar în vestiarele jucătorilor, pe parcursul ediției din 2007 a US Open. 

Andy Roddick a fost printre jucătorii care s-au răzbunat cu aceeași monedă, imitându-l/ironizându-l chiar într-un antrenament susținut alături de sârb, la Wimbledon, după ce chiar Đoković a fost cel care i-a arătat imaginile video pe internet, în timpul turneului Roland Garros. 

La ediția din 2007 a U.S. Open, în urma victoriei sale din sferturi în fața lui Carlos Moya, la interviul luat pe teren, a fost rugat să repete unul dintre numerele sale, imitându-i astfel, pe rând, pe Maria Sharapova și pe Rafael Nadal, în aplauzele publicului newyorkez. 

Chiar Moya a fost unul dintre cei care i-au recunoscut talentul, în conferința de presă susținută după meciul pierdut, spunând: „Este un dar. Dacă nu reușește în tenis, poate avea o bună carieră în asta. Totuși, cred că are destul succes în tenis”.

### Fapt divers
- Đoković este criticat pentru faptul că, înaintea serviciului, bate mingea de pământ de prea multe ori, făcându-i pe adversari să-și piardă concentrarea.[468][469][470] Recordul, ca număr de bătăi este considerat până acum a fi 28, realizat în meciul din sferturile de finale ale U.S. Open, contra lui Carlos Moya. Sârbul susține că este doar o modalitate de a se concentra și că nu are intenția de a-i irita pe adversari:[466][471] „Este doar rutina mea, obiceiul meu. Fiecare are obiceiul lui. Este una dintre modalitățile pe care le folosesc pentru a încerca să-mi găsesc concentrarea, atenția. Știu că este puțin iritant pentru adversarii mei, dar nu o fac intenționat, pentru a-i enerva”.[465]

- Este foarte bun prieten cu Ana Ivanović, o jucătoare de tenis, aflată și ea în top 10, în clasamentul mondial de tenis al fetelor (WTA). Se știu de la vârsta de 4-5 ani, cunoscându-se la restaurantul din Belgrad al părinților lui Đoković, pe atunci antrenându-se împreună și jucându-se de-a v-ați ascunselea.[472][473]

- Dintre cei din circuitul ATP, este foarte bun prieten cu scoțianul Andy Murray, doar cu o săptămână mai mare decât sârbul, și el ajuns în top 10 în ierarhia ATP; cei doi au fost parteneri de dublu, la Australian Open, în 2006.[474][475][476]

- La întoarcerea acasă, după câștigarea turneului de la Miami, a apărut înaintea fanilor cu alt trofeu decât cel câștigat. Pe cel primit după victoria în turneu l-a scăpat din mână la aeroport și s-a crăpat; a motivat incidentul prin faptul că a fost foarte emoționat și nerăbdător să îl arate fanilor sârbi, acasă, recunoscând în același timp ca a fost neatent, neîndemânatic; urma să-i fie trimis din partea organizatorii turneului de la Miami o replică a trofeului primit.[477]

- În timpul turneului de la Montreal, și-a început săptămâna participând la o prezentare de modă,[478][479][480] sfârșindu-și seara pe pasarelă, îmbrăcat doar în lenjerie intimă. „Marcos Baghdatis trebuia să facă acest lucru alături de mine, însă a renunțat. Până la urmă am fost însoțit de un tip italian, Adriano Biasella. James Blake m-a împins să fac acest lucru”.[465][481][482]

- Deși Federer, care este un împătimit al schiului, se ține departe de pârtiile de schi, de frica accidentărilor, Đoković nu a renunțat la pasiunea sa pentru acest sport și, în iarna 2006-2007, a schiat pe pârtiile din St. Anton, Austria. Susține că îi place schiul atât de mult încât își asumă riscurile, deși multă lume îi spune să nu facă acest lucru; consideră schiul ca fiind al doilea său sport, ca importanță.[483]

## Rezultate

### Participare la turnee de Grand Slam
| C | F | SF | QF | #R | RR | Q# | P# | DNQ | A | Z# | PO | Au | Ag | Br | NMS | P | NH |

| Turneu           | 2005 | 2006 | 2007 | 2008 | 2009 | 2010 | 2011 | 2012 | 2013 | 2014 | 2015 | 2016 | 2017 | 2018 | 2019 | 2020 | 2021 | 2022 | 2023 | 2024 | 2025 | SR      | C–P    | Victorii % |
| ---------------- | ---- | ---- | ---- | ---- | ---- | ---- | ---- | ---- | ---- | ---- | ---- | ---- | ---- | ---- | ---- | ---- | ---- | ---- | ---- | ---- | ---- | ------- | ------ | ---------- |
| Australian Open  | 1R   | 1R   | 4R   | C    | QF   | QF   | C    | C    | C    | QF   | C    | C    | 2R   | 4R   | C    | C    | C    | A    | C    | SF   | SF   | 10 / 19 | 94–9   | 91%        |
| French Open      | 2R   | QF   | SF   | SF   | 3R   | QF   | SF   | F    | SF   | F    | F    | C    | QF   | QF   | SF   | F    | C    | QF   | C    | QF   | SF   | 3 / 21  | 101–17 | 86%        |
| Wimbledon        | 3R   | 4R   | SF   | 2R   | QF   | SF   | C    | SF   | F    | C    | C    | 3R   | QF   | C    | C    | NH   | C    | C    | F    | F    |      | 7 / 19  | 97–12  | 89%        |
| US Open          | 3R   | 3R   | F    | SF   | SF   | F    | C    | F    | F    | SF   | C    | F    | A    | C    | 4R   | 4R   | F    | A    | C    | 3R   |      | 4 / 18  | 90–14  | 87%        |
| Câștigat–pierdut | 5–4  | 9–4  | 19–4 | 18–3 | 15–4 | 19–4 | 25–1 | 24–3 | 24–3 | 22–3 | 27–1 | 21–2 | 9–3  | 21–2 | 22–2 | 16–2 | 27–1 | 11–1 | 27–1 | 16–3 | 10-2 | 24 / 78 | 387–53 | 88%        |

### Finale de Grand Slam: 37 (24 de titluri, 13 finalist)
| Rezultat | An   | Turneu               | Suprafață | Oponent               | Scor                                     |
| -------- | ---- | -------------------- | --------- | --------------------- | ---------------------------------------- |
| Pierdut  | 2007 | US Open              | Dură      | Roger Federer         | 6–7(4–7), 6–7(2–7), 4–6                  |
| Câștigat | 2008 | Australian Open      | Dură      | Jo-Wilfried Tsonga    | 4–6, 6–4, 6–3, 7–6(7–2)                  |
| Pierdut  | 2010 | US Open              | Dură      | Rafael Nadal          | 4–6, 7–5, 4–6, 2–6                       |
| Câștigat | 2011 | Australian Open (2)  | Dură      | Andy Murray           | 6–4, 6–2, 6–3                            |
| Câștigat | 2011 | Wimbledon            | Iarbă     | Rafael Nadal          | 6–4, 6–1, 1–6, 6–3                       |
| Câștigat | 2011 | US Open              | Dură      | Rafael Nadal          | 6–2, 6–4, 6–7(3–7), 6–1                  |
| Câștigat | 2012 | Australian Open (3)  | Dură      | Rafael Nadal          | 5–7, 6–4, 6–2, 6–7(5–7), 7–5             |
| Pierdut  | 2012 | French Open          | Zgură     | Rafael Nadal          | 4–6, 3–6, 6–2, 5–7                       |
| Pierdut  | 2012 | US Open              | Hard      | Andy Murray           | 6–7(10–12), 5–7, 6–2, 6–3, 2–6           |
| Câștigat | 2013 | Australian Open (4)  | Dură      | Andy Murray           | 6–7(2–7), 7–6(7–3), 6–3, 6–2             |
| Pierdut  | 2013 | Wimbledon            | Iarbă     | Andy Murray           | 4–6, 5–7, 4–6                            |
| Pierdut  | 2013 | US Open              | Dură      | Rafael Nadal          | 2–6, 6–3, 4–6, 1–6                       |
| Pierdut  | 2014 | French Open          | Zgură     | Rafael Nadal          | 6–3, 5–7, 2–6, 4–6                       |
| Câștigat | 2014 | Wimbledon (2)        | Iarbă     | Roger Federer         | 6–7(7–9), 6–4, 7–6(7–4), 5–7, 6–4        |
| Câștigat | 2015 | Australian Open (5)  | Dură      | Andy Murray           | 7–6(7–5), 6–7(4–7), 6–3, 6–0             |
| Pierdut  | 2015 | French Open          | Zgură     | Stan Wawrinka         | 6–4, 4–6, 3–6, 4–6                       |
| Câștigat | 2015 | Wimbledon (3)        | Iarbă     | Roger Federer         | 7–6(7–1), 6–7(10–12), 6–4, 6–3           |
| Câștigat | 2015 | US Open (2)          | Dură      | Roger Federer         | 6–4, 5–7, 6–4, 6–4                       |
| Câștigat | 2016 | Australian Open (6)  | Dură      | Andy Murray           | 6–1, 7–5, 7–6(7–3)                       |
| Câștigat | 2016 | French Open          | Zgură     | Andy Murray           | 3–6, 6–1, 6–2, 6–4                       |
| Pierdut  | 2016 | US Open              | Dură      | Stan Wawrinka         | 7–6(7–1), 4–6, 5–7, 3–6                  |
| Câștigat | 2018 | Wimbledon (4)        | Iarbă     | Kevin Anderson        | 6–2, 6–2, 7–6(7–3)                       |
| Câștigat | 2018 | US Open (3)          | Dură      | Juan Martín del Potro | 6–3, 7–6(7–4), 6–3                       |
| Câștigat | 2019 | Australian Open (7)  | Dură      | Rafael Nadal          | 6–3, 6–2, 6–3                            |
| Câștigat | 2019 | Wimbledon (5)        | Iarbă     | Roger Federer         | 7–6(7–5), 1–6, 7–6(7–4), 4–6, 13–12(7–3) |
| Câștigat | 2020 | Australian Open (8)  | Dură      | Dominic Thiem         | 6–4, 4–6, 2–6, 6–3, 6–4                  |
| Pierdut  | 2020 | French Open          | Zgură     | Rafael Nadal          | 0–6, 2–6, 5–7                            |
| Câștigat | 2021 | Australian Open (9)  | Dură      | Daniil Medvedev       | 7–5, 6–2, 6–2                            |
| Câștigat | 2021 | French Open (2)      | Zgură     | Stefanos Tsitsipas    | 6–7(6–8), 2–6, 6–3, 6–2, 6–4             |
| Câștigat | 2021 | Wimbledon (6)        | Iarbă     | Matteo Berrettini     | 6–7(4–7), 6–4, 6–4, 6–3                  |
| Pierdut  | 2021 | US Open              | Dură      | Daniil Medvedev       | 4–6, 4–6, 4–6                            |
| Câștigat | 2022 | Wimbledon (7)        | Iarbă     | Nick Kyrgios          | 4–6, 6–3, 6–4, 7–6(7–3)                  |
| Câștigat | 2023 | Australian Open (10) | Dură      | Stefanos Tsitsipas    | 6–3, 7–6(7–4), 7–6(7–5)                  |
| Câștigat | 2023 | French Open (3)      | Zgură     | Casper Ruud           | 7–6(7–1), 6–3, 7–5                       |
| Pierdut  | 2023 | Wimbledon            | Iarbă     | Carlos Alcaraz        | 6–1, 6–7(6–8), 1–6, 6–3, 4–6             |
| Câștigat | 2023 | US Open (4)          | Dură      | Daniil Medvedev       | 6–3, 7–6(7–5), 6–3                       |
| Pierdut  | 2024 | Wimbledon            | Iarbă     | Carlos Alcaraz        | 2–6, 2–6, 6–7(4–7)                       |

### Finale Turneul Campionilor la Tenis: 9 (7 titluri, 2 finale)
| Rezultat | An   | Turneu             | Suprafață | Oponent           | Scor          |
| -------- | ---- | ------------------ | --------- | ----------------- | ------------- |
| Câștigat | 2008 | Tennis Masters Cup | Dură      | Nikolai Davîdenko | 6–1, 7–5      |
| Câștigat | 2012 | ATP Finals (2)     | Dură      | Roger Federer     | 7–6(8–6), 7–5 |
| Câștigat | 2013 | ATP Finals (3)     | Dură      | Rafael Nadal      | 6–3, 6–4      |
| Câștigat | 2014 | ATP Finals (4)     | Dură      | Roger Federer     | w/o           |
| Câștigat | 2015 | ATP Finals (5)     | Dură      | Roger Federer     | 6–3, 6–4      |
| Pierdut  | 2016 | ATP Finals         | Dură      | Andy Murray       | 3–6, 4–6      |
| Pierdut  | 2018 | ATP Finals         | Dură      | Alexander Zverev  | 4–6, 3–6      |
| Câștigat | 2022 | ATP Finals (6)     | Dură      | Casper Ruud       | 7–5, 6–3      |
| Câștigat | 2023 | ATP Finals (7)     | Dură (i)  | Jannik Sinner     | 6–3, 6–3      |

### Finale ATP Masters 60 (40 titluri, 20 finalist)
| Rezultat | An    | Turneu                   | Suprafață | Oponent               | Scor                    |
| -------- | ----- | ------------------------ | --------- | --------------------- | ----------------------- |
| Pierdut  | 2007  | Indian Wells Masters     | Dură      | Rafael Nadal          | 2–6, 5–7                |
| Câștigat | 2007  | Miami Open               | Dură      | Guillermo Cañas       | 6–3, 6–2, 6–4           |
| Câștigat | 2007  | Canadian Open            | Dură      | Roger Federer         | 7–6(7–2), 2–6, 7–6(7–2) |
| Câștigat | 2008  | Indian Wells Masters     | Dură      | Mardy Fish            | 6–2, 5–7, 6–3           |
| Câștigat | 2008  | Italian Open             | Zgură     | Stan Wawrinka         | 4–6, 6–3, 6–3           |
| Pierdut  | 2008  | Cincinnati Masters       | Dură      | Andy Murray           | 6–7(4–7), 6–7(5–7)      |
| Pierdut  | 2009  | Miami Open               | Dură      | Andy Murray           | 2–6, 5–7                |
| Pierdut  | 2009  | Monte-Carlo Masters      | Zgură     | Rafael Nadal          | 3–6, 6–2, 1–6           |
| Pierdut  | 2009  | Italian Open             | Zgură     | Rafael Nadal          | 6–7(2–7), 2–6           |
| Pierdut  | 2009  | Cincinnati Masters       | Dură      | Roger Federer         | 1–6, 5–7                |
| Câștigat | 2009  | Paris Masters            | Dură      | Gaël Monfils          | 6–2, 5–7, 7–6(7–3)      |
| Câștigat | 2011  | Indian Wells Masters (2) | Dură      | Rafael Nadal          | 4–6, 6–3, 6–2           |
| Câștigat | 2011  | Miami Open (2)           | Dură      | Rafael Nadal          | 4–6, 6–3, 7–6(7–4)      |
| Câștigat | 2011  | Madrid Open              | Zgură     | Rafael Nadal          | 7–5, 6–4                |
| Câștigat | 2011  | Italian Open (2)         | Zgură     | Rafael Nadal          | 6–4, 6–4                |
| Câștigat | 2011  | Canadian Open (2)        | Dură      | Mardy Fish            | 6–2, 3–6, 6–4           |
| Pierdut  | 2011  | Cincinnati Masters       | Dură      | Andy Murray           | 4–6, 0–3 Ret.           |
| Câștigat | 2012  | Miami Open (3)           | Dură      | Andy Murray           | 6–1, 7–6(7–4)           |
| Pierdut  | 2012  | Monte-Carlo Masters      | Zgură     | Rafael Nadal          | 3–6, 1–6                |
| Pierdut  | 2012  | Italian Open             | Zgură     | Rafael Nadal          | 5–7, 3–6                |
| Câștigat | 2012  | Canadian Open (3)        | Dură      | Richard Gasquet       | 6–3, 6–2                |
| Pierdut  | 2012  | Cincinnati Masters       | Dură      | Roger Federer         | 0–6, 6–7(7–9)           |
| Câștigat | 2012  | Shanghai Masters         | Dură      | Andy Murray           | 5–7, 7–6(13–11), 6–3    |
| Câștigat | 2013  | Monte-Carlo Masters      | Zgură     | Rafael Nadal          | 6–2, 7–6(7–1)           |
| Câștigat | 2013  | Shanghai Masters (2)     | Dură      | Juan Martín del Potro | 6–1, 3–6, 7–6(7–3)      |
| Câștigat | 2013  | Paris Masters (2)        | Dură      | David Ferrer          | 7–5, 7–5                |
| Câștigat | 2014  | Indian Wells Masters (3) | Dură      | Roger Federer         | 3–6, 6–3, 7–6(7–3)      |
| Câștigat | 2014  | Miami Open (4)           | Dură      | Rafael Nadal          | 6–3, 6–3                |
| Câștigat | 2014  | Italian Open (3)         | Zgură     | Rafael Nadal          | 4–6, 6–3, 6–3           |
| Câștigat | 2014  | Paris Masters (3)        | Dură      | Milos Raonic          | 6–2, 6–3                |
| Câștigat | 2015  | Indian Wells Masters (4) | Dură      | Roger Federer         | 6–3, 6–7(5–7), 6–2      |
| Câștigat | 2015  | Miami Open (5)           | Dură      | Andy Murray           | 7–6(7–3), 4–6, 6–0      |
| Câștigat | 2015  | Monte-Carlo Masters (2)  | Zgură     | Tomáš Berdych         | 7–5, 4–6, 6–3           |
| Câștigat | 2015  | Italian Open (4)         | Zgură     | Roger Federer         | 6–4, 6–3                |
| Pierdut  | 2015  | Canadian Open            | Dură      | Andy Murray           | 4–6, 6–4, 3–6           |
| Pierdut  | 2015  | Cincinnati Masters       | Dură      | Roger Federer         | 6–7(1–7), 3–6           |
| Câștigat | 2015  | Shanghai Masters (3)     | Dură      | Jo-Wilfried Tsonga    | 6–2, 6–4                |
| Câștigat | 2015  | Paris Masters (4)        | Dură      | Andy Murray           | 6–2, 6–4                |
| Câștigat | 2016  | Indian Wells Masters (5) | Dură      | Milos Raonic          | 6–2, 6–0                |
| Câștigat | 2016  | Miami Open (6)           | Dură      | Kei Nishikori         | 6–3, 6–3                |
| Câștigat | 2016  | Madrid Open (2)          | Zgură     | Andy Murray           | 6–2, 3–6, 6–3           |
| Pierdut  | 2016  | Italian Open             | Zgură     | Andy Murray           | 3–6, 3–6                |
| Câștigat | 2016] | Canadian Open (4)        | Dură      | Kei Nishikori         | 6–3, 7–5                |
| Pierdut  | 2017  | Italian Open             | Zgură     | Alexander Zverev      | 4–6, 3–6                |
| Câștigat | 2018  | Cincinnati Masters       | Dură      | Roger Federer         | 6–4, 6–4                |
| Câștigat | 2018  | Shanghai Masters (4)     | Dură      | Borna Ćorić           | 6–3, 6–4                |
| Pierdut  | 2018  | Paris Masters            | Dură      | Karen Khachanov       | 5–7, 4–6                |
| Câștigat | 2019  | Madrid Open (3)          | Zgură     | Stefanos Tsitsipas    | 6–3, 6–4                |
| Pierdut  | 2019  | Italian Open             | Zgură     | Rafael Nadal          | 0–6, 6–4, 1–6           |
| Câștigat | 2019  | Paris Masters (5)        | Dură      | Denis Shapovalov      | 6–3, 6–4                |
| Câștigat | 2020  | Cincinnati Masters (2)   | Dură      | Milos Raonic          | 1–6, 6–3, 6–4           |
| Câștigat | 2020  | Italian Open (5)         | Zgură     | Diego Schwartzman     | 7–5, 6–3                |
| Pierdut  | 2021  | Italian Open             | Zgură     | Rafael Nadal          | 5–7, 6–1, 3–6           |
| Câștigat | 2021  | Paris Masters (6)        | Dură      | Daniil Medvedev       | 4–6, 6–3, 6–3           |
| Câștigat | 2022  | Italian Open (6)         | Zgură     | Stefanos Tsitsipas    | 6–0, 7–6(7–5)           |
| Pierdut  | 2022  | Paris Masters            | Dură      | Holger Rune           | 6–3, 3–6, 5–7           |
| Câștigat | 2023  | Cincinnati Masters       | Dură      | Carlos Alcaraz        | 5–7, 7–6(9–7), 7–6(7–4) |
| Câștigat | 2023  | Paris Masters (7)        | Dură      | Grigor Dimitrov       | 6–4, 6–3                |
| Pierdut  | 2024  | Shanghai Masters         | Dură      | Jannik Sinner         | 6–7(4–7), 3–6           |
| Pierdut  | 2025  | Miami Open               | Dură      | Jakub Menšík          | 6–7(4–7), 6–7(4–7)      |

### Medalii olimpice – Finale

#### Simplu: 4 (1 aur, 1 bronz, 2 locul 4)
| Rezultat | An   | Turneu     | Surprafață | Oponent               | Scor               |
| -------- | ---- | ---------- | ---------- | --------------------- | ------------------ |
| Bronz    | 2008 | JO Beijing | Dură       | James Blake           | 6–3, 7–6(7–4)      |
| Loc 4    | 2012 | JO Londra  | Iarbă      | Juan Martín del Potro | 5–7, 4–6           |
| Loc 4    | 2021 | JO Tokyo   | Dură       | Pablo Carreño Busta   | 4–6, 7–6(8–6), 3–6 |
| Aur      | 2024 | JO Paris   | Zgură      | Carlos Alcaraz        | 7–6(7–3), 7–6(7–2) |

### Dublu mixt: 1 (1 loc 4)
| Rezultat | An   | Turneu   | Surprafață | Oponent         | Scor                      |     |
| -------- | ---- | -------- | ---------- | --------------- | ------------------------- | --- |
| Loc 4    | 2021 | JO Tokyo | Dură       | Nina Stojanović | Ashleigh Barty John Peers | w/o |

## Finale ATP

### Simplu 141 (99 titluri, 42 finalist)
| Legendă                  |
| ------------------------ |
| Grand Slam (24–13)       |
| Jocuri Olimpice (1–0)    |
| ATP Finals (7–2)         |
| ATP Masters 1000 (40–19) |
| ATP 500 (15–3)           |
| ATP 250 (12–5)           |

| Titluri după suprafață |
| ---------------------- |
| Dură (71–22)           |
| Zgură (20–14)          |
| Iarbă (8–6)            |

| Titluri după loc |
| ---------------- |
| Exterior (80–36) |
| Interior (19–6)  |

| Rezultat | C–P   | Dată            | Turneu                              | Tip         | Suprafață | Oponent               | Scor                                     |
| -------- | ----- | --------------- | ----------------------------------- | ----------- | --------- | --------------------- | ---------------------------------------- |
| Câștigat | 1–0   | iulie 2006      | Dutch Open, Netherlands             | ATP 250     | Zgură     | Nicolás Massú         | 7–6(7–5), 6–4                            |
| Pierdut  | 1–1   | iulie 2006      | Croatia Open, Croatia               | ATP 250     | Zgură     | Stan Wawrinka         | 6–6(3–1) Ret.                            |
| Câștigat | 2–1   | octombrie 2006  | Moselle Open, Franța                | ATP 250     | Dură      | Jürgen Melzer         | 4–6, 6–3, 6–2                            |
| Câștigat | 3–1   | ianuarie 2007   | Adelaide International, Australia   | ATP 250     | Dură      | Chris Guccione        | 6–3, 6–7(6–8), 6–4                       |
| Pierdut  | 3–2   | martie 2007     | Indian Wells ATP Masters, SUA       | ATP Masters | Dură      | Rafael Nadal          | 2–6, 5–7                                 |
| Câștigat | 4–2   | aprilie 2007    | Miami Open, SUA                     | ATP Masters | Dură      | Guillermo Cañas       | 6–3, 6–2, 6–4                            |
| Câștigat | 5–2   | aprilie 2007    | Portugal Open, Portugalia           | ATP 250     | Zgură     | Richard Gasquet       | 7–6(9–7), 0–6, 6–1                       |
| Câștigat | 6–2   | august 2007     | Canadian Open, Canada               | ATP Masters | Dură      | Roger Federer         | 7–6(7–2), 2–6, 7–6(7–2)                  |
| Pierdut  | 6–3   | septembrie 2007 | US Open, U.S.                       | Grand Slam  | Dură      | Roger Federer         | 6–7(4–7), 6–7(2–7), 4–6                  |
| Câștigat | 7–3   | octombrie 2007  | Vienna Open, Austria                | ATP 500     | Dură (i)  | Stan Wawrinka         | 6–4, 6–0                                 |
| Câștigat | 8–3   | ianuarie 2008   | Australian Open, Australia          | Grand Slam  | Dură      | Jo-Wilfried Tsonga    | 4–6, 6–4, 6–3, 7–6(7–2)                  |
| Câștigat | 9–3   | martie 2008     | Indian Wells ATP Masters, SUA       | ATP Masters | Dură      | Mardy Fish            | 6–2, 5–7, 6–3                            |
| Câștigat | 10–3  | mai 2008        | Italian Open, Italia                | ATP Masters | Zgură     | Stan Wawrinka         | 4–6, 6–3, 6–3                            |
| Pierdut  | 10–4  | iunie 2008      | Queen's Club Championships, UK      | ATP 250     | Iarbă     | Rafael Nadal          | 6–7(6–8), 5–7                            |
| Pierdut  | 10–5  | august 2008     | Cincinnati ATP Masters, U.S.        | ATP Masters | Dură      | Andy Murray           | 6–7(4–7), 6–7(5–7)                       |
| Pierdut  | 10–6  | septembrie 2008 | Thailand Open, Thailand             | ATP 250     | Dură (i)  | Jo-Wilfried Tsonga    | 6–7(4–7), 4–6                            |
| Câștigat | 11–6  | noiembrie 2008  | ATP Finals, China                   | Tour Finals | Dură (i)  | Nikolay Davydenko     | 6–1, 7–5                                 |
| Câștigat | 12–6  | februarie 2009  | Dubai Championships, UAE            | ATP 500     | Dură      | David Ferrer          | 7–5, 6–3                                 |
| Pierdut  | 12–7  | aprilie 2009    | Miami Open, SUA                     | ATP Masters | Dură      | Andy Murray           | 2–6, 5–7                                 |
| Pierdut  | 12–8  | aprilie 2009    | Monte-Carlo ATP Masters, Franța     | ATP Masters | Zgură     | Rafael Nadal          | 3–6, 6–2, 1–6                            |
| Pierdut  | 12–9  | mai 2009        | Italian Open, Italia                | ATP Masters | Zgură     | Rafael Nadal          | 6–7(2–7), 2–6                            |
| Câștigat | 13–9  | mai 2009        | Serbia Open, Serbia                 | ATP 250     | Zgură     | Łukasz Kubot          | 6–3, 7–6(7–0)                            |
| Pierdut  | 13–10 | iunie 2009      | Halle Open, Germany                 | ATP 250     | Iarbă     | Tommy Haas            | 3–6, 7–6(7–4), 1–6                       |
| Pierdut  | 13–11 | august 2009     | Cincinnati ATP Masters, U.S.        | ATP Masters | Dură      | Roger Federer         | 1–6, 5–7                                 |
| Câștigat | 14–11 | octombrie 2009  | China Open, China                   | ATP 500     | Dură      | Marin Čilić           | 6–2, 7–6(7–4)                            |
| Câștigat | 15–11 | noiembrie 2009  | Swiss Indoors, Elveția              | ATP 500     | Dură (i)  | Roger Federer         | 6–4, 4–6, 6–2                            |
| Câștigat | 16–11 | noiembrie 2009  | Paris ATP Masters, Franța           | ATP Masters | Dură (i)  | Gaël Monfils          | 6–2, 5–7, 7–6(7–3)                       |
| Câștigat | 17–11 | februarie 2010  | Dubai Championships, UAE (2)        | ATP 500     | Dură      | Mikhail Youzhny       | 7–5, 5–7, 6–3                            |
| Pierdut  | 17–12 | septembrie 2010 | US Open, U.S.                       | Grand Slam  | Dură      | Rafael Nadal          | 4–6, 7–5, 4–6, 2–6                       |
| Câștigat | 18–12 | octombrie 2010  | China Open, China (2)               | ATP 500     | Dură      | David Ferrer          | 6–2, 6–4                                 |
| Pierdut  | 18–13 | noiembrie 2010  | Swiss Indoors, Elveția              | ATP 500     | Dură (i)  | Roger Federer         | 4–6, 6–3, 1–6                            |
| Câștigat | 19–13 | ianuarie 2011   | Australian Open, Australia (2)      | Grand Slam  | Dură      | Andy Murray           | 6–4, 6–2, 6–3                            |
| Câștigat | 20–13 | februarie 2011  | Dubai Championships, UAE (3)        | ATP 500     | Dură      | Roger Federer         | 6–3, 6–3                                 |
| Câștigat | 21–13 | martie 2011     | Indian Wells Open, SUA (2)          | ATP Masters | Dură      | Rafael Nadal          | 4–6, 6–3, 6–2                            |
| Câștigat | 22–13 | aprilie 2011    | Miami Open, SUA (2)                 | ATP Masters | Dură      | Rafael Nadal          | 4–6, 6–3, 7–6(7–4)                       |
| Câștigat | 23–13 | mai 2011        | Serbia Open, Serbia (2)             | ATP 250     | Zgură     | Feliciano López       | 7–6(7–4), 6–2                            |
| Câștigat | 24–13 | mai 2011        | Madrid Open, Spania                 | ATP Masters | Zgură     | Rafael Nadal          | 7–5, 6–4                                 |
| Câștigat | 25–13 | mai 2011        | Italian Open, Italia (2)            | ATP Masters | Zgură     | Rafael Nadal          | 6–4, 6–4                                 |
| Câștigat | 26–13 | iulie 2011      | Wimbledon, UK                       | Grand Slam  | Iarbă     | Rafael Nadal          | 6–4, 6–1, 1–6, 6–3                       |
| Câștigat | 27–13 | august 2011     | Canadian Open, Canada (2)           | ATP Masters | Dură      | Mardy Fish            | 6–2, 3–6, 6–4                            |
| Pierdut  | 27–14 | august 2011     | Cincinnati ATP Masters, U.S.        | ATP Masters | Dură      | Andy Murray           | 4–6, 0–3 Ret.                            |
| Câștigat | 28–14 | septembrie 2011 | US Open, U.S.                       | Grand Slam  | Dură      | Rafael Nadal          | 6–2, 6–4, 6–7(3–7), 6–1                  |
| Câștigat | 29–14 | ianuarie 2012   | Australian Open, Australia (3)      | Grand Slam  | Dură      | Rafael Nadal          | 5–7, 6–4, 6–2, 6–7(5–7), 7–5             |
| Câștigat | 30–14 | aprilie 2012    | Miami Open, SUA (3)                 | ATP Masters | Dură      | Andy Murray           | 6–1, 7–6(7–4)                            |
| Pierdut  | 30–15 | aprilie 2012    | Monte-Carlo ATP Masters, Franța     | ATP Masters | Zgură     | Rafael Nadal          | 3–6, 1–6                                 |
| Pierdut  | 30–16 | mai 2012        | Italian Open, Italia                | ATP Masters | Zgură     | Rafael Nadal          | 5–7, 3–6                                 |
| Pierdut  | 30–17 | iunie 2012      | French Open, Franța                 | Grand Slam  | Zgură     | Rafael Nadal          | 4–6, 3–6, 6–2, 5–7                       |
| Câștigat | 31–17 | august 2012     | Canadian Open, Canada (3)           | ATP Masters | Dură      | Richard Gasquet       | 6–3, 6–2                                 |
| Pierdut  | 31–18 | august 2012     | Cincinnati ATP Masters, SUA         | ATP Masters | Dură      | Roger Federer         | 0–6, 6–7(7–9)                            |
| Pierdut  | 31–19 | septembrie 2012 | US Open, U.S.                       | Grand Slam  | Dură      | Andy Murray           | 6–7(10–12), 5–7, 6–2, 6–3, 2–6           |
| Câștigat | 32–19 | octombrie 2012  | China Open, China (3)               | ATP 500     | Dură      | Jo-Wilfried Tsonga    | 7–6(7–4), 6–2                            |
| Câștigat | 33–19 | octombrie 2012  | Shanghai ATP Masters, China         | ATP Masters | Dură      | Andy Murray           | 5–7, 7–6(13–11), 6–3                     |
| Câștigat | 34–19 | noiembrie 2012  | ATP Finals, UK (2)                  | Tour Finals | Dură (i)  | Roger Federer         | 7–6(8–6), 7–5                            |
| Câștigat | 35–19 | ianuarie 2013   | Australian Open, Australia (4)      | Grand Slam  | Dură      | Andy Murray           | 6–7(2–7), 7–6(7–3), 6–3, 6–2             |
| Câștigat | 36–19 | martie 2013     | Dubai Championships, UAE (4)        | ATP 500     | Dură      | Tomáš Berdych         | 7–5, 6–3                                 |
| Câștigat | 37–19 | aprilie 2013    | Monte-Carlo ATP Masters, Franța     | ATP Masters | Zgură     | Rafael Nadal          | 6–2, 7–6(7–1)                            |
| Pierdut  | 37–20 | iulie 2013      | Wimbledon, UK                       | Grand Slam  | Iarbă     | Andy Murray           | 4–6, 5–7, 4–6                            |
| Pierdut  | 37–21 | septembrie 2013 | US Open, U.S.                       | Grand Slam  | Dură      | Rafael Nadal          | 2–6, 6–3, 4–6, 1–6                       |
| Câștigat | 38–21 | octombrie 2013  | China Open, China (4)               | ATP 500     | Dură      | Rafael Nadal          | 6–3, 6–4                                 |
| Câștigat | 39–21 | [octombrie 2013 | Shanghai ATP Masters, China (2)     | ATP Masters | Dură      | Juan Martín del Potro | 6–1, 3–6, 7–6(7–3)                       |
| Câștigat | 40–21 | noiembrie 2013  | Paris ATP Masters, Franța (2)       | ATP Masters | Dură (i)  | David Ferrer          | 7–5, 7–5                                 |
| Câștigat | 41–21 | noiembrie 2013  | ATP Finals, UK (3)                  | Tour Finals | Dură (i)  | Rafael Nadal          | 6–3, 6–4                                 |
| Câștigat | 42–21 | martie 2014     | Indian Wells ATP Masters, SUA (3)   | ATP Masters | Dură      | Roger Federer         | 3–6, 6–3, 7–6(7–3)                       |
| Câștigat | 43–21 | martie 2014     | Miami Open, SUA (4)                 | ATP Masters | Dură      | Rafael Nadal          | 6–3, 6–3                                 |
| Câștigat | 44–21 | mai 2014        | Italian Open, Italia (3)            | ATP Masters | Zgură     | Rafael Nadal          | 4–6, 6–3, 6–3                            |
| Pierdut  | 44–22 | iunie 2014      | French Open, Franța                 | Grand Slam  | Zgură     | Rafael Nadal          | 6–3, 5–7, 2–6, 4–6                       |
| Câștigat | 45–22 | iulie 2014      | Wimbledon, UK (2)                   | Grand Slam  | Iarbă     | Roger Federer         | 6–7(7–9), 6–4, 7–6(7–4), 5–7, 6–4        |
| Câștigat | 46–22 | octombrie 2014  | China Open, China (5)               | ATP 500     | Dură      | Tomáš Berdych         | 6–0, 6–2                                 |
| Câștigat | 47–22 | noiembrie 2014  | Paris ATP Masters, Franța (3)       | ATP Masters | Dură (i)  | Milos Raonic          | 6–2, 6–3                                 |
| Câștigat | 48–22 | noiembrie 2014  | ATP Finals, UK (4)                  | Tour Finals | Dură (i)  | Roger Federer         | w/o                                      |
| Câștigat | 49–22 | februarie 2015  | Australian Open, Australia (5)      | Grand Slam  | Dură      | Andy Murray           | 7–6(7–5), 6–7(4–7), 6–3, 6–0             |
| Pierdut  | 49–23 | februarie 2015  | Dubai Championships, UAE            | ATP 500     | Dură      | Roger Federer         | 3–6, 5–7                                 |
| Câștigat | 50–23 | martie 2015     | Indian Wells ATP Masters, SUA (4)   | ATP Masters | Dură      | Roger Federer         | 6–3, 6–7(5–7), 6–2                       |
| Câștigat | 51–23 | aprilie 2015    | Miami Open, SUA (5)                 | ATP Masters | Dură      | Andy Murray           | 7–6(7–3), 4–6, 6–0                       |
| Câștigat | 52–23 | aprilie 2015    | Monte-Carlo ATP Masters, Franța (2) | ATP Masters | Zgură     | Tomáš Berdych         | 7–5, 4–6, 6–3                            |
| Câștigat | 53–23 | mai 2015        | Italian Open, Italia (4)            | ATP Masters | Zgură     | Roger Federer         | 6–4, 6–3                                 |
| Pierdut  | 53–24 | iunie 2015      | French Open, Franța                 | Grand Slam  | Zgură     | Stan Wawrinka         | 6–4, 4–6, 3–6, 4–6                       |
| Câștigat | 54–24 | iulie 2015      | Wimbledon, UK (3)                   | Grand Slam  | Iarbă     | Roger Federer         | 7–6(7–1), 6–7(10–12), 6–4, 6–3           |
| Pierdut  | 54–25 | august 2015     | Canadian Open, Canada               | ATP Masters | Dură      | Andy Murray           | 4–6, 6–4, 3–6                            |
| Pierdut  | 54–26 | august 2015     | Cincinnati ATP Masters, U.S.        | ATP Masters | Dură      | Roger Federer         | 6–7(1–7), 3–6                            |
| Câștigat | 55–26 | septembrie 2015 | US Open, SUA (2)                    | Grand Slam  | Dură      | Roger Federer         | 6–4, 5–7, 6–4, 6–4                       |
| Câștigat | 56–26 | octombrie 2015  | China Open, China (6)               | ATP 500     | Dură      | Rafael Nadal          | 6–2, 6–2                                 |
| Câștigat | 57–26 | octombrie 2015  | Shanghai ATP Masters, China (3)     | ATP Masters | Dură      | Jo-Wilfried Tsonga    | 6–2, 6–4                                 |
| Câștigat | 58–26 | noiembrie 2015  | Paris ATP Masters, Franța (4)       | ATP Masters | Dură (i)  | Andy Murray           | 6–2, 6–4                                 |
| Câștigat | 59–26 | noiembrie 2015  | ATP Finals, UK (5)                  | Tour Finals | Dură (i)  | Roger Federer         | 6–3, 6–4                                 |
| Câștigat | 60–26 | ianuarie 2016   | Qatar Open, Qatar                   | ATP 250     | Dură      | Rafael Nadal          | 6–1, 6–2                                 |
| Câștigat | 61–26 | ianuarie 2016   | Australian Open, Australia (6)      | Grand Slam  | Dură      | Andy Murray           | 6–1, 7–5, 7–6(7–3)                       |
| Câștigat | 62–26 | martie 2016     | Indian Wells ATP Masters, SUA (5)   | ATP Masters | Dură      | Milos Raonic          | 6–2, 6–0                                 |
| Câștigat | 63–26 | aprilie 2016    | Miami Open, SUA (6)                 | ATP Masters | Dură      | Kei Nishikori         | 6–3, 6–3                                 |
| Câștigat | 64–26 | mai 2016        | Madrid Open, Spania (2)             | ATP Masters | Zgură     | Andy Murray           | 6–2, 3–6, 6–3                            |
| Pierdut  | 64–27 | mai 2016        | Italian Open, Italia                | ATP Masters | Zgură     | Andy Murray           | 3–6, 3–6                                 |
| Câștigat | 65–27 | iunie 2016      | French Open, Franța                 | Grand Slam  | Zgură     | Andy Murray           | 3–6, 6–1, 6–2, 6–4                       |
| Câștigat | 66–27 | iulie 2016      | Canadian Open, Canada (4)           | ATP Masters | Dură      | Kei Nishikori         | 6–3, 7–5                                 |
| Pierdut  | 66–28 | august 2016     | US Open, U.S.                       | Grand Slam  | Dură      | Stan Wawrinka         | 7–6(7–1), 4–6, 5–7, 3–6                  |
| Pierdut  | 66–29 | noiembrie 2016  | ATP Finals, UK                      | Tour Finals | Dură (i)  | Andy Murray           | 3–6, 4–6                                 |
| Câștigat | 67–29 | ianuarie 2017   | Qatar Open, Qatar (2)               | ATP 250     | Dură      | Andy Murray           | 6–3, 5–7, 6–4                            |
| Pierdut  | 67–30 | mai 2017        | Italian Open, Italia                | ATP Masters | Zgură     | Alexander Zverev      | 4–6, 3–6                                 |
| Câștigat | 68–30 | iulie 2017      | Eastbourne International, UK        | ATP 250     | Iarbă     | Gaël Monfils          | 6–3, 6–4                                 |
| Pierdut  | 68–31 | iunie 2018      | Queen's Club Championships, UK      | ATP 500     | Iarbă     | Marin Čilić           | 7–5, 6–7(4–7), 3–6                       |
| Câștigat | 69–31 | iulie 2018      | Wimbledon, UK (4)                   | Grand Slam  | Iarbă     | Kevin Anderson        | 6–2, 6–2, 7–6(7–3)                       |
| Câștigat | 70–31 | august 2018     | Cincinnati ATP Masters, U.S.        | ATP Masters | Dură      | Roger Federer         | 6–4, 6–4                                 |
| Câștigat | 71–31 | septembrie 2018 | US Open, SUA (3)                    | Grand Slam  | Dură      | Juan Martín del Potro | 6–3, 7–6(7–4), 6–3                       |
| Câștigat | 72–31 | octombrie 2018  | Shanghai ATP Masters, China (4)     | ATP Masters | Dură      | Borna Ćorić           | 6–3, 6–4                                 |
| Pierdut  | 72–32 | noiembrie 2018  | Paris ATP Masters, Franța           | ATP Masters | Dură (i)  | Karen Khachanov       | 5–7, 4–6                                 |
| Pierdut  | 72–33 | noiembrie 2018  | ATP Finals, UK                      | Tour Finals | Dură (i)  | Alexander Zverev      | 4–6, 3–6                                 |
| Câștigat | 73–33 | ianuarie 2019   | Australian Open, Australia (7)      | Grand Slam  | Dură      | Rafael Nadal          | 6–3, 6–2, 6–3                            |
| Câștigat | 74–33 | mai 2019        | Madrid Open, Spania (3)             | ATP Masters | Zgură     | Stefanos Tsitsipas    | 6–3, 6–4                                 |
| Pierdut  | 74–34 | mai 2019        | Italian Open, Italia                | ATP Masters | Zgură     | Rafael Nadal          | 0–6, 6–4, 1–6                            |
| Câștigat | 75–34 | iulie 2019      | Wimbledon, UK (5)                   | Grand Slam  | Iarbă     | Roger Federer         | 7–6(7–5), 1–6, 7–6(7–4), 4–6, 13–12(7–3) |
| Câștigat | 76–34 | octombrie 2019  | Japan Open, Japan                   | ATP 500     | Dură      | John Millman          | 6–3, 6–2                                 |
| Câștigat | 77–34 | noiembrie 2019  | Paris ATP Masters, Franța (5)       | ATP Masters | Dură (i)  | Denis Shapovalov      | 6–3, 6–4                                 |
| Câștigat | 78–34 | ianuarie 2020   | Australian Open, Australia (8)      | Grand Slam  | Dură      | Dominic Thiem         | 6–4, 4–6, 2–6, 6–3, 6–4                  |
| Câștigat | 79–34 | februarie 2020  | Dubai Championships, UAE (5)        | ATP 500     | Dură      | Stefanos Tsitsipas    | 6–3, 6–4                                 |
| Câștigat | 80–34 | august 2020     | Cincinnati ATP Masters, SUA (2)     | ATP Masters | Dură      | Milos Raonic          | 1–6, 6–3, 6–4                            |
| Câștigat | 81–34 | septembrie 2020 | Italian Open, Italia (5)            | ATP Masters | Zgură     | Diego Schwartzman     | 7–5, 6–3                                 |
| Pierdut  | 81–35 | octombrie 2020  | French Open, Franța                 | Grand Slam  | Zgură     | Rafael Nadal          | 0–6, 2–6, 5–7                            |
| Câștigat | 82–35 | februarie 2021  | Australian Open, Australia (9)      | Grand Slam  | Dură      | Daniil Medvedev       | 7–5, 6–2, 6–2                            |
| Pierdut  | 82–36 | mai 2021        | Italian Open, Italia                | ATP Masters | Zgură     | Rafael Nadal          | 5–7, 6–1, 3–6                            |
| Câștigat | 83–36 | mai 2021        | Belgrade Open, Serbia               | ATP 250     | Zgură     | Alex Molčan           | 6–4, 6–3                                 |
| Câștigat | 84–36 | iunie 2021      | French Open, Franța (2)             | Grand Slam  | Zgură     | Stefanos Tsitsipas    | 6–7(6–8), 2–6, 6–3, 6–2, 6–4             |
| Câștigat | 85–36 | iulie 2021      | Wimbledon, UK (6)                   | Grand Slam  | Iarbă     | Matteo Berrettini     | 6–7(4–7), 6–4, 6–4, 6–3                  |
| Pierdut  | 85–37 | septembrie 2021 | US Open, U.S.                       | Grand Slam  | Dură      | Daniil Medvedev       | 4–6, 4–6, 4–6                            |
| Câștigat | 86–37 | noiembrie 2021  | Paris ATP Masters, Franța (6)       | ATP Masters | Dură      | Daniil Medvedev       | 4–6, 6–3, 6–3                            |
| Pierdut  | 86–38 | aprilie 2022    | Serbia Open                         | ATP 250     | Zgură     | Andrei Rubliov        | 2–6, 7–6(7–4), 0–6                       |
| Câștigat | 87–38 | mai 2022        | Italian Open, Italia (6)            | ATP Masters | Zgură     | Stefanos Tsitsipas    | 6–0, 7–6(7–5)                            |
| Câștigat | 88–38 | iulie 2022      | Wimbledon, UK (7)                   | Grand Slam  | Iarbă     | Nick Kyrgios          | 4–6, 6–3, 6–4, 7–6(7–3)                  |
| Câștigat | 89–38 | octombrie 2022  | Tel Aviv Open, Israel               | ATP 250     | Dură      | Marin Čilić           | 6–3, 6–4                                 |
| Câștigat | 90–38 | octombrie 2022  | Astana Open, Kazakhstan             | ATP 500     | Dură      | Stefanos Tsitsipas    | 6–3, 6–4                                 |
| Pierdut  | 90–39 | noiembrie 2022  | Paris Masters, Franța               | Masters     | Dură      | Holger Rune           | 6–3, 3–6, 5–7                            |
| Câștigat | 91–39 | noiembrie 2022  | ATP Finals, Italia                  | Tour Finals | Dură      | Casper Ruud           | 7–5, 6–3                                 |
| Câștigat | 92–39 | ianuarie 2023   | Adelaide International 1, Australia | ATP 250     | Dură      | Sebastian Korda       | 6–7(8–10), 7–6(7–3), 6–4                 |
| Câștigat | 93–39 | ianuarie 2023   | Australian Open, Australia (10)     | Grand Slam  | Dură      | Stefanos Tsitsipas    | 6–3, 7–6(7–4), 7–6(7–5)                  |
| Câștigat | 94–39 | iunie 2023      | French Open, Franța (3)             | Grand Slam  | Zgură     | Casper Ruud           | 7–6(7–1), 6–3, 7–5                       |
| Pierdut  | 94–40 | iulie 2023      | Wimbledon, UK                       | Grand Slam  | Iarbă     | Carlos Alcaraz        | 6–1, 6–7(6–8), 1–6, 6–3, 4–6             |
| Câștigat | 95–40 | august 2023     | Cincinnati Masters, U.S. (3)        | ATP Masters | Dură      | Carlos Alcaraz        | 5–7, 7–6(9–7), 7–6(7–4)                  |
| Câștigat | 96–40 | septembrie 2023 | US Open, U.S. (4)                   | Grand Slam  | Dură      | Daniil Medvedev       | 6–3, 7–6(7–5), 6–3                       |
| Câștigat | 97–40 | noiembrie 2023  | Paris Masters, Franța (7)           | ATP Masters | Dură (i)  | Grigor Dimitrov       | 6–4, 6–3                                 |
| Câștigat | 98–40 | noiembrie 2023  | ATP Finals, Italia (7)              | Tour Finals | Dură (i)  | Jannik Sinner         | 6–3, 6–3                                 |
| Pierdut  | 98–41 | iulie 2024      | Wimbledon, UK                       | Grand Slam  | Iarbă     | Carlos Alcaraz        | 2–6, 2–6, 6–7(4–7)                       |
| Câștigat | 99–41 | august 2024     | Jocuri Olimpice, Franța             | Olympics    | Clay      | Carlos Alcaraz        | 7–6(7–3), 7–6(7–2)                       |
| Pierdut  | 99–42 | octombrie 2024  | Shanghai Masters, China             | ATP 1000    | Hard      | Jannik Sinner         | 6–7(4–7), 3–6                            |

### Dublu: 3 (1 titlu, 2 finale)
| Legendă          |
| ---------------- |
| Grand Slam       |
| ATP Finals       |
| ATP Masters 1000 |
| Jocuri Olimpice  |
| ATP 500          |
| ATP 250 (1–2)    |

| Titluri după suprafață |
| ---------------------- |
| Dură (0–1)             |
| Zgură (0–0)            |
| Iarbă (1–1)            |
| Covor sintetic (0–0)   |

| Titluri după loc |
| ---------------- |
| Exterior (1–2)   |
| Interior (0–0)   |

| Rezultat | C–P | Dată          | Turneu                            | Tip     | Suprafață | Partener             | Oponent                        | Scor                  |
| -------- | --- | ------------- | --------------------------------- | ------- | --------- | -------------------- | ------------------------------ | --------------------- |
| Pierdut  | 0–1 | ianuarie 2007 | Adelaide International, Australia | ATP 250 | Dură      | Radek Štěpánek       | Wesley Moodie Todd Perry       | 4–6, 6–3, [13–15]     |
| Câștigat | 1–1 | iunie 2010    | Queen's Club Championships, UK    | ATP 250 | Iarbă     | Jonathan Erlich      | Karol Beck David Škoch         | 6–7(6–8), 6–2, [10–3] |
| Pierdut  | 1–2 | iunie 2021    | Mallorca Open, Spania             | ATP 250 | Iarbă     | Carlos Gómez-Herrera | Simone Bolelli Máximo González | Walkover              |

## Premii și onoruri
vezi Palmares și statistici Novak Đoković#Premii și onoruri